# Mètopes del Partenó
Les mètopes del Partenó són un conjunt de noranta-dues plaques quadrades (mètopes) esculpides en marbre pentèlic, que eren sobre les columnes del peristil del Partenó, a l'Acròpoli d'Atenes. Les van crear diversos artistes, encara que el mestre d'obres en fou quasi amb tota seguretat Fídies. Les esculpiren entre 447 o 446 ac, i a tot estirar el 438 ac; segurament les acabaren al 442 ae. Normalment es mostren dos personatges per mètopa. La majoria es troben molt deteriorades.
La interpretació de les mètopes es basa sols en conjectures, a partir de siluetes a voltes amb prou feines discernibles, per comparació amb altres representacions contemporànies, sobretot atuells. Hi hauria un tema diferent en cada façana de l'edifici, que representaria diferents combats: l'amazonomàquia a l'oest, la caiguda de Troia al nord, la gigantomàquia a l'est i el combat entre centaures i làpites al sud. Les mètopes sempre descriuen un tema bèl·lic, com la decoració de l'estàtua criselefantina d'Atena Pàrtenos allotjada al Partenó. Semblen evocar l'oposició entre l'ordre i el caos, entre l'ésser humà i la bèstia (potser les tendències animals de l'ésser humà), entre la civilització i la barbàrie, i fins i tot entre Orient i Occident. Aquest argument general es considera una metàfora de les guerres mèdiques i una valoració de la ciutat d'Atenes.
La major part de les mètopes foren sistemàticament destruïdes pels cristians quan transformaren el Partenó en església cap al segle VI o VII. Un polvorí instal·lat a l'edifici pels otomans esclatà durant el setge d'Atenes pels venecians al setembre de 1687, i en continuà la destrucció. Les mètopes de la façana sud són les millor conservades. Catorze se n'exhibeixen al Museu Britànic i una altra es troba al Museu del Louvre. Les dels altres costats, molt danyades, són a Atenes, algunes a l'emplaçament originari. Dos caps provinents d'una mètopa són al Museu Nacional de Copenhaguen, i una altra més a la Universitat de Würzburg. Altres fragments n'estan dipositats als Museus Vaticans.

## El Partenó

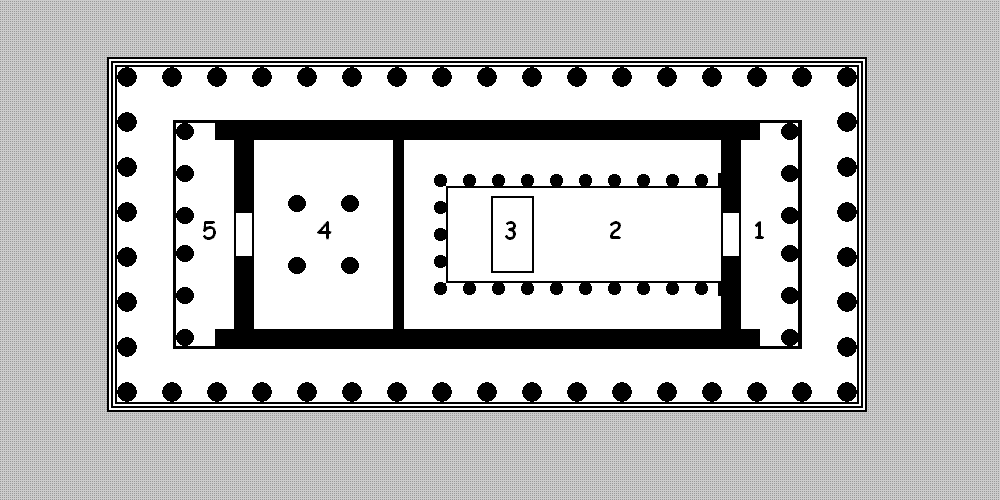
Plànol del Partenó: 1) Pronaos (costat est) 2) Naos hekatómpedon (costat est) 3) Estàtua criselefantina d'Atena Pàrtenos 4) Partenó (sala de les Verges, tresor) (costat oest) 5) Opistòdom (costat oest)

Al 480 ae, els perses saquejaren l'Acròpoli d'Atenes, on en aquesta època s'estava construint un Pre-Partenó. Després de les victòries de Salamina i Platea, els atenencs juraren deixar els temples inacabats en record de la barbàrie persa.
D'aleshores ençà, el poder d'Atenes va anar creixent a poc a poc, sobretot en la lliga de Delos. Al 454 ae el tresor de la lliga va ser transferit de Delos a Atenes. S'hi engegà un extens programa d'edificacions finançat per aquest tresor, entre aquestes el Partenó. Aquest nou edifici fou concebut com un tresor destinat a albergar la colossal estàtua criselefantina d'Atena Pàrtenos.
El Partenó fou erigit entre 447 i 438 ae. El Pre-Partenó, un edifici quasi desconegut, era hexàstil. El substituïren per un altre de més gran i octàstil, amb vuit columnes a la façana i dèsset als costats del peristil. Feia 30,88 m d'amplària per 69,50 m de longitud. El sekos, la zona tancada pel peristil, tenia una amplària de 19 m. Contenia dues grans sales: una a l'est, amb una estàtua de dotze metres d'alçada, i una altra a l'oest, per allotjar el tresor de la lliga de Delos. Encarregaren l'obra a Ictí, Cal·lícrates i Fídies. El projecte d'ornamentació era tradicional quant a la forma, amb frontons i mètopes, i inusual quant a les proporcions. Els frontons són els més grans i complexos que s'han realitzat mai. Les noranta-dues mètopes esculpides no tenien precedent quant al nombre, ni mai va ser repetit. Malgrat que el temple era d'ordre dòric, la decoració al voltant del sekos, normalment composta per mètopes i tríglifs, fou reemplaçada per un fris d'ordre jònic.

## Descripció general

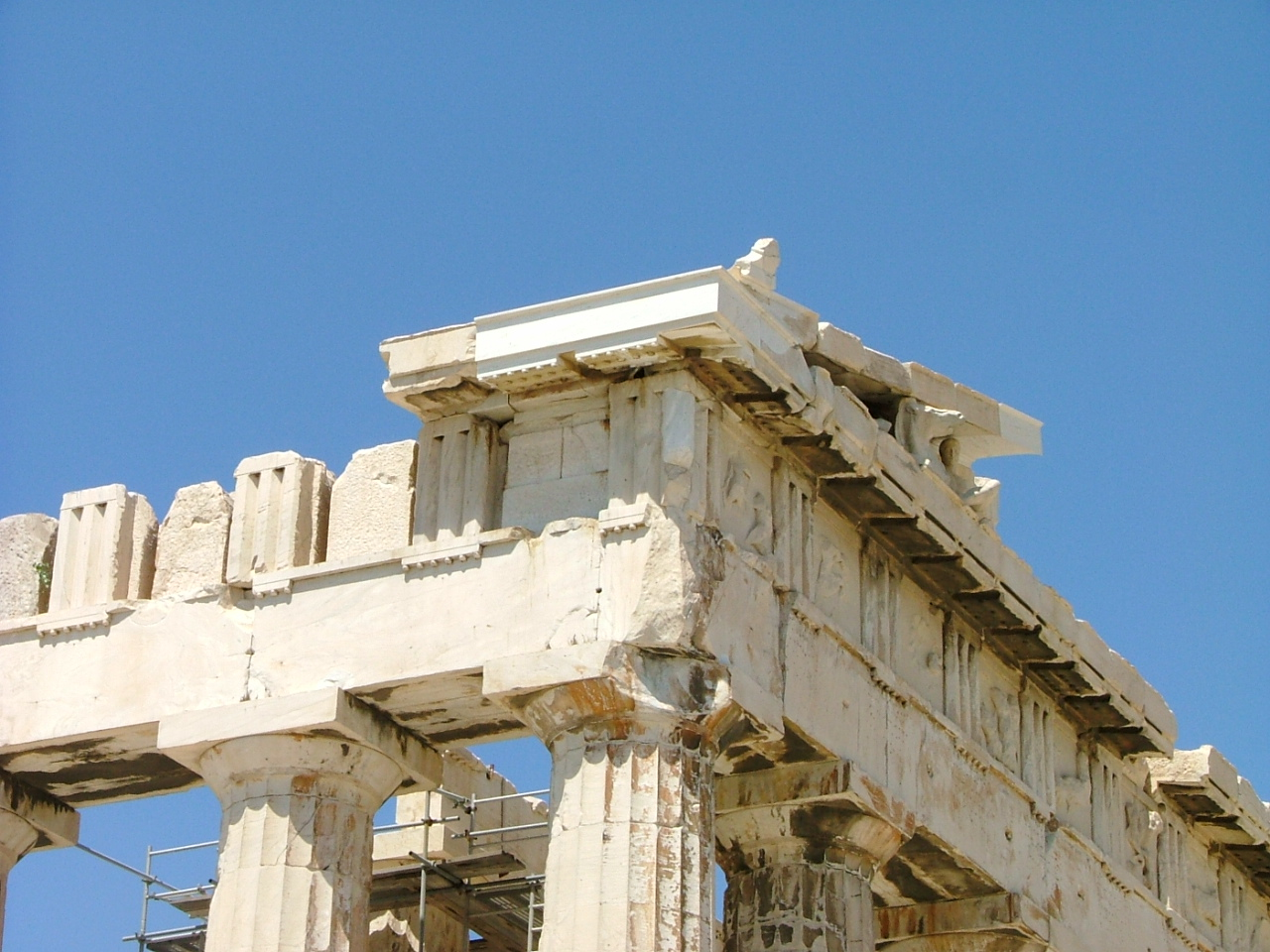
Alternança de mètopes i tríglifs al Partenó

### Estructura del conjunt
Als edificis dòrics de marbre, la part de l'entaulament sobre l'arquitrau estava decorada amb mètopes, que es disposaven en alternança amb tríglifs. Aquests eren una reminiscència dels caps de les bigues de fusta que sostenien la coberta. La zona situada entre els tríglifs, que en principi era un simple espai de pedra llis, s'ornamentà posteriorment amb escultures.
El Partenó tenia noranta-dues mètopes policromes, catorze en cadascuna de les façanes est i oest, i trenta-dues en cada costat nord i sud. Els especialistes les solen numerar d'esquerra a dreta amb nombres romans.Foren esculpides sobre plaques de marbre pentèlic pràcticament quadrades: tenien 1,20 m d'altura i una longitud variable, amb una mitjana d'1,25 m. El bloc de marbre feia 35 cm d'espessor. Les escultures es feren en alt relleu, en el límit amb el perfil redó. Els relleus sobresortien uns 25 cm de la placa. Les mètopes eren a dotze metres d'alçària i tenien una mitjana de dos personatges.
Cap edifici grec antic s'ha ornat amb un nombre tan important de mètopes, ni abans ni després de la construcció del Partenó. Al temple de Zeus a Olímpia, més antic, només se'n van esculpir les del pòrtic interior. Al temple d'Hefest, contemporani del Partenó, sols se'n tallaren les de la façana est i les quatre més orientals dels costats nord i sud.

### Temes i interpretació

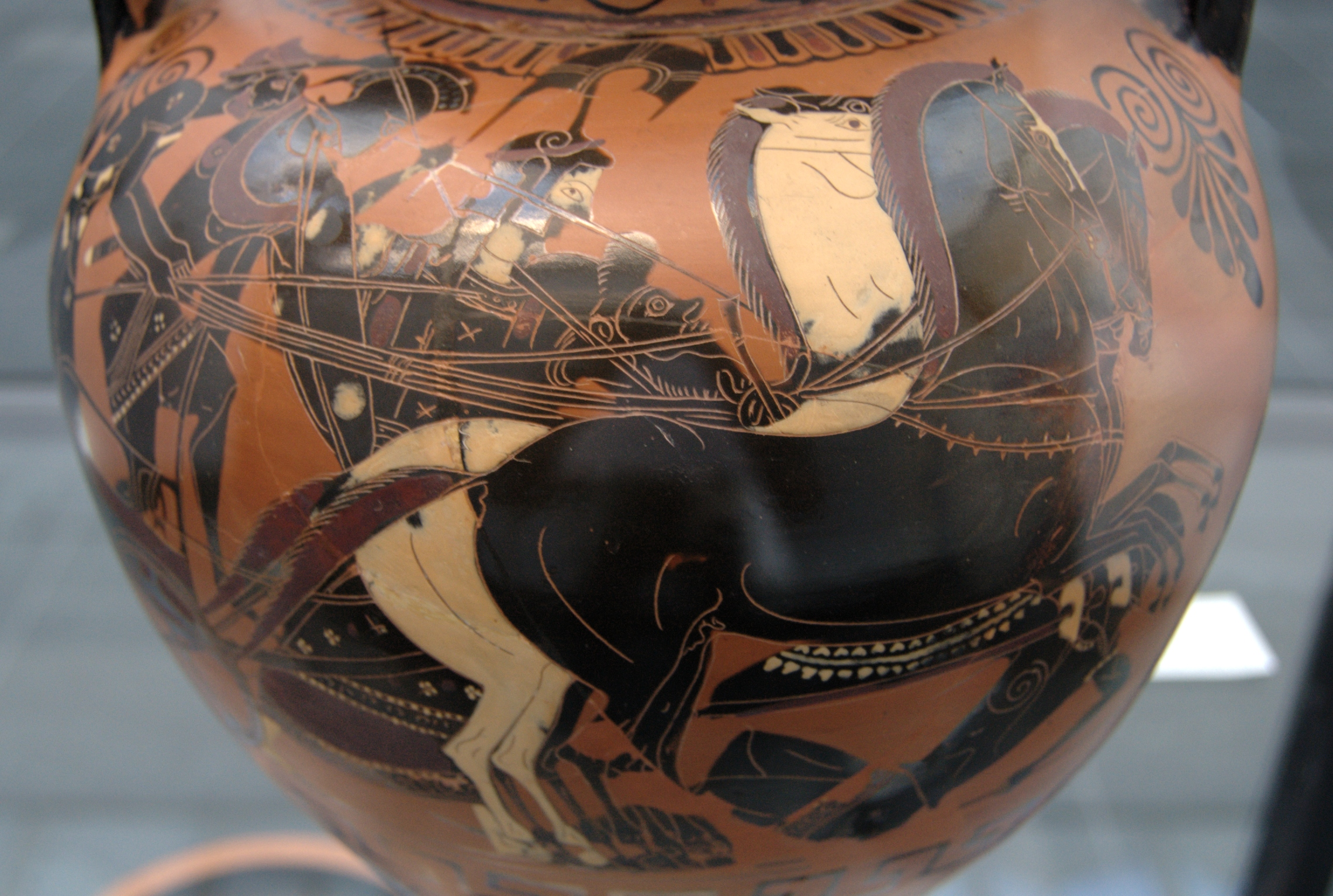
Àmfora àtica de figures negres, en què es representa una escena de la gigantomàquia: Hermes (o Fobos?) i Ares en un carro que aixafa un gegant; Atena se'n situa prop; 530 ae (o 510 ae?)

No hi ha cap descripció antiga de les mètopes que permeta atribuir-ne una interpretació definitiva. La primera referència literària de la decoració escultòrica del Partenó, l'escrigué Pausànies al segle II ae; només va descriure'n els frontons. La comparació, però, amb els temes de la ceràmica àtica coetània pot oferir pistes per a la seua anàlisi.
El tema general de les noranta-dues mètopes és bèl·lic, com en l'estàtua criselefantina d'Atena, encara que diferent als frontons i al fris. Sembla que es tracte d'una oposició entre l'ordre i el caos. El conjunt es considera sovint una metàfora de les guerres mèdiques. Un aspecte subjacent podria ser el matrimoni i el fet que la ruptura de la seua harmonia produeix el caos. Per tant, com en altres zones del Partenó, es representaria la celebració dels valors cívics, dels quals el matrimoni entre ciutadans seria un dels fonaments.
Les mètopes dels costats est, nord i oest patiren una destrucció sistemàtica per part dels cristians entre els segles VI i VII, amb la qual cosa és difícil de saber amb precisió què representaven. A l'est, el costat més important des d'un punt de vista religiós, el tema de les mètopes seria la gigantomàquia. Zeus i Hera (o Atena) estarien representats en les mètopes centrals, i els enfrontaments es disposarien simètricament al seu voltant. A l'oest, es representaria els grecs combatent contra adversaris amb indumentària oriental. La interpretació més comuna n'és que es tracta de l'amazonomàquia. Les mètopes, però, han sofert un desgast de tal magnitud que és difícil distingir si els adversaris dels grecs són de sexe masculí o femení. Si es tractés d'homes aquests podrien ser perses, encara que hi ha poques representacions de perses a cavall. Durant el setge d'Atenes pels venecians dirigits per Francesc Morosini al 1687, les mètopes de la cara nord sofriren una gran deterioració a causa de l'explosió de la reserva de pólvora emmagatzemada al Partenó. Se n'han proposat, però, diverses identificacions: una en representaria Menelau i la del seu costat Hèlena; una altra Enees i Anquises. El tema general d'aquesta zona podria ser la caiguda de Troia. Finalment, les mètopes de la cara sud no van sofrir els danys de la iconoclàstia cristiana, però sí l'explosió de 1687. Les últimes que se'n conserven, situades a cada extrem del Partenó, representen el combat entre centaures i làpites, encara que les mètopes centrals, conegudes sols pels dibuixos atribuïts a Jacques Carrey, susciten controvèrsies quant a la interpretació. Alguns arqueòlegs consideren que es podria tractar d'un enfrontament exclusivament atenès entre humans i centaures.

### Escultura i pintura

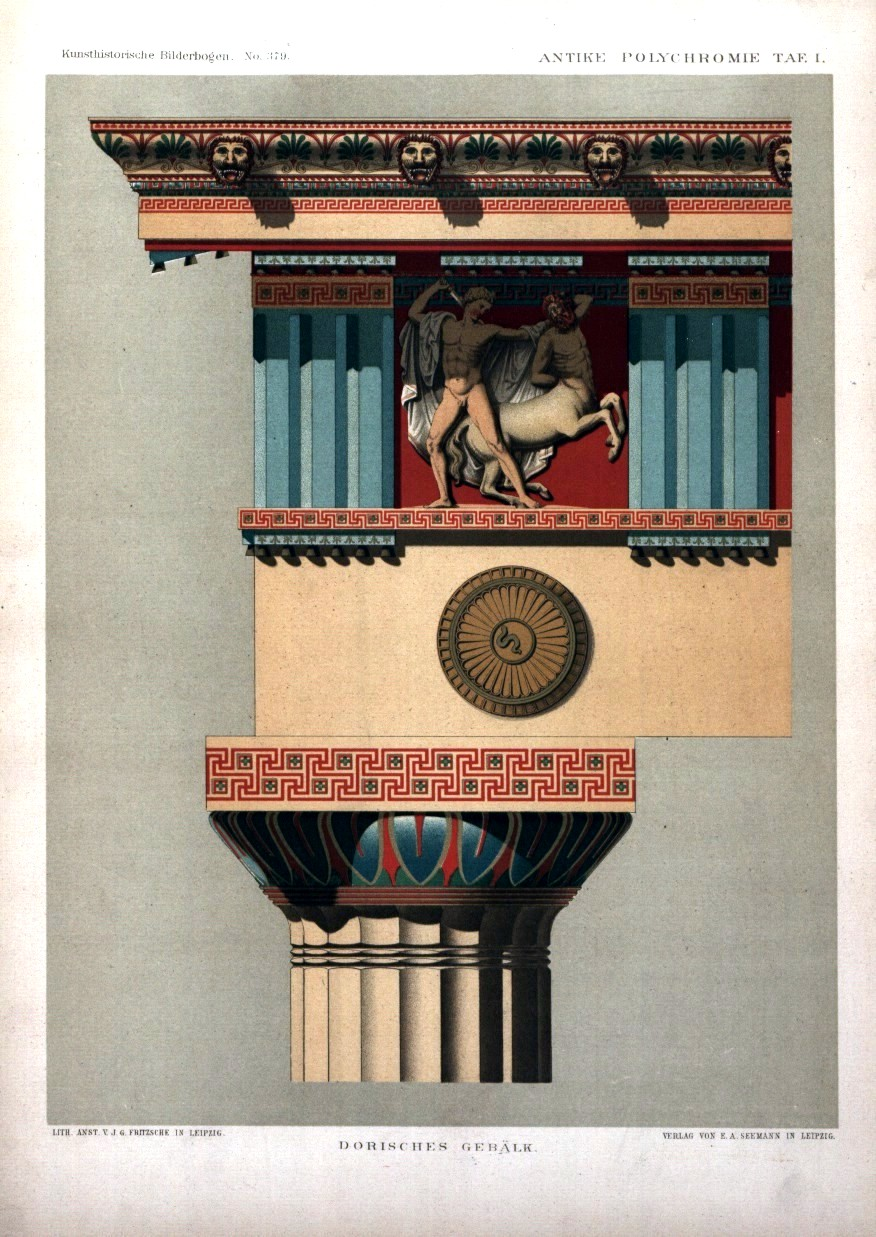
Reconstrucció dels colors a l'entaulament del Partenó. "Kunsthistorische Bilderbogen", Verlag I. A. Seemann, Leipzig. 1883

L'escultura de les mètopes del Partenó es feu en diverses etapes. L'artista començava per dibuixar els contorns dels personatges. Després, retirava el marbre que quedava fora del dibuix, fins al «fons» de la peça. Continuava separant la figura del fons i finalitzava perfeccionant les imatges. És possible que hi col·laboraren diversos escultors, cadascú especialitzat en una de les etapes. Els treballs de cisellat es degueren fer en el sòl, abans que col·locaren les mètopes a la part alta dels murs. Els artistes començarien a treballar des de 447 o 446 ae, per concloure l'obra abans de 438 ae, data en què se'n construí la coberta. Es calcula com a data de conclusió probable l'any 442 ae o una mica més tard. Alguns artistes podrien haver treballat en diverses peces. Així, en l'est VI, Posidó està en la mateixa posició que el làpita de la sud II, mentre que el gegant que està a punt de caure és molt similar al làpita de la mètopa sud VIII, la qual cosa podria significar que van ser esculpits per la mateixa mà.
Com que hi ha grans diferències de qualitat i estil entre les mètopes, és molt probable que les realitzaren diversos artistes. Algunes semblen «antigues», tallades aparentment per escultors de més edat o més conservadors, encara que també podrien haver estat realitzades a l'inici. Unes altres, de menys qualitat, suggereixen que hauria estat necessari emprar tots els escultors de què es disposava davant la magnitud de l'obra. Una última hipòtesi resumeix totes les anteriors: al principi podrien haver-se contractat nombrosos artistes, però a mesura que els treballs anaven avançant s'haurien anat descartant els menys qualificats, després d'haver realitzat les primeres mètopes, que tenien una precisió inferior. Algunes del costat sud són de tal destresa que s'ha deduït que serien les darreres a esculpir-se'n. En alguns d'aquests casos, s'ha al·ludit noms d'escultors com Miró, Alcàmenes o el mateix Fídies. Quant al cost econòmic, Robert Spenser Stanier proposà el 1953 una estimació total de 10 talents per la realització del conjunt.
Les mètopes del Partenó eren policromes, com la resta de la decoració. Se sap que el fons era de color roig, en contrast amb els tríglifs en blau mitjà o fosc. La cornisa que estava per sobre del fris també degué ser acolorida. Els personatges estaven pintats, sobretot els ulls, els cabells, els llavis, les joies i vestits. La pell de les figures masculines devia ser més fosca que la de les femenines. Algunes mètopes incloïen elements de paisatge, que tal vegada també fossen acolorits. La decoració concloïa amb l'afegit d'elements (armes, rodes o arreus) de bronze o bronze daurat, com indiquen els nombrosos buits de fixació. S'han comptat més de 120 forats al costat sud, el millor conservat. Aquests elements d'ornat podien també servir per a una identificació més ràpida dels personatges. Hi ha una estreta relació entre els temes de les mètopes i l'estàtua criselefantina d'Atena conservada al Partenó. Això podria significar que Fídies hauria estat el mestre d'obra del conjunt.

## Història i conservació

### Història del Partenó i les seues mètopes

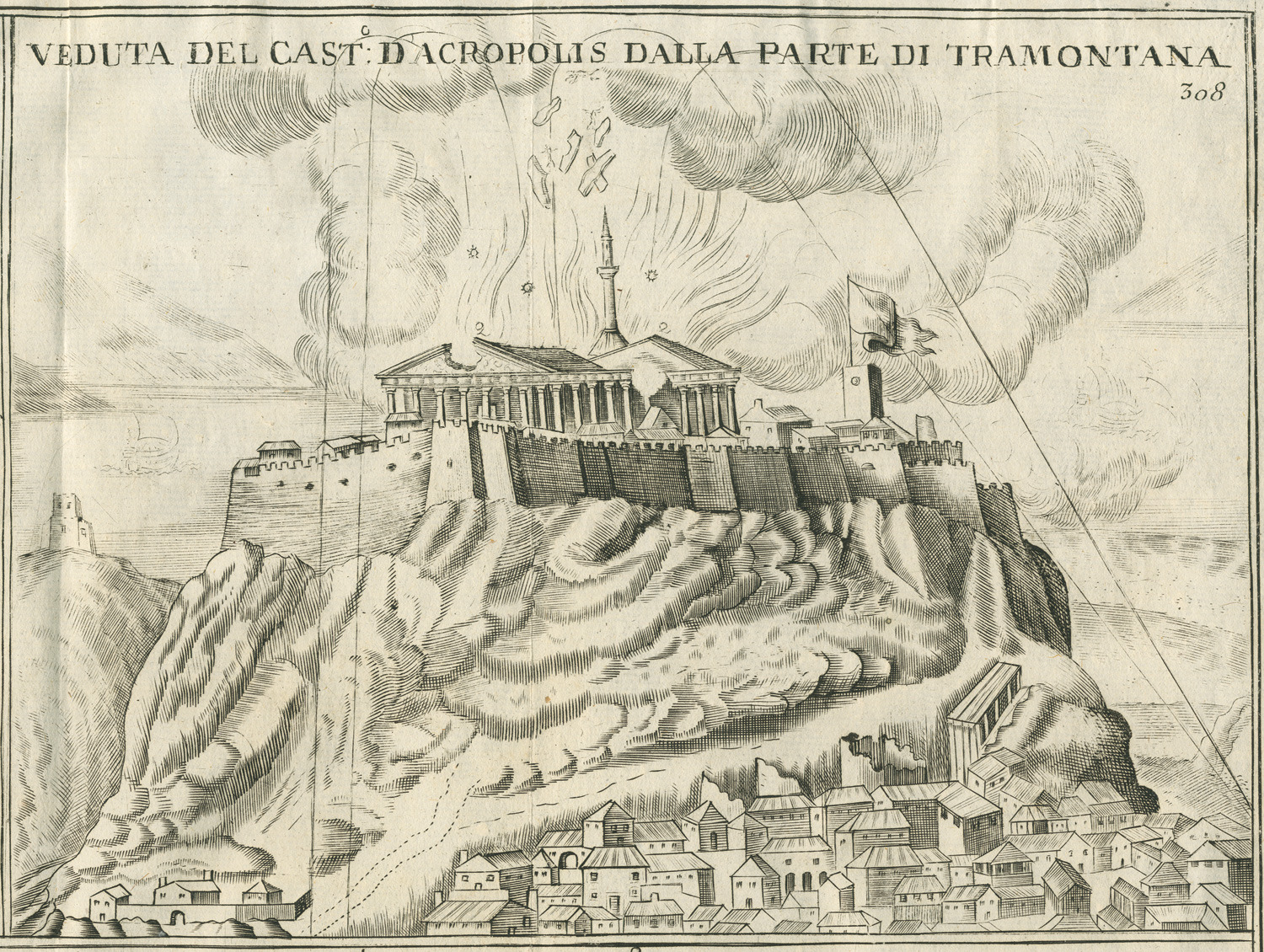
Explosió de la reserva de pólvora emmagatzemada al Partenó durant el setge d'Atenes pels venecians el 26 de setembre de 1687

El Partenó fou destruït per un incendi en una època no determinada durant l'antiguitat tardana, que va causar greus danys, entre ells la destrucció de la coberta. La calor intensa clivellà nombrosos elements de marbre, com els entaulaments i, en conseqüència, les mètopes. Se'n va escometre una extensa restauració, en què es va reconstruir el sostre, encara que només se'n cobrí l'interior. Així, les mètopes de les cares davantera i posterior passaren a estar més exposades a la intempèrie. Fins a l'edicte de Teodosi de 380, el Partenó conservà el seu paper religiós pagà. Més tard hauria passat un període més o menys llarg d'abandó. En algun moment entre els segles VI i viii, l'edifici es va transformar en església.
Fins a aquest moment, les noranta-dues mètopes havien romàs gairebé intactes. Les dels costats est, oest i nord foren sistemàticament danyades pels cristians, que desitjaven eliminar el culte als antics déus. Només perdurà una mètopa nord, amb dues figures femenines, potser en ser interpretada com una Anunciació (la figura asseguda a la dreta representaria la Mare de Déu i la figura dempeus a l'esquerra l'arcàngel Gabriel). Les mètopes sud potser se salvaren perquè aquest costat del Partenó era massa prop de la vora de l'Acròpoli, o perquè el Physiologus incloïa centaures en el seu bestiari simbòlic. En canvi, l'edifici no patí cap dany quan el Partenó església esdevingué mesquita al segle xv, ni durant els dos segles següents. El 1674, un artista al servei del marqués de Nointel (l'ambaixador francés davant el govern de l'Imperi Otomà), potser Jacques Carrey, dibuixà gran part de les mètopes que encara perduraven, que només n'eren les del costat sud. La majoria de les mètopes va ser destruïda durant el setge d'Atenes pels venecians dirigits per Francesc Morosini el 26 de setembre de 1687, en l'explosió del magatzem de pólvora situat al Partenó. Quan tornaren els otomans l'edifici va albergar de nou una mesquita. Els trossos de marbre dispersos al voltant de les ruïnes, entre ells els fragments de les mètopes, foren reduïts a calç o reutilitzats com a material de construcció en llocs com la muralla de l'Acròpoli. Al segle xviii els viatgers occidentals, cada vegada més nombrosos, s'apropiaven de parts d'escultures a manera de record.

### Lord Elgin

#### Extracció i transport dels marbres

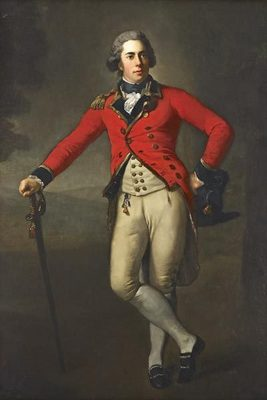
Thomas Bruce Elgin, seté comte d'Elgin, per Anton Graff, (1788)

Al 1800 arribà a Atenes un equip d'artistes (pintors i gravadors) contractats per Lord Elgin, ambaixador britànic davant el govern otomà. Dirigits pel pintor Giovanni Battista Lusieri, havien de dibuixar i modelar les antiguitats d'Atenes, així com comprar-les. Els artistes no podien, però, aproximar-se prou prop de les mètopes per il·lustrar-les i fer-ne el motlle perquè el Partenó, situat a l'Acròpoli, era una fortalesa militar prohibida als estrangers. Al 1801, Elgin aconseguí que els seus empleats accediren a la plaça forta. La conquesta d'Egipte pels britànics col·locava l'ambaixador i els seus treballadors en una situació favorable diplomàticament. Philip Hunt, capellà de l'ambaixador, va aconseguir imposar una interpretació lliure del permís obtingut de les autoritats locals, que a més van ser pagades generosament. Així, el destí de les mètopes estava decidit. A la fi de juliol de 1801, Hunt va obtenir l'autorització de portar-se una de les mètopes, i a partir del 31 de juliol, la situació va anar més enllà: se'n retiraren dues del costat sud, es portaren a la residència del cònsol anglés Logotheti i després s'embarcaren al Pireu cap a Anglaterra.
Els treballs d'extracció foren molt destructius. Malgrat l'estat de l'edifici, per poder tenir accés a les mètopes calgué retirar tot el que quedava de la cornisa sud, que fou llençada a terra. La magnitud de la tasca pot ser que siga la raó per la qual la mètopa I sud encara roman al seu lloc, ja que hauria calgut un gran esforç per accedir-hi. Treballaren a gran velocitat, perquè els francesos començaven a tenir les simpaties dels otomans, especialment l'arqueòleg Fauvel, a qui els agents d'Elgin havien pres prestada la bastida i la grua. Al 1802, quan Elgin arribà a Atenes a inspeccionar els treballs, ja havien estat retirades del Partenó set mètopes, les estàtues dels frontons i una vintena de plaques del fris. A la tardor, a més d'altres elements de decoració, desmuntaren dues noves mètopes de l'edifici. El 16 de setembre un dels encarregats va escriure al seu patrocinador que, per a la «vuitena mètopa, la del centaure segrestant la dona […] [havia estat] necessari ser una mica bàrbar». Amb això volia dir que havia tirat a baix un tram més de cornisa.
Les mètopes i la resta de la col·lecció Elgin les emmagatzemaren al Pireu. Quan una nau de guerra britànic hi va fer escala, aprofitaren per embarcar-ne una part, per ordre de l'ambaixador, malgrat les reticències dels oficials. L'acord de pau va accelerar els treballs i les caixes van partir de manera dispersa. Així, les deu primeres mètopes, les de juliol de 1801, van ser carregades en un navili mercant de Ragusa que les portà fins a Egipte. D'allí es dugueren a Malta en un altre vaixell fins a arribar a Londres. El conjunt de l'espoli no va arribar a la capital britànica fins a 1811.

#### Arribada a Londres

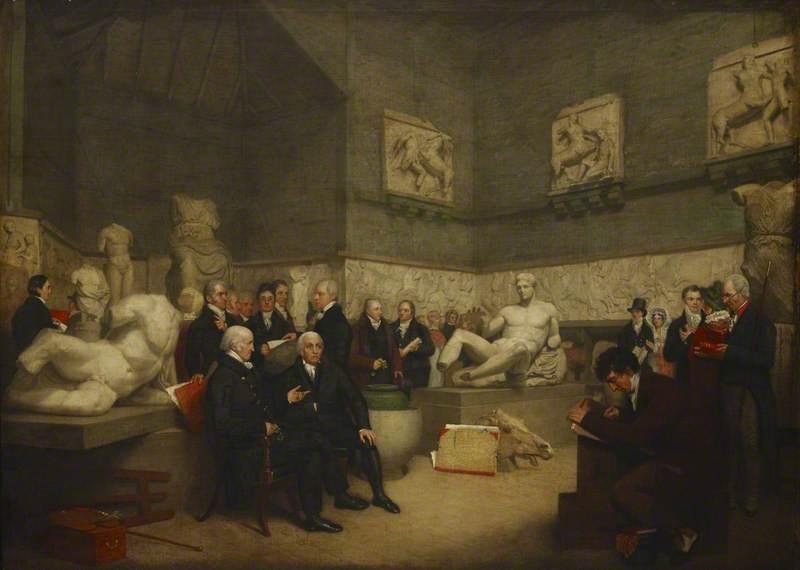
Representació idealitzada de la sala Elgin temporal del Museu Britànic al 1819, amb els retrats d'un dels administradors, els empleats i diversos visitants. La sala fou dissenyada per l'arquitecte del museu, Robert Smirke, per a l'exhibició temporal dels Marbres d'Elgin

Lord Elgin va llogar una residència a Park Lane per exposar de forma temporal la seva col·lecció a partir de juny de 1807. Antonio Canova va ser requerit per a una restauració de les estàtues de marbre, tal com era habitual a l'època. Canova va rebutjar la intervenció, argumentant que hagués estat un sacrilegi. El seu alumne John Flaxman no va ser tan escrupolós i va acceptar l'encàrrec, encara que la restitució mai va tenir lloc ja que Elgin estava arruïnat en aquell moment. El deute total a causa de les despeses ocasionades per la seva col·lecció s'elevava a 27.000 lliures i Flaxman reclamava 20.000 lliures més pels seus treballs.
Exposats en un cobert del jardí de la residència Elgin a Park Lane, els marbres aviat es van popularitzar. L'alta societat londinenca, així com els artistes, acudiren a visitar l'exposició temporal. Les dificultats d'Elgin es van agreujar posteriorment. Richard Payne Knight, un influent membre de la Societat dels Diletants, va declarar que els marbres dataven només de l'època d'Adrià, basant-se en les conclusions de Jacob Spon, que havia arribat a Atenes a la fi del segle xvii. Payne Knight sostingué aquesta teoria fins a la mort, esdevinguda divuit anys més tard. La seua hipòtesi fou acceptada per molts, a voltes sota una versió més moderada: els marbres haurien sofert danys durant l'antiguitat i s'haurien restaurat en l'època d'Adrià. Al 1810, els treballs de l'equip d'Elgin al Partenó foren denunciats com un saqueig: acusaren l'actuació de ser un espoli, i de les destrosses ocasionades al Partenó, com la destrucció de la cornisa per accedir a les mètopes. Aquestes acusacions foren exposades per Lord Byron, el gran poeta de l'època, però també per Edward Daniel Clarke, que publicà el relat de viatges més popular de l'època, o fins i tot per l'arqueòleg Edward Dodwell.
Pressionat pels problemes financers, Elgin no disposava de mitjans per conservar la col·lecció, la qual ja havia tractat de vendre a l'estat britànic sense èxit al 1803. Va abandonar la residència de Park Lane i els marbres foren emmagatzemats en un pati posterior de Burlington House, que en aquesta època pertanyia al duc de Devonshire. Quan aquest vengué la seua residència particular a mitjan 1810, Elgin hagué de cercar una solució a les seues cent vint tones de marbre. Tornà a intentar vendre-les a l'estat britànic, però va triar un mal moment perquè en aquesta època França, després de la seua derrota, estava retornant les obres d'art que s'havia apropiat per tot Europa durant les guerres napoleòniques. L'assumpte de la restitució dels «marbres d'Elgin» es plantejà seriosament, malgrat l'oposició del príncep regent. Alhora, Lluís I de Baviera diposità en un banc londinenc una suma destinada a comprar els marbres si el govern anglés els rebutjava. Elgin sol·licità que els marbres li foren comprats al preu que li havien costat, és a dir, 74.240 lliures. Se li van oferir 35.000 lliures, que Elgin acceptà, i quedà finalment molt endeutat. Així, els marbres s'instal·laren al Museu Britànic. En la llei de compra votada pel Parlament es proposà una esmena que estipulava que Gran Bretanya custodiaria els marbres sols fins que el seu propietari legítim les reclamés. Aquesta esmena, però, va ser rebutjada.

### Reclamació de Grècia

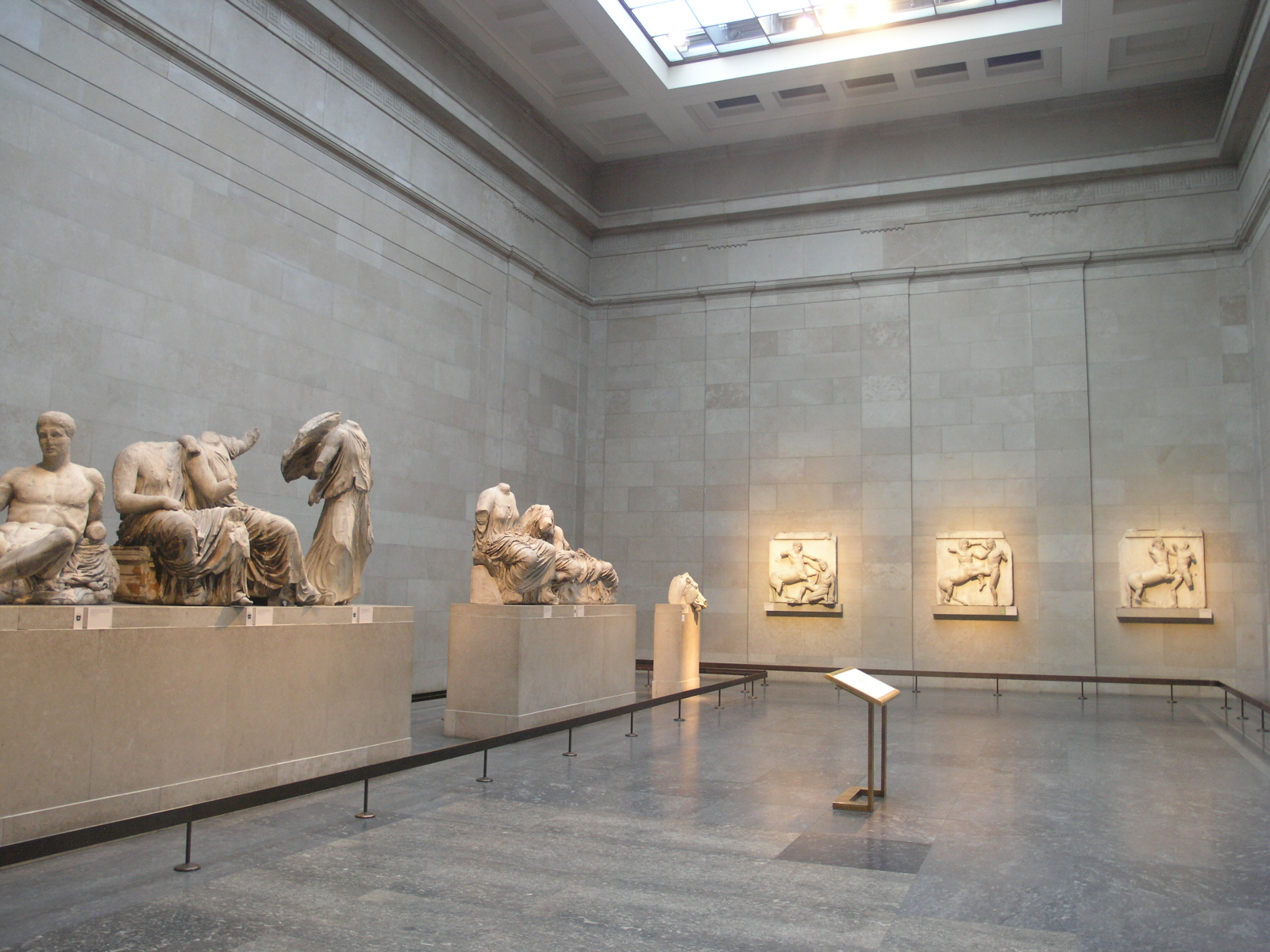
Instal·lació de les mètopes al Museu Britànic, al costat del frontó est

Des dels primers anys després de la seua independència, Grècia tractà de portar-se de tornada al seu territori els seus marbres del Partenó, entre ells evidentment les mètopes.[69] Així, entre 1834 i 1842 tingueren lloc unes negociacions en què el rei Otó va intentar tornar a comprar-les.
Des de llavors, el govern grec exigeix regularment la restitució de les seues mètopes del Partenó, argumentant dues raons: tot estat ha de poder ser propietari d'un element essencial del seu patrimoni cultural o històric; i les mètopes foren comprades al govern otomà, que no representava el poble grec. Davant aquesta reclamació, el govern britànic respon que les mètopes foren comprades al representant de l'autoritat sobirana en funcions en el moment de la venda, és a dir, al govern de l'Imperi Otomà i per això l'estat britànic n'és el propietari legítim. Quant al Museu Britànic, al·lega que les mètopes formen part del patrimoni mundial i que són més accessibles al públic a Londres que a Atenes..
Els defensors del Museu Britànic afirmen també que els marbres es conserven millor a Londres que en la contaminació d'Atenes. L'atmosfera del Londres victorià, però, era una de les més contaminades de la història. Les traces de sutge, de diòxid de carboni i de sofre del segle xix encara són visibles en els blocs més fràgils que van escapar de la neteja inadequada de 1937-1938. De fet, quan el marxant d'art Joseph Duveen finançà una nova ala del Museu Britànic perquè allotjara els marbres, exigí que els netejaren. Persuadit que el marbre antic era originàriament d'un blanc pur, pagà al personal de servei del museu perquè en retirés el sutge. Aquesta neteja, que es va fer amb aigua, productes abrasius i fins i tot cisells metàl·lics, es va interrompre després de quinze mesos, quan el director del museu fou alertat, en absència del conservador responsable dels marbres, del degradat estat de les mètopes. L'incident, que al principi es va ocultar, va ser revelat per la premsa en la primavera de 1939..

### Conservació

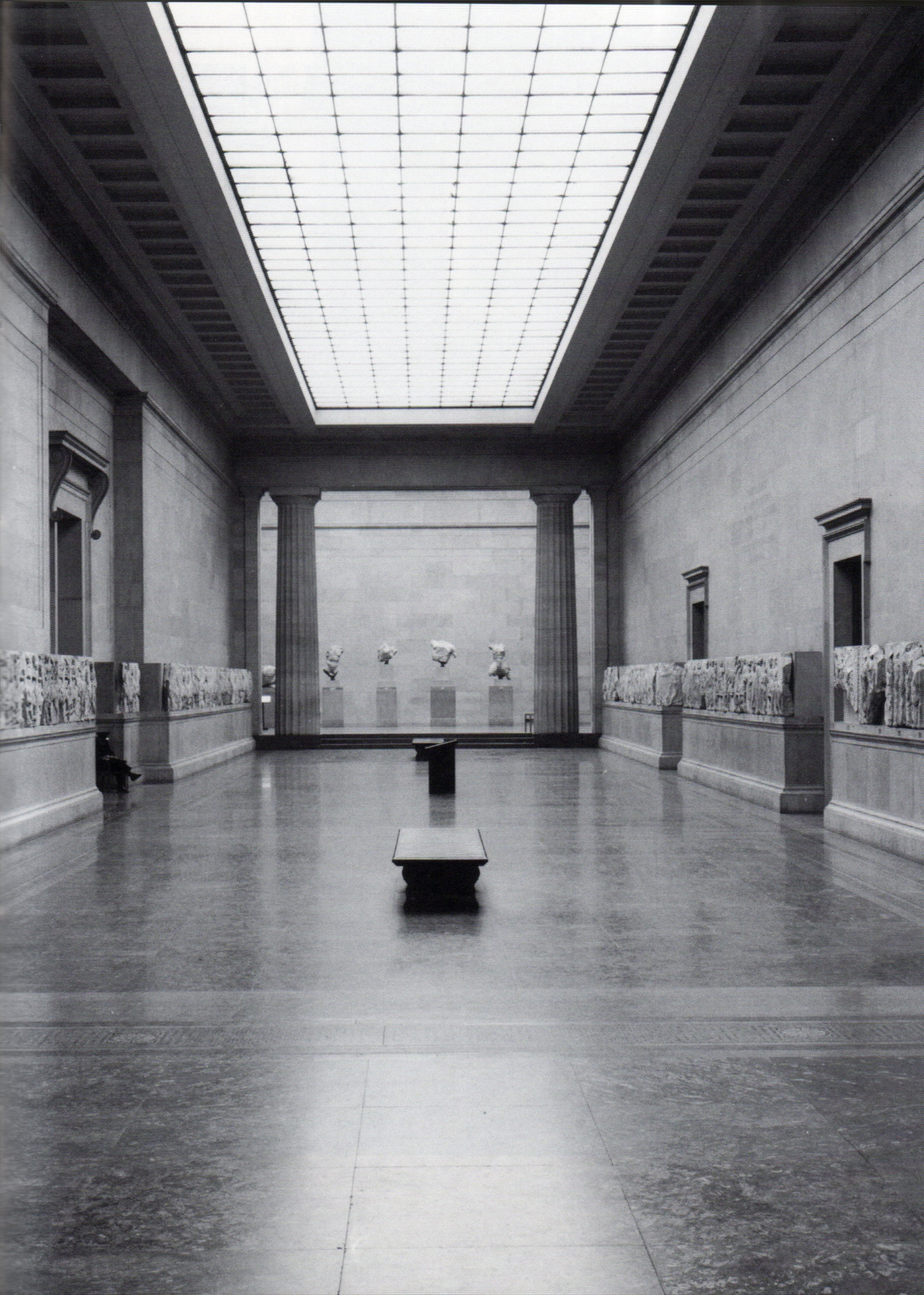
La Galeria Duveen, reconstruïda el 1962 després d'haver estat bombardejada el 1940 durant la Segona Guerra Mundial

Quinze de les mètopes sud es troben al Museu Britànic, arran dels treballs dels operaris de Lord Elgin. La mètopa sud VI hi va arribar per una altra via. Després d'una tempesta, va caure i es va trencar en tres parts, i degué desaparéixer en aquest moment. El 1788, fou furtada per Louis-François-Sébastien Fauvel, amb la complicitat d'un ciutadà turc. La mètopa fou llançada des de dalt de les muralles de l'Acròpoli sobre una pila de fem situada a la part inferior. L'embarcaren el 1803 a bord de la corbeta L'Arabe. Quan la guerra es va reprendre després de la ruptura de la pau d'Amiens la nau fou inspeccionada pels britànics. Els marbres que transportava acabaren a Londres, on foren adquirits per Elgin. La mètopa est es troba encara al Museu Britànic.
Després de la compra per part del Museu Britànic el 1817, els marbres s'exposaren en una sala temporal, fins que el 1832 es va acabar la galeria dissenyada per Robert Smirke, anomenada la sala Elgin. Al 1930, Joseph Duveen hi va oferir una nova cambra anomenada galeria Duveen, projectada per John Russell Pope. Encara que es conclogué al 1938, els marbres no van poder instal·lar-s'hi abans de la fi de la Segona Guerra mundial. Durant el conflicte, les mètopes es posaren a recer als túnels del metro, la qual cosa resultà oportuna, ja que la galeria Duveen fou destruïda íntegrament pels bombardejos. Es van col·locar en el seu emplaçament actual el 1962, després de la reconstrucció de la galeria.
La mètopa sud X es comprà al 1788 a les autoritats otomanes. L'adquisició, la feu Louis-François-Sébastien Fauvel en nom de l'ambaixador de França a Constantinoble, comte de Choiseul-Gouffier. La mètopa va ser enviada al març de 1788 i arribà a França el mes següent. Però Choiseul-Gouffier ja havia emigrat a Rússia en l'estiu de 1793: quedà afectat pel decret d'octubre de 1792, que confiscava els béns dels emigrats. Finalment, la mètopa es troba actualment al Museu del Louvre.
Les mètopes que van romandre in situ al llarg dels segles XIX i xx patiren les inclemències del temps i sobretot de la contaminació. Les del costat est foren retirades de l'edifici el 1988-1989 i dipositades al Museu de l'Acròpoli d'Atenes, al costat de la mètopa sud XII. Foren reemplaçades per reproduccions en ciment al Partenó. Encara romanen al seu lloc la sud I, XXIV, XXV i les mètopes XXVII a XXXII nord. També se'n conserven les catorze de la façana oest, algunes en prou mal estat (l'oest VI i VII van perdre tota l'ornamentació) i altres intactes (sud I i nord XXXII). Alguns museus europeus n'alberguen nombrosos fragments: Roma, Múnic, Copenhaguen (Museu Nacional de Dinamarca), Würzburg (Museu Martin von Wagner) o París. Alguns fragments que s'havien utilitzat per a consolidar les fortificacions del sud de l'Acròpoli al segle xviii s'han retirat a partir dels anys 1980-1990. Aquests trossos podrien pertànyer a les mètopes de la façana sud o del nord..
Al Museu Skulpturhalle de Basilea s'exposen els motlles del conjunt de totes les mètopes conegudes. És un dels pocs llocs del món on pot apreciar-se el fris del Partenó sencer.

## Descripció detallada

### Façana oest

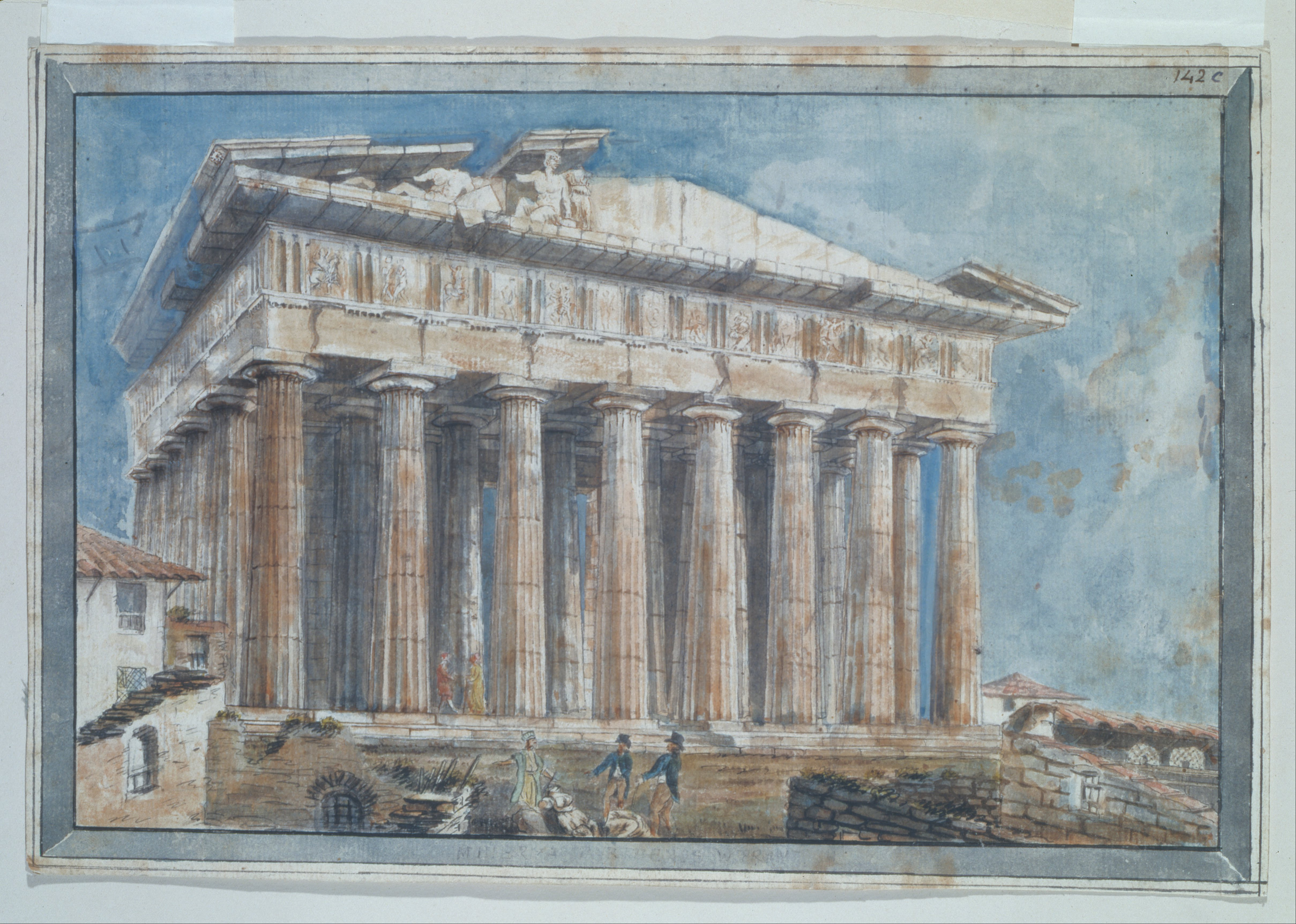
La façana oest del Partenó, pintada per William Gell el 1801. S'aprecien les mètopes sota el frontó

Les catorze mètopes de la façana oest encara es mantenen al lloc d'origen a l'edifici. Han sofert tants danys, però, sobretot per la destrucció dels cristians, que és difícil determinar les escenes que representen. Així, les mètopes VI i VII estan tan deteriorades que és impossible distingir-hi res. El pintor William Pars, designat per la Societat dels Diletants perquè acompanyés Richard Chandler i Nicholas Revett en el segon viatge d'estudis arqueològics finançat per aquesta societat, va dibuixar cap a 1765-1766 les mètopes I, III, IV, V, VIII a XI i XIV. Les seues il·lustracions mostren que, durant la segona meitat del segle xviii, estaven en un estat de deterioració molt semblant al que tenen actualment.
Aquestes mètopes eren les que primer veien els visitants que arribaven a l'Acròpoli; per això, l'elecció del tema era essencial. La interpretació més habitual és que es tracta d'una amazonomàquia, molt probablement l'episodi atenés dels combats entre els grecs i les dones guerreres. Els seus protagonistes foren Teseu i la reina amazona Antíope (a voltes anomenada Hipòlita), que segons algunes versions hauria estat segrestada o hauria seguit voluntàriament l'heroi grec. Les amazones travessaren el Bòsfor i envaïren l'Àtica per alliberar la seua sobirana, mentre que l'exèrcit atenés, dirigit per Teseu, aconseguia frenar l'invasor oriental.
L'atribució del tema resulta controvertida, en part a causa del mal estat de les escultures. Una altra hipòtesi suggereix que podria tractar-se d'un combat contra els perses. Aquesta teoria es basa en els vestits dels adversaris. Les amazones es representaven habitualment abillades amb un quitó curt amb l'esquena al descobert. Alguns personatges de les mètopes, però, porten una clàmide, un barret, botes i un escut, encara que aquests combatents no visten els pantalons característics de les representacions perses. Quant als grecs, estan nus (dos d'ells tenen una clàmide, en gran part caiguda), amb espasa i escut. Siga quina siga la hipòtesi deduïda, per al ciutadà atenés o el visitant estranger, la interpretació evident de l'ornamentació del costat oest era el fracàs de la invasió de l'Àtica per l'exèrcit persa durant les guerres mèdiques.
En aquesta època, ja existien a Atenes dos frescs que descrivien l'amazonomàquia: un en l'Heròon de Teseu (que encara està per descobrir), i un altre en la Stoà Pecile atribuïda a Micó, on es representava les amazones a cavall. Aquests frescs pogueren servir d'inspiració als artistes per a les mètopes del Partenó, així com per a l'escut de l'estàtua criselefantina.
Cada mètopa representa una batalla entre un grec i una amazona a l'entorn de Teseu, el personatge central. Les guerreres apareixen a cavall (mètopes I, III, V, VII (?), IX, XI, XIII) victorioses, i a peu (mètopes II, IV, VI (?), VIII, X, XII, XIV) derrotades. Hi ha tres excepcions a aquesta alternança: la mètopa I només mostra una amazona a cavall, en la mètopa II sembla que siga la dona a peu la vencedora i no l'atenés, i en la mètopa VIII la guerrera està cavalcant, però sembla haver estat vençuda.

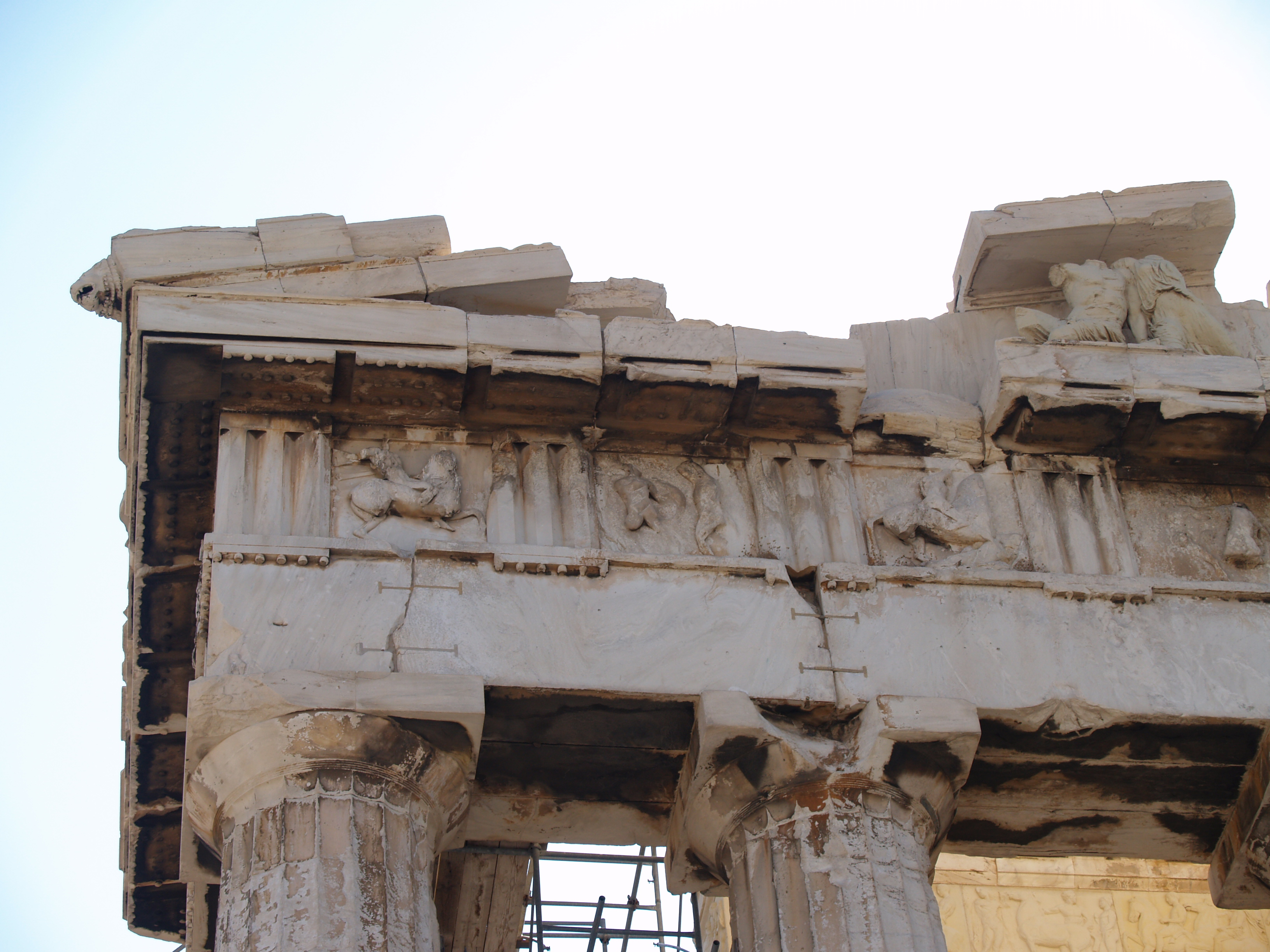
Mètopes oest I (amazona a cavall) a IV

L'amazona de la mètopa I apareix a cavall, sense cap adversari. Podria representar l'arribada de reforços o la rereguarda. Pot ser que sostingués una llança, en aquest cas la seua víctima potencial hauria desaparegut. Margarete Bieber exposa la hipòtesi que podria tractar-se de la mateixa Hipòlita acudint a combatre contra els grecs. Segons l'arqueòloga americana, Teseu apareixeria simètricament en la mètopa XIV. De la mètopa II només queden els malucs i el tors molt deteriorats del guerrer a la dreta. S'identifica per l'escut redó al braç esquerre. La seua adversària degué estar vestida amb un quitó curt. Només li'n queda la cama esquerra i la part superior del cos. Devia tenir una espasa sobre el cap, disposada a colpejar l'atenés. La composició de les mètopes III, V, IX i XIII és similar; la V està més deteriorada i la XIII és la millor conservada. Una figura femenina a cavall mira cap a la dreta mentre la seua muntura esclafa un contrincant nu estés al sòl. Podria estar fent el gest d'enfonsar la llança al cos de la víctima. Vist un quitó curt el doblec del qual encara pot distingir-se en la mètopa III. El guerrer vençut es recolza sobre el braç esquerre en les mètopes III, V i IX, i sobre el dret en la XIII. Aquesta última recorda la part posterior d'un crater amb volutes atribuït al pintor dels Sàtirs llanuts, que es troba actualment a Nova York. L'atenés caigut es repeteix també a la base d'una estàtua del s. IV situada al Museu Arqueològic Nacional d'Atenes. En tots dos casos (en l'atuell i a la base de l'estàtua), el combatent sosté un escut: el de la mètopa XIII podria també haver-lo tingut, en marbre o en bronze.
El grec situat a l'esquerra en la mètopa IV hauria agafat l'amazona pels cabells abans d'assestar-li un colp mortal, en un gest que recorda el d'Harmodi en el grup dels tiranicides. Només es conserva la cama dreta del guerrer, mentre que l'altra i el braç esquerre s'endevinen al fons de la mètopa. També han romàs els malucs i el bust de la figura femenina, inclinada cap a la dreta. Les mètopes VI i VII estan completament destruïdes. Com a màxim, s'endevina una cua de cavall en la VII. La mètopa VIII amb prou feines és visible, i el que n'ha perdurat fou reconstruït per Praschniker. A l'esquerra, una amazona sobre un cavall rampant vist un quitó curt i un mantell onejant a l'esquena, i vol travessar amb la llança el seu contrincant. A la dreta, l'atenés avança cap a ella. Al braç esquerre sosté un escut redó que li permet protegir-se de l'atac de l'adversària. A la mà dreta, la dona subjecta una arma sobre el cap (potser una llança), amb la qual es disposa a colpejar el seu enemic. Aquesta mètopa se situa gairebé al centre i no es correspon amb l'alternança de dones a cavall i a peu. S'ha proposat la interpretació d'aquesta escena com la batalla entre Teseu i la (nova) reina de les amazones.

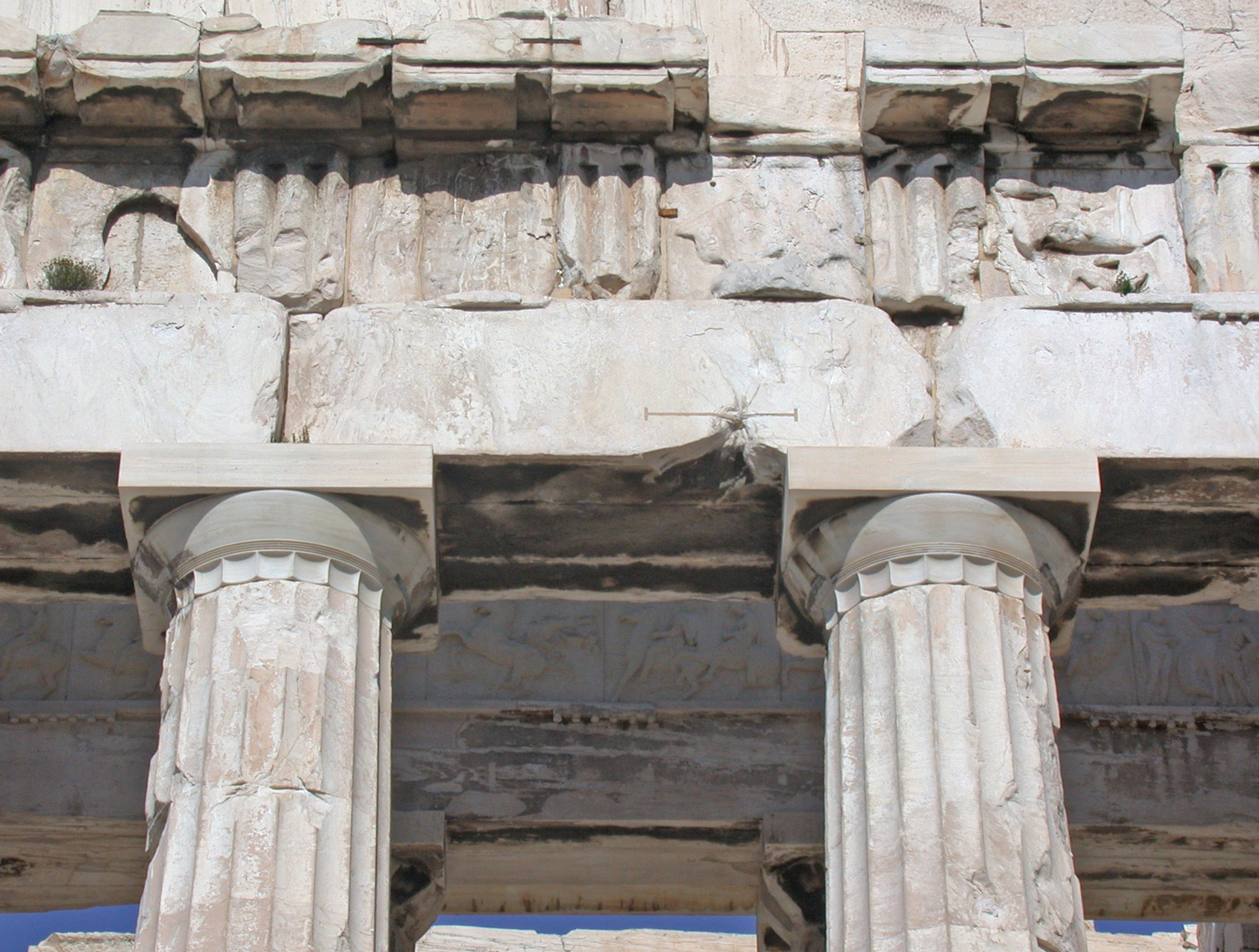
Mètopes oest VI, VII, VIII i IX (amazona a cavall)

La mètopa X està molt deteriorada. S'hi endevina una silueta a l'esquerra, agenollada. Sembla aixecar l'escut, sostingut amb el braç esquerre, per protegir-se. La forma de l'escut sembla la d'un pelta. Deu ser una amazona a peu, derrotada per la figura del seu enemic, que ha desaparegut totalment. El cavall de la guerrera de la mètopa XI marxa de dreta a esquerra, en sentit invers a les mètopes equivalents (III, V, IX i XIII). Salta per damunt del cos d'un enemic mort, mentre que en les mètopes III, V, IX i XIII l'atenés és rematat. El mantell de la dona vola darrere seu. En la mètopa XII el grec s'identifica per la petjada de l'escut redó, a l'esquerra de la mètopa. L'amazona de la dreta ha desaparegut totalment. No n'ha perdurat més que una silueta, i amb prou feines s'endevina que camina a peu.

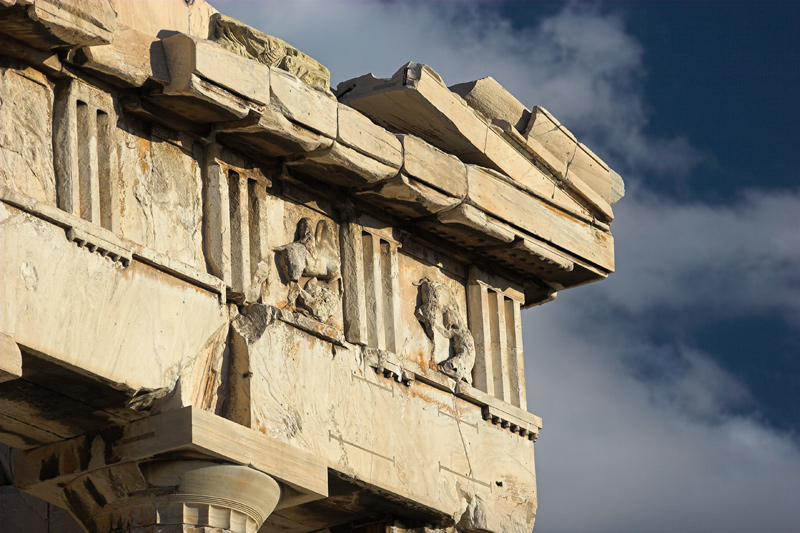
Mètopes oest XIII (amazona a cavall) i XIV

La mètopa XIV sembla mostrar el combat entre un atenés, a l'esquerra, i una amazona a la dreta. Del grec queden els malucs i el tors, la petjada d'un escut redó i, rere del seu cap desaparegut, un fragment de marbre que suggereix que podria haver portat un casc corinti, encara que està nu. Aquest personatge s'ha identificat a voltes amb Teseu. La figura femenina ha caigut de genolls, potser agafada per les espatlles pel seu adversari, i intenta escapar d'un colp mortal. Té la mà dreta sobre el ventre del seu enemic, un gest tal vegada de súplica, subjectant amb la mà esquerra el colze esquerre del contrincant. La part davantera del quitó curt s'ha conservat perfectament a la cantonada inferior dreta de la mètopa. Un fragment sobre les seues espatlles fa pensar que podria portar casc o un barret frigi. Aquesta mètopa podria representar el final del combat i la victòria atenesa.

### Façana nord

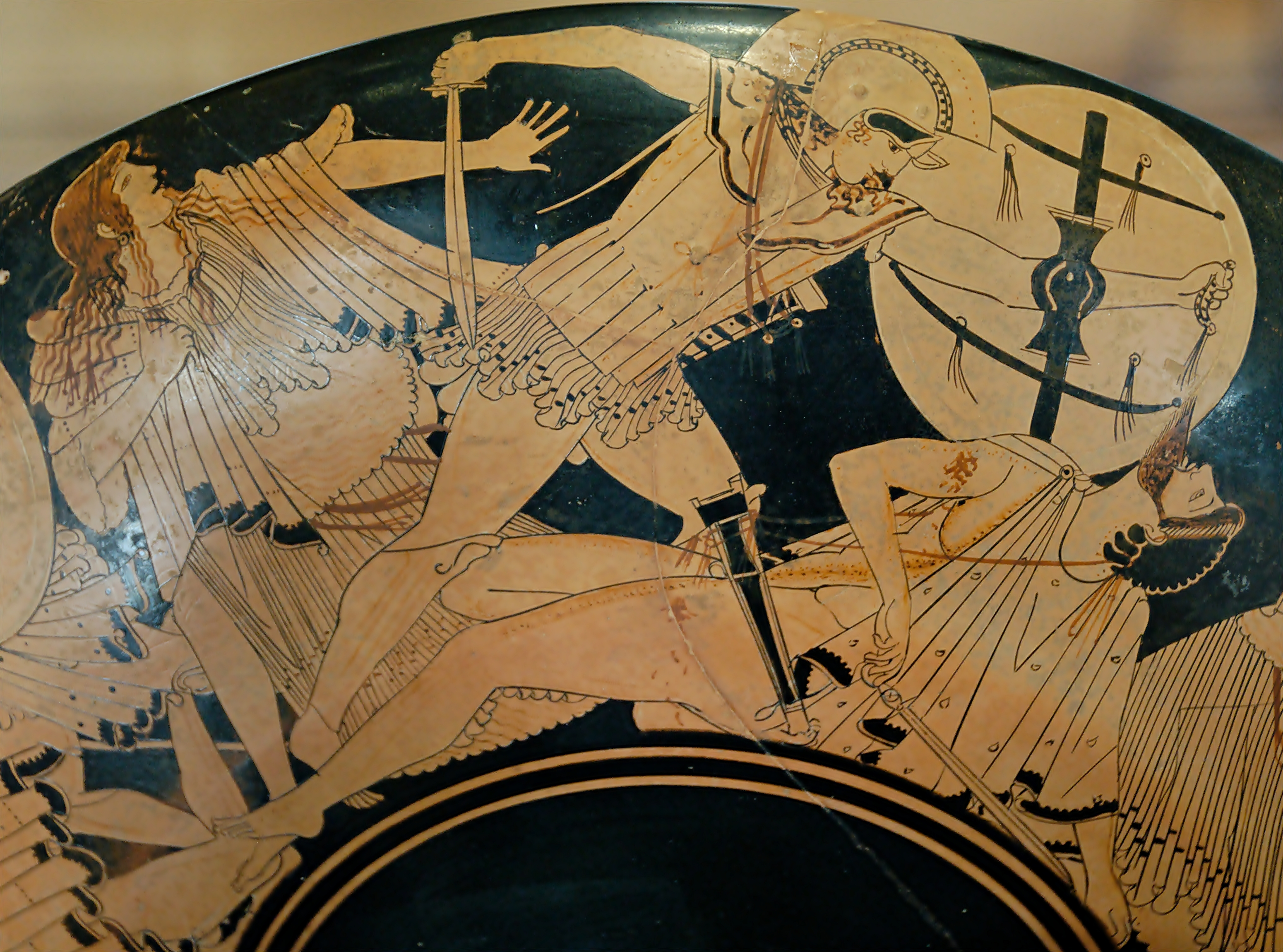
Escena de la caiguda de Troia, cílix àtic de figures roges de Brigos, principis del, Louvre

Tretze de les trenta-i-dues mètopes del costat nord sobrevisqueren a l'explosió de 1687, encara que ja estaven molt deteriorades per la destrucció dels cristians. Les altres dènou han desaparegut, però els fragments trobats permeten exposar una hipòtesi sobre la seua composició. Sis encara en són al seu lloc d'origen a l'edifici. El tema que representen és difícil de determinar pel mal estat de conservació. Adolf Michaelis, en la segona meitat del XIX, va suggerir que el guerrer del costat dret de la mètopa XXIV podria ser Menelau perseguint Hèlena, representada en la mètopa XXV. Hi va identificar Afrodita a l'esquerra, a més del personatge d'Hèlena a la dreta. Les dues figures femenines estaven emmarcades per un petit Eros en vol a l'esquerra i una estàtua d'Atena a la dreta. La interpretació es basava en dos textos del segle viii aC: la Iliupersis d'Arctí de Milet, i la Petita Ilíada de Lesques. La teoria de Michaelis permeté determinar que el tema de les mètopes de la façana nord podria ser la presa de Troia, encara que aquesta trama no aparega en l'estàtua d'Atena Pàrtenos.
La caiguda de Troia podria constituir una successió lògica a l'amazonomàquia de la façana oest. Així, el visitant de l'Acròpoli vorejava el Partenó des del costat nord pel camí més lògic i fàcil, el de les Panatenees. Les dues batalles estarien connectades simbòlicament, amb el record mitològic que les amazones havien triat el camp troià. D'altra banda, la decisió de situar aquest episodi nocturn a la façana nord permetia jugar amb la llum del dia, que només arribava a aquestes mètopes en poques ocasions, i en funció de les estacions: es tractava d'una foscor simbòlica.
La caiguda de Troia era el tema de dos frescs de Polignot que podrien haver servit d'inspiració als escultors de les mètopes, un en l'Estoa Pecile i un altre en la lesque dels cnidis de Delfos. En aquesta darrera, els seixanta-quatre personatges esmentats per Pausànies correspondrien als que es poden trobar en les trenta-dues plaques, amb dues figures en cadascuna.
Molt poques de les descripcions i identificacions són fiables. Si bé els experts semblen acceptar les identitats de Menelau (mètopa XXIV), Hèlena (XXV) i Selene (XXIX), les opinions discrepen en la resta d'imatges. El primer punt de desacord és el navili representat en la II. Encara que tots coincideixen que es tracta d'una nau, s'ignora si està arribant a la riba o partint a la mar. De fet, tot depén del «sentit de la lectura» de les mètopes. Si es llegeixen d'esquerra a dreta i d'est a oest (de l'I a la XXXII), llavors narren l'arribada dels grecs i la presa de Troia. Si són interpretades en el sentit en què les veien els visitants de l'Acròpoli quan envoltaven el Partenó des dels Propileus d'Atenes, d'oest a est (de la XXXII a l'I), descriurien la caiguda de Troia i la partida dels grecs.
Tampoc hi ha acord sobre la hipòtesi que suggereix que la mètopa II representaria l'arribada dels grecs a Troia. Les mètopes I, II, III i A podrien escenificar l'aparició dels atenesos de nit, o bé la de Filoctetes o fins i tot dels mirmídons segons la Ilíada.(19, 349-424) Les mètopes XXX a XXXII podrien narrar l'última reunió dels déus a la muntanya Ida en relació amb la caiguda de Troia,[117][118] o bé designar els déus testimonis de la presa de Troia,[110] o descriure el retrobament entre Zeus i Tetis a l'Olimp, o fins i tot el naixement de Pandora (en el relat fet per Hesíode en la Teogonia, 570-584, i en els Treballs i dies, 54-82.

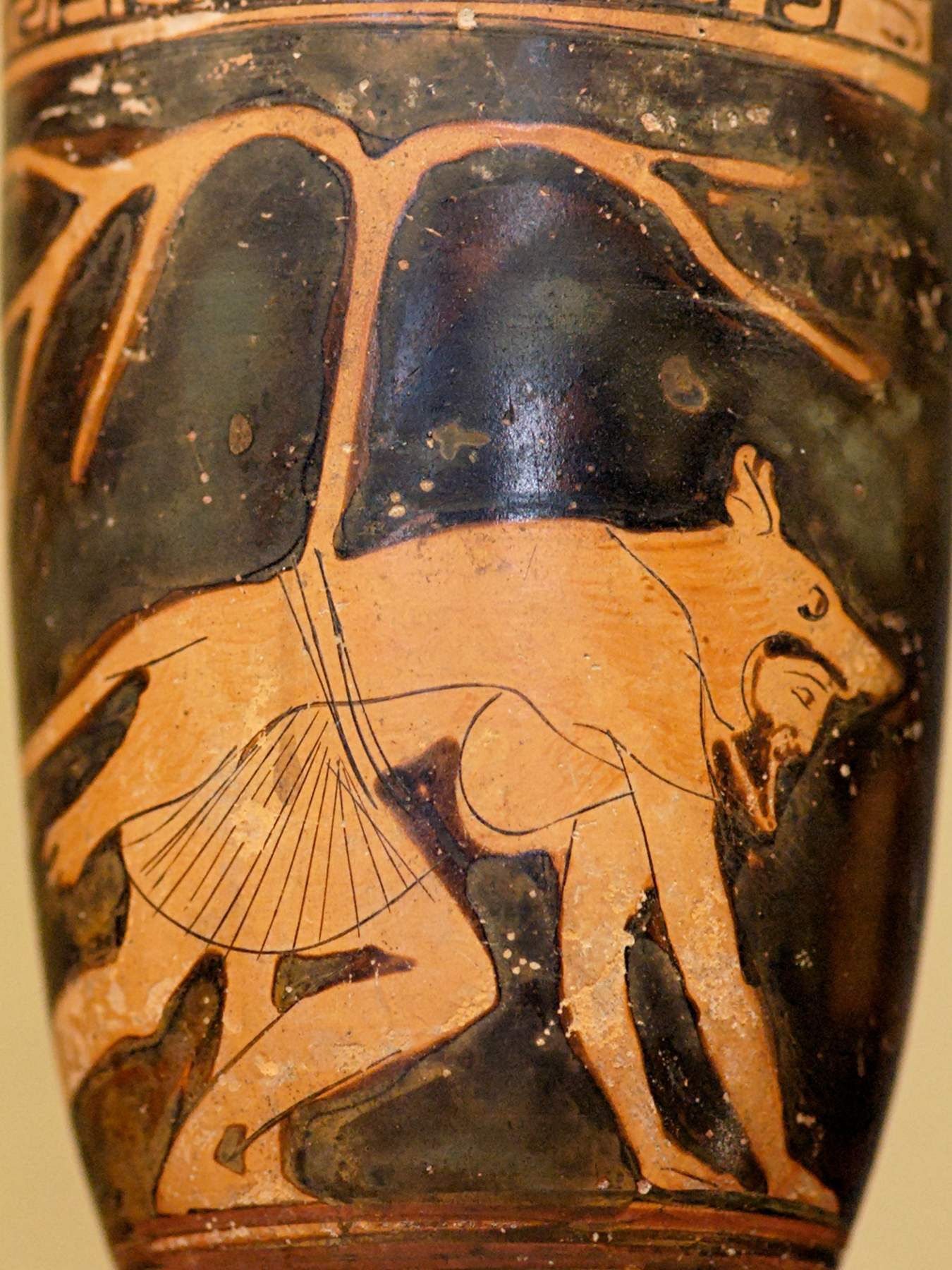
Doló, vestit amb la pell de llop. Lècit de figures roges. Cap a 460 ae, Museu del Louvre

La mètopa I mostra a l'esquerra una figura humana molt deteriorada: només en queda la part inferior del peple: falten els peus i el tors està molt danyat. S'endevina un carro a l'alçada dels genolls. A la dreta, s'aprecia el cos d'un cavall sense cap, les potes del qual del costat esquerre encara es conserven al fons de la imatge. Es correspon amb la mètopa est XIV, en què apareix un altre carro, i amb la cantonada del frontó est, amb el carro de Selene. Per contra, no hi ha unanimitat en la identificació de la divinitat muntada sobre el carro de la nord I. Els defensors del relat de l'arribada dels aqueus a Troia determinen que pot ser Nix, però també Eos; pot ser Selene o Atena. Tots els experts que recolzen la teoria de la partida dels grecs hi reconeixen Hèlios, juntament amb Hèmera.
A la mètopa II només s'aprecien les petjades de les cames de dos personatges, així com un fragment de marbre que en suggereix el bust. S'endevinen una proa i un timó en diagonal entre les dues figures. Les interpretacions hi varien entre l'arribada dels grecs a Troia, la tornada dels atenesos després de la seua falsa partida i l'ocultació a Tènedos, l'arribada dels mirmídons i la partida dels grecs.
La mètopa III es troba si fa no fa en el mateix estat. S'hi endevinen dos contorns: a l'esquerra i de perfil, la petjada del bust i d'un braç d'un personatge que vist un quitó, i a la dreta un bust i l'escut redó d'una altra figura que està nua. Encara que els experts hi distingeixen dos soldats, les identitats varien: Filoctetes i un hoplita, Filoctetes i Neoptòlem, Filoctetes sense la identificació de la segona figura; Aquil·les o Neoptòlem sense la identificació de la segona figura; la presa d'armes, Ulisses i Diomedes si es considera que les plaques III i IV són el relat de la incursió de Doló en el camp aqueu, o el desarmament dels grecs abans de reembarcar.

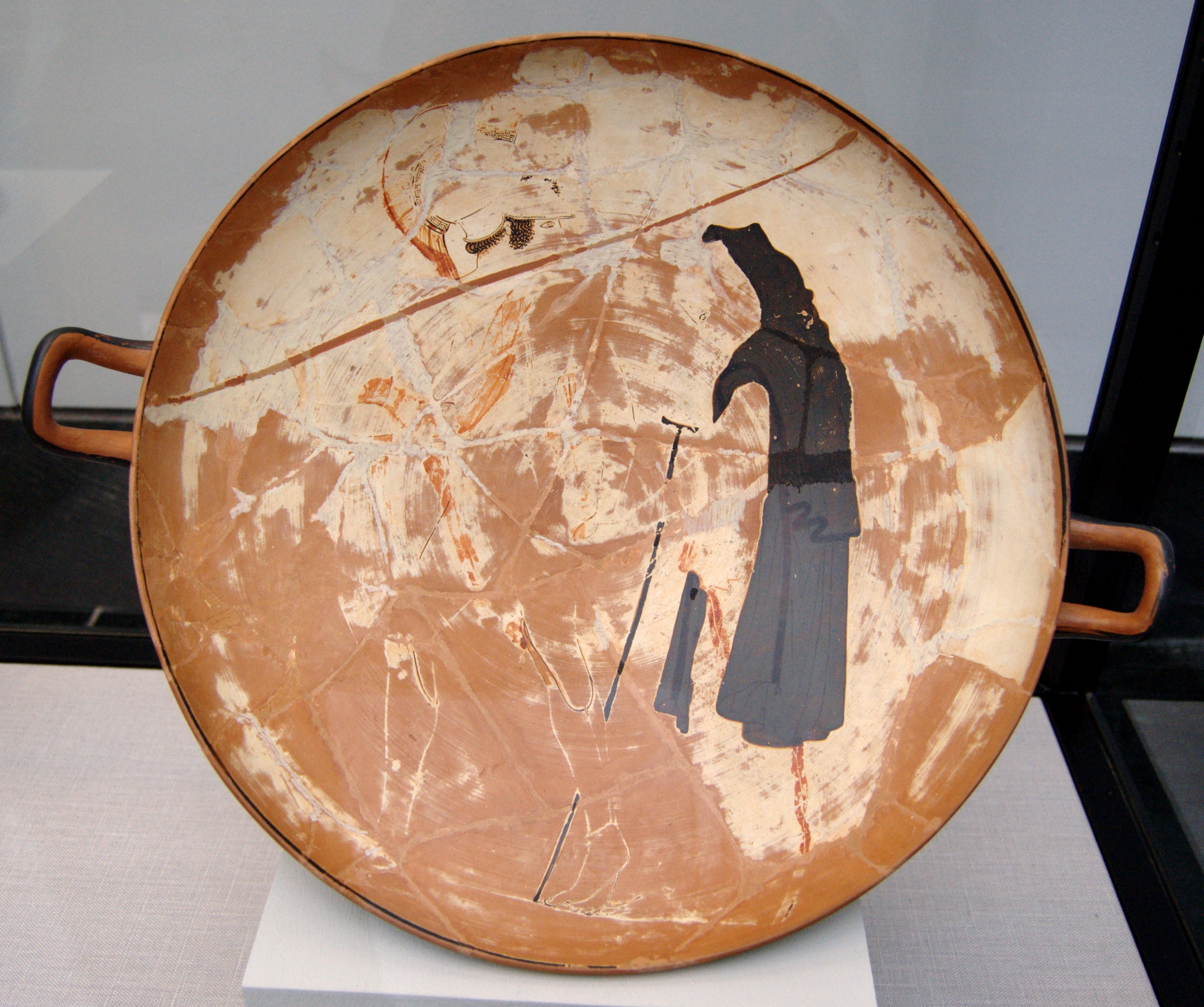
Demofont (?) alliberant Etra, cílix àtic de fons blanc, 470-460 ae, Staatliche Antikensammlungen (Inv. 2687)

De les mètopes següents no queden més que fragments més o menys importants, els majors dels quals es designen amb lletres i poden formar quasi una placa. Així, la classificada amb la lletra «A» (eventualment la V) representa un cavall enfurit en segon pla amb una figura humana, de la qual només resta el tors i la part superior de les cuixes en primer pla. A vegades s'ha confós amb una mètopa sud que pertany al cicle de la centauromàquia. Ernst Berger, en una síntesi sobre les mètopes del Partenó, posterior a una conferència de 1984, en feu un resum de les diferents hipòtesis proposades: l'episodi del cavall de Troia no degué estar representat per falta d'espai en una placa. En les mètopes IV a VIII es representaria el Laocoont i el rapte de Pal·ladi o una escena del sacrifici i del consell dels grecs abans de la seua partida. Les IX a XII tractarien sobre la tomba d'Aquil·les, i la IX sobre els troians o sobre Sinó. La placa X reproduiria Políxena i Acamant o Taltibi. L'XI, Briseida i Agamèmnon o Fènix. La XII, Filoctetes i un heroi troià a qui hauria assassinat (anomenat Admetos o Diòpites segons la versió històrica). Les mètopes XIII a XVI es referirien a l'estàtua d'Atena, amb la XIII mostrant Corebos i Diomedes; la XIV, el sacrilegi d'Ajax (Cassandra i Àjax); la XV amb els troians i la XVI amb Hècuba. Les plaques XVII a XX tractarien sobre l'altar de Zeus, amb la XVII mostrant la mort de Príam, la XVIII amb Astíanax i Neoptòlem, la XIX amb Andròmaca i Polites, i la XX amb Agènor i Licomedes o Elefènor. Les mètopes següents tindrien com a tema general la dea Afrodita, amb la XXI representant Deífob i Teucre, la XXII Clímene (una de les criades d'Hèlena) i Menesteu o Acamant, la XXIII (o mètopa designada amb la lletra «D»), mostra l'alliberament d'Etra amb Etra i Demofont, i el retrobament entre Menelau i Hèlena en les mètopes XXIV i XXV.
La mètopa XXIII s'identifica habitualment amb la designada per la lletra «D». Mostra dues figures situades una enfront de l'altra. A l'esquerra són visibles el bust (danyat), els malucs i la part superior de les cuixes d'un home. Està nu, amb un mantell esculpit contra el fons de la imatge. Pot ser que tingués una llança a la mà dreta. El braç esquerre, l'estén cap al braç dret del personatge femení de la dreta, que vist un peple, que generalment s'ha identificat amb Etra, la mare de Teseu, esclava d'Hèlena i alliberada per Demofont, fill de Teseu (o el seu germà Acamant). Aquesta imatge és també la manera amb què el Partenó destaca un episodi només atenés de la guerra de Troia. Una altra identificació hi proposa Políxena i Acamant o Políxena i un grec desconegut.

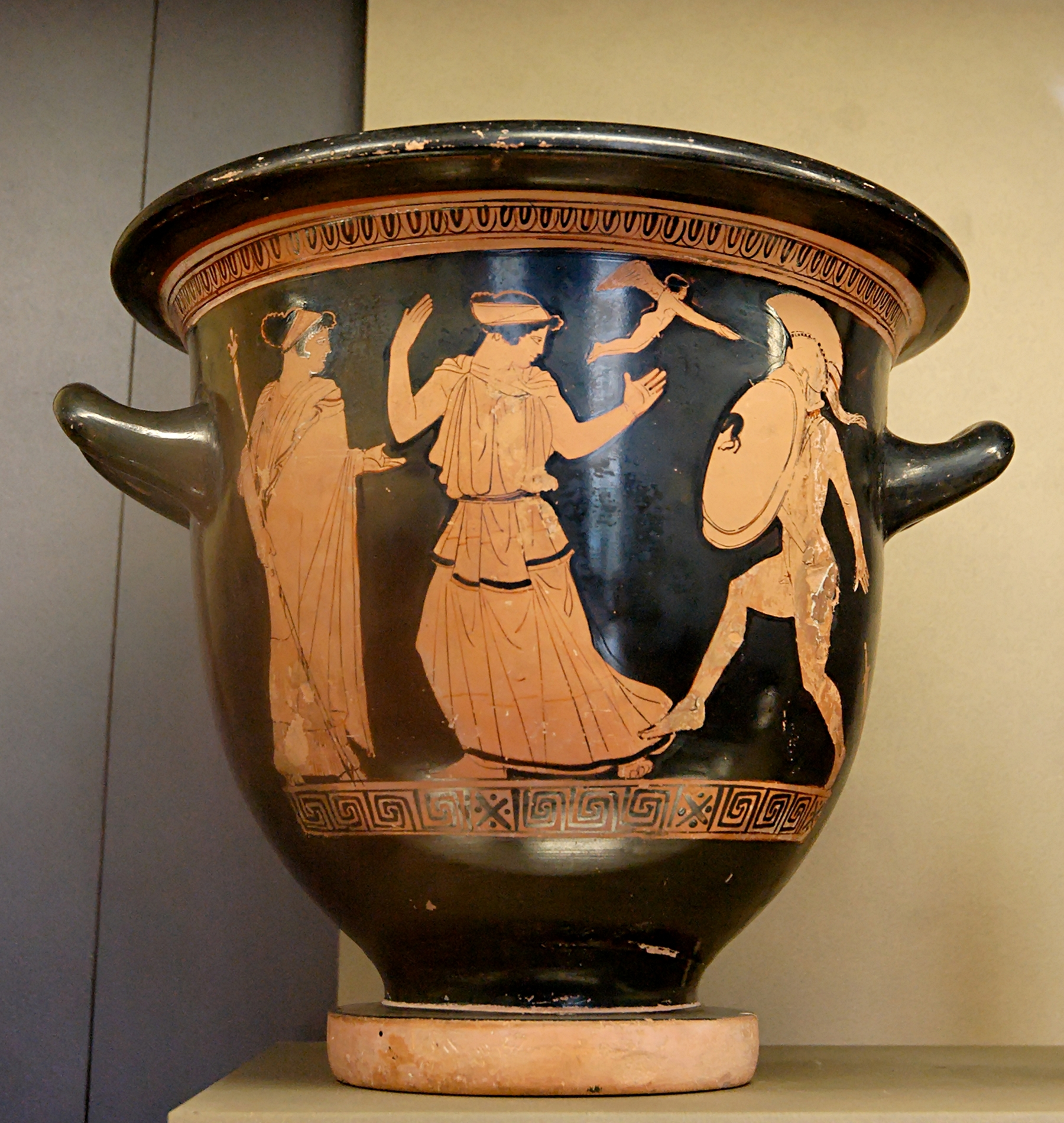
Hèlena salvada de la còlera de Menelau per Afrodita i Eros. Pintor de Menelau, Museu del Louvre (G424)

Les mètopes XXIV i XXV formen un conjunt. En la XXIV apareixen dues figures masculines de perfil que caminen cap a la dreta. Només es conserven el tronc i la part superior de la cuixa del guerrer de l'esquerra, que està nu i duu un mantell. De la figura de la dreta, que també apareix nua, només romanen el tronc i l'avantbraç esquerre aguantant un escut. Segons la identificació acceptada pels experts des de Michaelis es tracta de Menelau, que s'avança cap a la mètopa següent, de la qual està separat pel tríglif. La transició que marca aquest element, únicament estructural, assenyala també el pas de l'exterior a l'interior. La figura femenina de l'esquerra de la mètopa XXV s'ha identificat com Afrodita gràcies a la figura d'Eros que apareix sobre la seua espatlla esquerra. La dea vist un quitó i un himàcion. El personatge femení següent es cobreix amb un peple i un vel, i sembla que corre cap a l'escultura de la dreta per refugiar-se sota la seua protecció: Menelau persegueix la seua esposa per assassinar-la, en considerar-la responsable de la guerra i de la mort dels seus amics. L'instant representat és el moment en què Afrodita fa ús del seu poder per salvar la seua protegida. Es disposa a obrir el seu himatió per alliberar el seu poder diví. Alhora, Eros vola cap a Menelau amb una fíala o bé una corona. El poder de l'amor i la bellesa faran canviar d'opinió a Menelau, que perdonarà a la seua esposa. Aquest tema apareix molt representat en la ceràmica grega. Més complicada és la identificació de la divinitat situada a la dreta del tot, al costat de l'estàtua que dona refugi a Hèlena. Una enòcoa conservada als Museus Vaticans i atribuïda al pintor d'Heimarmene proposa una escena equivalent: Hèlena cerca la protecció d'una Atena armada. L'elecció d'aquesta divinitat tutelar d'Atenes podria tenir sentit en aquest edifici cívic. A més, Atenes formava part de les ciutats que afirmaven ser hereves de Pal·ladi després de la caiguda de Troia.

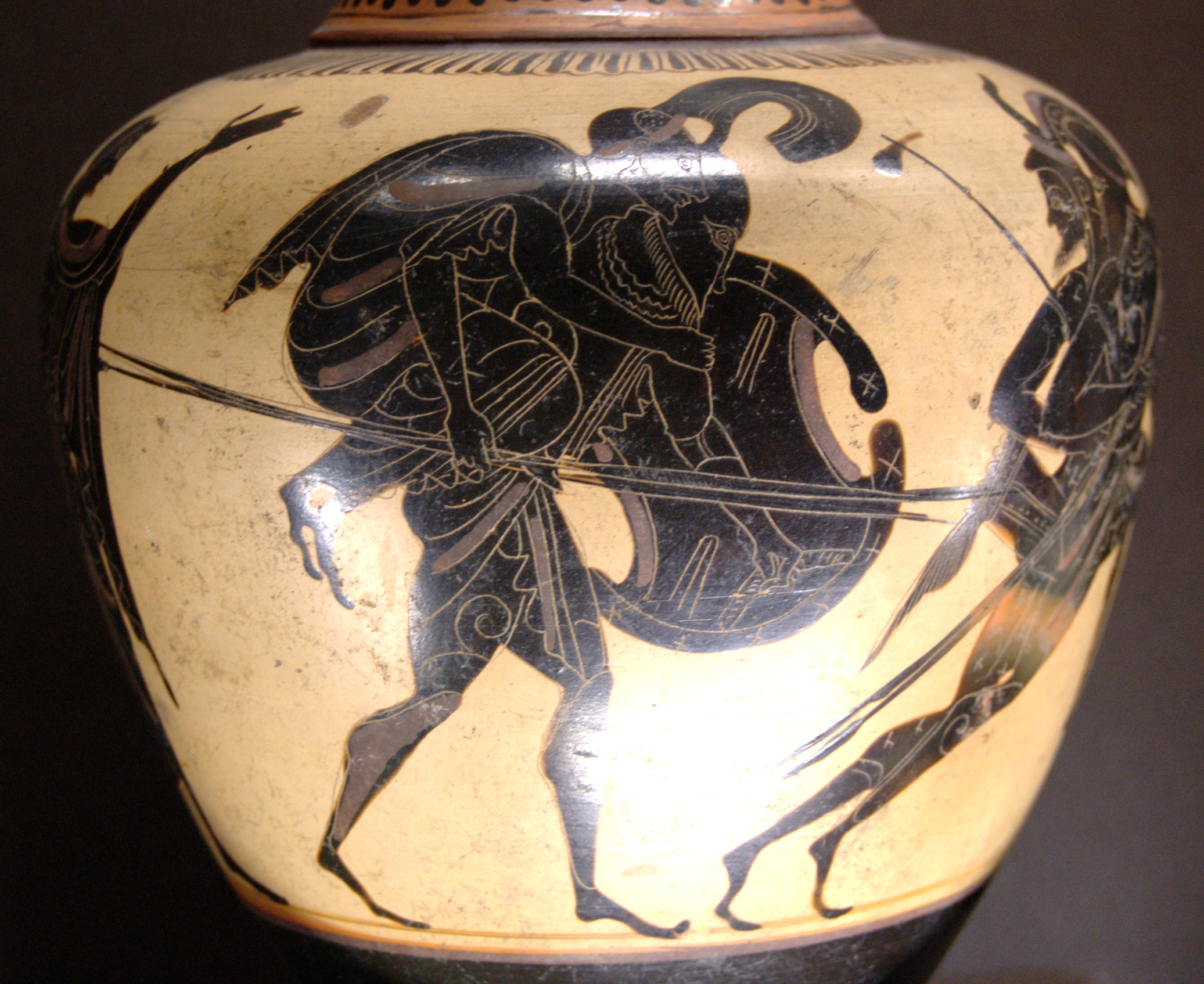
Enees portant a Anquises, enòcoa de figures negres, v. 520-510 ae, Museu del Louvre (F 118)

La mètopa XXVI és totalment desconeguda. En la XXVII es distingeixen dues figures de perfil, a l'esquerra una femenina sense cap, probablement amb un peple, i a la dreta una de masculina nua amb una clàmide, de la qual només queda el bust. Els personatges miren i van cap a la dreta. L'home podria portar un pétasos i potser un escut. Podria també agafar la dona de la mà. El tema d'aquesta mètopa pot ser que estiga relacionat amb Afrodita, com les anteriors. Algunes interpretacions en proposen l'alliberament d'Etra, filla de Piteu, pels seus nets, o bé una escena amb Políxena o una captiva troiana. Podria també ser Teano, la sacerdotessa d'Atena. El fresc de Polignot en la lesche dels Cnidios la representa prenent la mà de dos fills seus, acompanyada per Antènor subjectant una de ses filles. La mètopa podria representar aquesta família, que estaria davant la família d'Anquises en la mètopa següent. Si la XXVIII, cap a la qual caminen els personatges, fos la fugida d'Enees, llavors la figura femenina de la XXVII podria també ser Creüsa.
La mètopa XXVIII és una de les més recarregades, amb quatre personatges com a mínim. A l'esquerra del tot, apareix en primer pla una figura de front i immòbil, que deu ser una dona. Només els peus, desapareguts, li sobresurten del llarg mantell, mentre que és impossible determinar el gest dels seus braços. A la seua dreta i lleugerament en segon pla, es representa la figura d'un ancià de perfil, girat cap a una altra imatge masculina a la seua dreta. Duu uns vestits curts amb mànigues també curtes i un mantell que li deixa l'espatlla dreta al descobert. Té totes dues mans recolzades sobre les espatlles de la figura que té a la dreta. Aquesta representa un home nu amb una capa que li cau per l'esquena i les cames. Al braç esquerre duu un gran escut redó que li sobrepassa el cap. L'home es dirigeix a la dreta. Una última figura situada davant d'aquest guerrer representa un home més petit amb un mantell. La interpretació més habitual de les tres figures masculines és que siguen Anquises sobre les espatlles del seu fill Enees, al seu torn precedit pel seu fill Ascani. La figura femenina se sol considerar Afrodita, tema general d'aquesta sèrie de mètopes i també mare d'Enees. A voltes s'identifica amb Creüsa, l'esposa d'Enees.

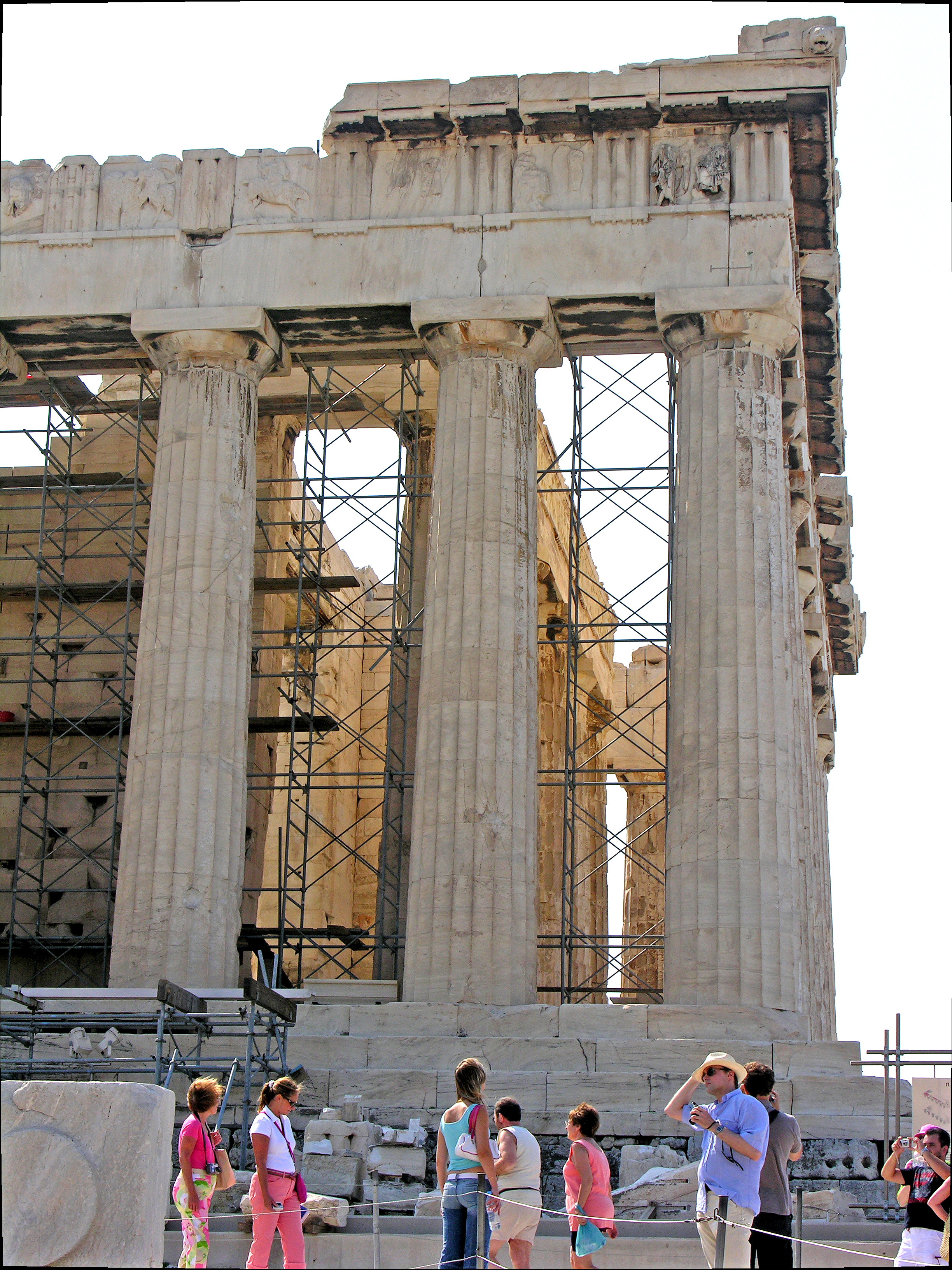
Mètopes nord XXVII (retallada en la imatge) a XXXII

En la mètopa XXIX es distingeix, a més d'una decoració amb roques, un personatge a cavall. L'animal, que podria ser una egua, està girat cap a la dreta amb el cap ajupit. La figura humana sembla una dona muntada com una amazona, amb el braç esquerre descansant sobre el coll de l'euga. L'amazona està girada cap a la dreta: sembla vestir un quitó i amb la mà dreta sostenir un vel. A la cantonada superior dreta apareix un fragment en relleu una mica corb, que s'interpreta com una mitja lluna: el personatge seria Selene, encara que, com no sol representar-se a cavall, podria també ser la plèiade Electra.
A penes es conserva res de la mètopa XXX, excepte les petjades de dos busts al fons, que podrien pertànyer a dues figures masculines. Tenint en compte la ubicació, entre una divinitat celeste a la mètopa XXIX i Zeus i Hera a les plaques XXXI i XXXII, llavors podrien ser déus: Apol·lo i Ares o Hermes. De fet, cap dels tres apareix en les mètopes nord. La XXXI és la millor conservada. La figura de l'esquerra representa un home nu de perfil amb una túnica llarga, assegut sobre un penyal i amb un colze en una cuixa. El personatge de la dreta se situa de front en un primer pla. És de constitució prima i les seues ales, molt visibles, arriben fins a terra. En relacionar-les amb la mètopa següent, les dues figures s'identifiquen amb Zeus i Iris, o de vegades amb Eris o Nix.
L'única mètopa que encara es conserva in situ en bon estat en aquest costat nord és la XXXII. El 1933, Gerhart Rodenwaldt va suggerir que podria haver estat identificada pels cristians com una Anunciació, i per això s'hauria preservat, ja que la seua posició al nord-oest de l'edifici la feia molt visible. La imatge mostra dues figures femenines cara a cara. La de la dreta està asseguda i la de l'esquerra camina cap a ella. Aquesta última duu un peple àtic i fa el gest d'aixecar la túnica amb el braç esquerre per sobre del cap i el dret al llarg de la cuixa. El moviment del vestit està molt ben realitzat i pot veure's també en una representació d'Apol·lo en un escif de fons blanc conservat al Museu de Belles Arts de Boston. La figura asseguda vist un quitó cobert per un mantell llarg, la qual cosa permet mostrar el gran treball escultòric dels vestits superposats. El colze dret és damunt el genoll dret i les cames són a diferent alçada: l'esquerra està més baixa que la dreta. La mà esquerra, que ha desaparegut igual que la resta del braç, recolzava a la part posterior del penyal, situant la figura en una posició de tres quarts. És possible que el braç esquerre fos afegit posteriorment, com s'intueix pel buit de fixació.
La interpretació més comuna d'aquesta mètopa XXXII és que es tracta d'Atena a l'esquerra i d'Hera a la dreta, o potser Temis, Afrodita, Cíbele o fins i tot una altra divinitat femenina no identificada. Al 1963, Kristian Jeppesen suggerí que podria ser Pandora a l'esquerra i Afrodita a la dreta. El 2005, Katherine A. Schwab qüestionà la identificació de la figura de l'esquerra com Atena. Un dels principals arguments a favor de la tesi d'Atena és que no ha estat identificada en una altra part d'aquest costat nord, tret que es tracte del personatge de la mètopa I muntada al carro, com afirma Schwab. Un segon argument a favor de la identificació d'Atena és que portaria l'ègida al pit. La rèplica de Schwab és que el que s'hauria interpretat com una ègida seria en realitat una part molt espatllada de la mètopa. Finalment, el moviment del personatge fa que el seu peple s'obri i mostre la cama nua, un fet que per a Schwab resulta impossible en una dea verge com Atena.
Podria llavors deduir-se que és Hebe quan es relaciona amb la figura femenina que està asseguda. Aquesta es considera que és Afrodita o Hera. Però, com que Afrodita es mostra amb tota seguretat en la mètopa XXV, no pot aparéixer també en la XXXII. A més, en la XXXI, la figura masculina sedent seria Zeus i, en conseqüència, en la XXXII es mostraria Hera, en una hierogàmia simbòlica. La figura alada situada al costat de Zeus en la mètopa XXXI seria Iris, i la figura femenina de la XXXII seria Hebe. Aquesta última, en estar relacionada amb el matrimoni i la renovació, podria significar en les mètopes XXXI i XXXII la reafirmació dels vots de la parella divina formada per Zeus i Hera, igual que el matrimoni entre Menelau i Hèlena es revalida en les mètopes XXIV i XXV.

### Façana est

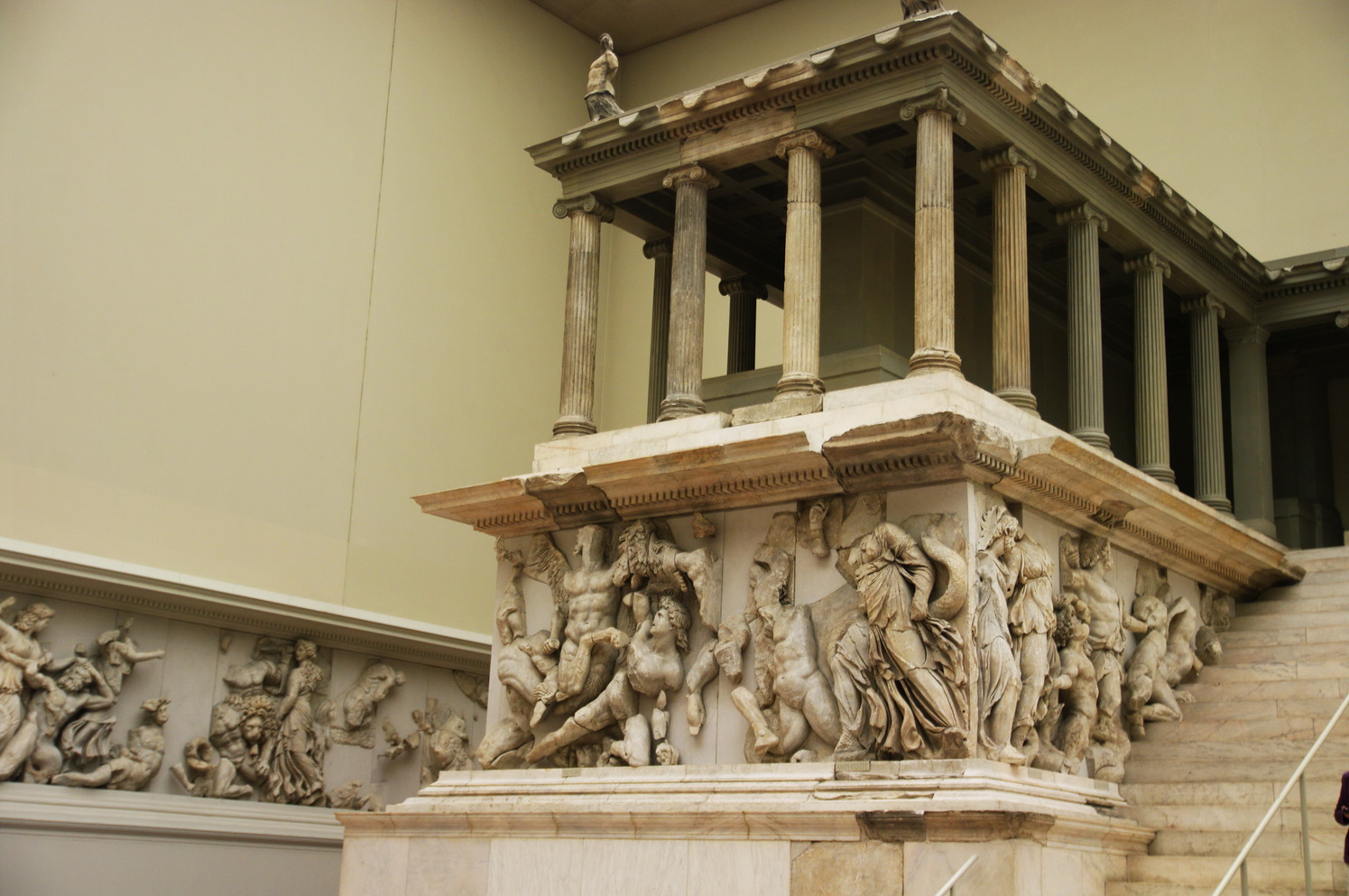
Vista del fris de la gigantomàquia a l'altar de Pèrgam. Museu de Pèrgam, Berlín

Aquestes mètopes foren destruïdes gairebé íntegrament pels cristians, per la qual cosa és difícil saber què representaven. Al segle xix, Adolf Michaelis va suggerir que el personatge de la mètopa II podria ser Dionís (identificat gràcies a la pantera i a la serp que l'acompanyen) atacant un gegant que fuig.[134] Michaelis exposà llavors la hipòtesi que les escultures d'aquesta façana podrien protagonitzar la gigantomàquia. Des d'aquest moment se'n pogueren identificar les altres figures, encara que algunes encara són discutibles. Es compararen amb altres imatges de la gigantomàquia reproduïdes en atuells atenesos del segle V ae, el tresor dels sifnis o l'altar de Pèrgam. Aquestes plaques, però, suposaren un canvi en l'aparença dels gegants. Fins a mitjan s. V ae es representaven com hoplites, però en les mètopes del Partenó i en models posteriors com a Pèrgam estan nus o simplement vestits amb pells d'animals.
Les figures de les mètopes V, VII, X i XIV no s'enfronten a un gegant sinó que es desplacen en un carro. Per això, a voltes s'han identificat amb l'auriga del carro de la divinitat. El vehicle va cap al centre de la façana. Les mètopes est s'organitzen simètricament al voltant d'un eix central, el mateix que el fris est i el frontó est. Algunes de les identificacions se'n feren per comparança amb els déus presents de forma paral·lela en aquests dos elements arquitectònics del Partenó. Les quatre plaques centrals (VI, VII, VIII i IX) estan emmarcades per altres dues amb un carro (V i X), a més de dues mètopes amb tres personatges (IV i XI). Aquesta composició representaria el final del combat i la victòria imminent dels déus olímpics. El lloc d'enfrontament no hauria estat la península de Pal·lene sinó els vessants de l'Olimp.
| Mètopa   | Michaelis\|1871         | Segons Petersen, 1873                                         | Segons Robert, 1884                                                   | Segons Studniczka, 1912                 | Segons Praschniker, 1928 | Segons Brommer, 1967 | Segons Tiverios, 1982 | Segons Schwab, 2005 |
| -------- | ----------------------- | ------------------------------------------------------------- | --------------------------------------------------------------------- | --------------------------------------- | ------------------------ | -------------------- | --------------------- | ------------------- |
| Est I    | ?                       | Hermes o Ares                                                 | Hermes                                                                | Hermes                                  | Hermes                   | Hermes               | Hermes                | Hermes              |
| Est II   | Dionís                  | Dionís                                                        | Dionís                                                                | Dioniso                                 | Dionís                   | Dionís               | Dionís                | Dionís              |
| Est III  | Ares                    | Posidó                                                        | Ares                                                                  | Llauris                                 | Ares                     | Ares                 | Hefest                | Ares                |
| Est IV   | Hera, Demèter o Àrtemis | Atena                                                         | Hera                                                                  | Atena i Nice                            | Atena i Nice             | Atena i Nice         | Atena i Nice          | Atena i Nice        |
| Est      | Figura sobre un carro   | Nice conduint el carro d'Atena present en la mètopa precedent | Iris o Nice conduint el carro de Zeus present en la mètopa següent    | Anfítrite                               | Anfítrite                | Demèter              | Anfítrite             | Anfítrite           |
| Est VI   | Posidó                  | Hèracles                                                      | Zeus                                                                  | Posidó                                  | Posidó                   | divinitat masculina  | Posidó i Polibotes    | Posidó              |
| Est VII  | ?                       | Iris conduint el carro de Zeus present en la mètopa següent   | Aglauros conduint el carro d'Atena present en la mètopa següent       | Hera                                    | Hera                     | Hera                 | Hera                  | Hera                |
| Est VIII | ?                       | Zeus                                                          | Atena                                                                 | Zeus                                    | Zeus                     | Zeus                 | Zeus                  | Zeus                |
| Est IX   | Apol·lo ?               | Hera                                                          | Hèracles                                                              | Apol·lo                                 | Apol·lo                  | Hèracles             | Apol·lo               | Apol·lo             |
| Est X    | Àrtemis?                | Leto conduint el carro d'Apol·lo present en la mètopa següent | Iolau (?) conduint el carro d'Hèracles present en la mètopa precedent | Afrodita                                | Àrtemis                  | Afrodita             | Àrtemis               | Àrtemis             |
| Est XI   | ?                       | Apol·lo                                                       | Apol·lo                                                               | Eros                                    | Hèracles i Eros          | Apol·lo i Eros       | Ares i Eros           | Hèracles i Éros     |
| Est XII  | Demèter o Àrtemis       | Àrtemis                                                       | Àrtemis                                                               | Àrtemis                                 | Afrodita                 | Àrtemis              | Afrodita              | Afrodita            |
| Est XIII | ?                       | Ares                                                          | Posidó                                                                | Hefest                                  | Hefest                   | Hefest               | Hèracles              | Hefest              |
| Est XIV  | ?                       | Nix                                                           | Anfítrite                                                             | divinitat de la llum o divinitat marina | Hèlios                   | Posidó               | Hèlios                | Hèlios              |

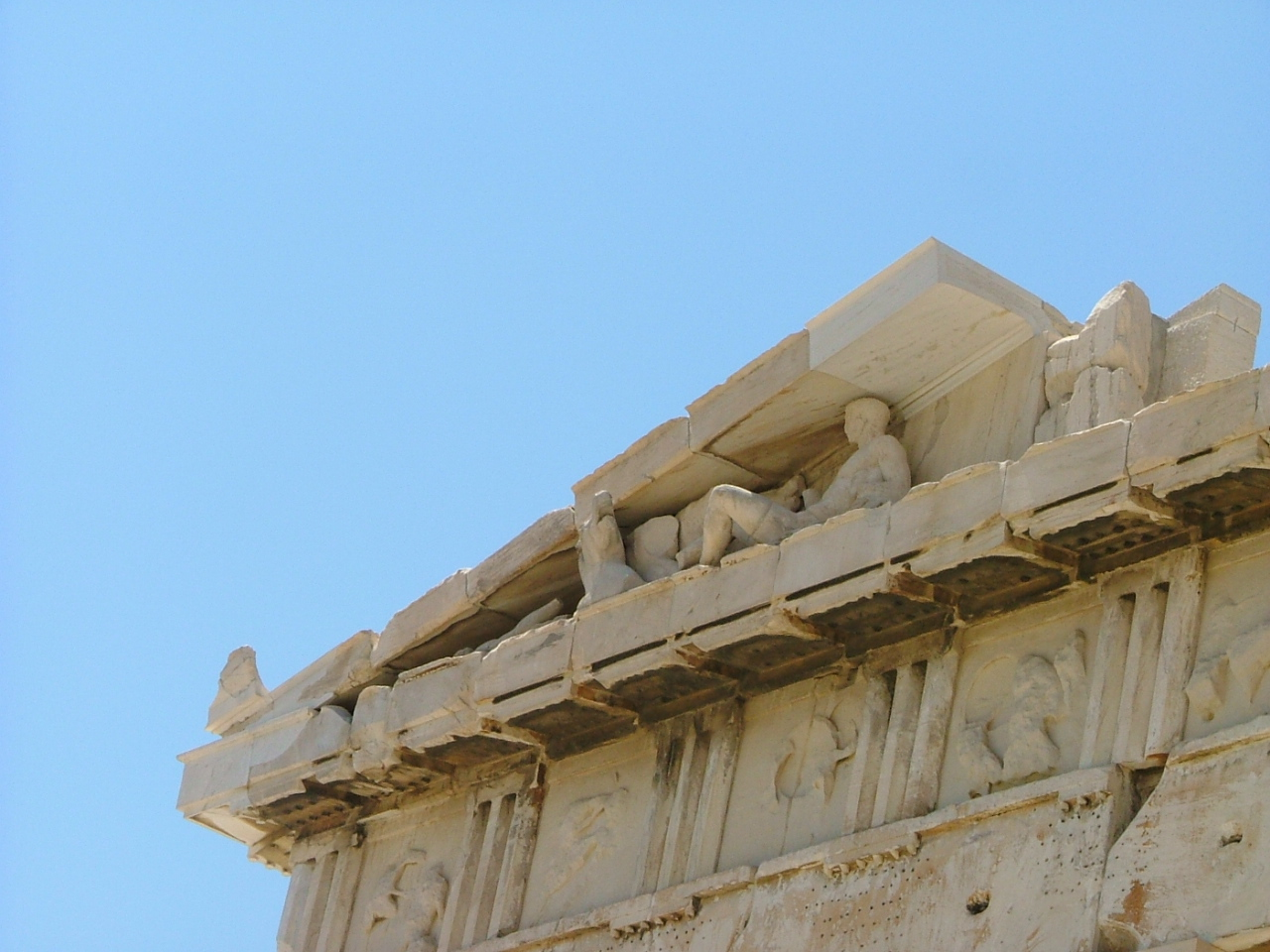
Mètopes est I a V

En la mètopa I es representen dues figures masculines. La de l'esquerra porta una clàmide i sembla subjectar amb la mà dreta els cabells de la figura de la seua dreta, que està agenollada. Es disposa a donar-li un colp mortal amb el braç esquerre. La seua espasa devia ser de bronze, perquè hi ha un buit de fixació. La figura de la dreta vist una pell d'animal i té la mà dreta sobre el maluc del seu adversari, potser per demanar-li clemència. D'aquesta forma està representat Hermes en l'àmfora de la gigantomàquia del pintor de Suèssula, conservada al Museu del Louvre. A més, al costat est del fris del Partenó, en l'escena de l'arribada de la processó, és Hermes qui se situa a l'esquerra del tot. En la mètopa II s'identifica fàcilment la figura divina de Dionís. En primer pla, un animal salta entre el personatge situat a l'esquerra que ataca i el de la dreta que fuig. Les potes posteriors pertanyen a un felí. Els buits de fixació podrien indicar també la presència d'una serp de bronze. A més, al costat est del fris del Partenó, és Dionís qui està a la dreta d'Hermes. Dionís també apareix al costat esquerre del frontó est. En la mètopa III, molt deteriorada, s'endevina un escut redó entre dues figures de les quals només queden restes. La divinitat amb l'escut s'ha identificat amb Ares. Es tracta del tercer déu del costat est del fris, que també apareix a la banda esquerra del frontó est.

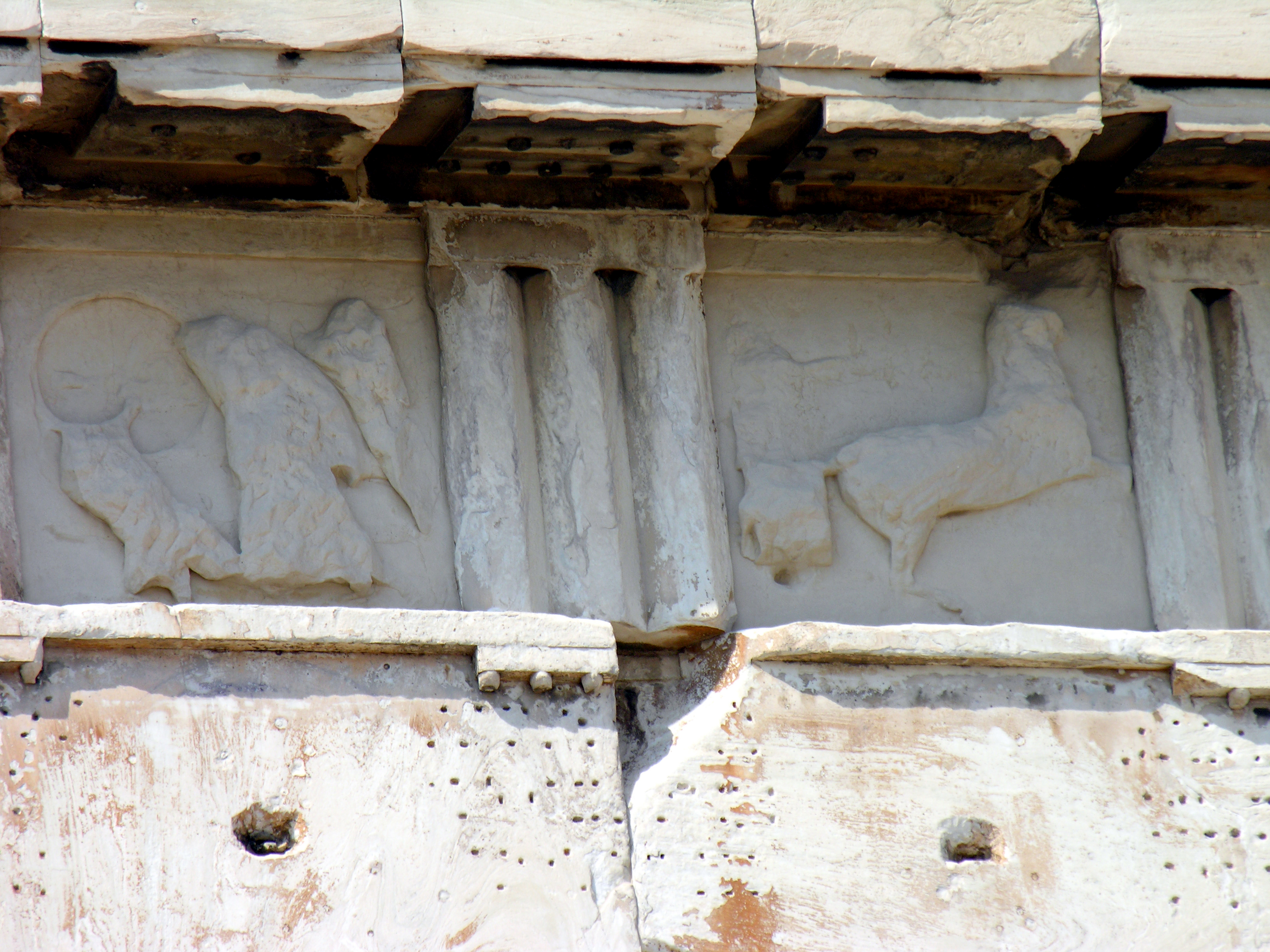
Detall de les mètopes est IV i V

En la mètopa IV encara pot apreciar-se la forma general dels personatges. Està constituïda per tres figures: a l'esquerra, un guerrer a terra es protegeix amb l'escut de l'atac d'una figura femenina. Darrere d'ella i a la dreta del tot, es veu un personatge de menor grandària en vol. Sembla que la figura central és Atena, que es desplaça cap a l'esquerra protegint-se amb l'ègida i l'escut sostingut amb el braç esquerre. A la mà dreta duria una llança (un objecte de bronze afegit) amb què colpejaria un gegant, que hauria caigut a terra i intentaria defensar-se amb un escut. En la part superior dreta, una petita figura de Nix corona la dea. Una composició equivalent es pot observar en l'àmfora atribuïda al pintor de Suessula conservada al Louvre. L'Atena coronada per Nix simbolitza la victòria imminent dels déus, i també és un homenatge i una glorificació de la ciutat d'Atenes i dels seus ciutadans, igual que tot l'edifici.

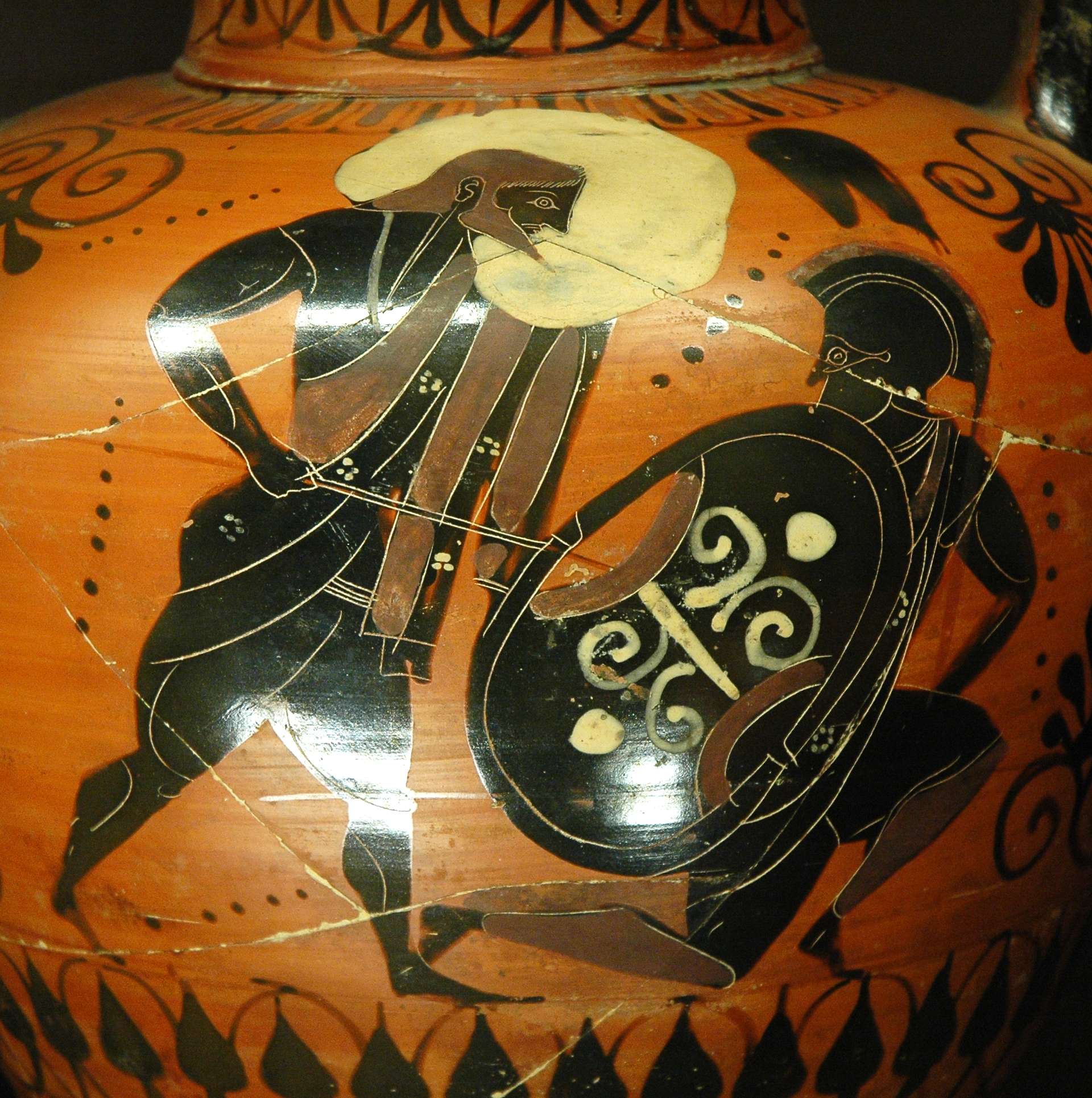
Posidó enfrontant-se a Polibotes durant la gigantomàquia. Àmfora àtica de figures negres, Louvre, F226

En la mètopa V es veu un carro que es dirigeix cap a la dreta, tirat per dos cavalls. La figura s'hi ha identificat amb Demèter o Anfítrite, aquesta última amb més certesa, perquè Posidó és el personatge que apareix en la mètopa següent.[153] L'element fonamental de la mètopa VI és una enorme roca, que alhora forma part del paisatge i és l'arma emprada per Posidó contra un gegant. És l'episodi que té lloc entre el déu i Polibotes, en què el penyal arrencat de l'illa de Cos hauria originat la nova illa de Nísiros. El contorn del personatge amb prou feines es distingeix. El gegant es protegeix amb un escut mentre que Posidó li aixafa el cap amb Nísiros. La composició recorda un fragment de crater conservat a Ferrara i atribuït al pintor de Barallo, que degué inspirar-se en la mètopa, així com en un baix relleu àtic del s. IV ae, actualment conservat al Museu Metropolità d'Art de Nova York.
La mètopa VII representa de nou un carro tirat per dos cavalls alats conduït per Hera, ja que s'ha identificat Zeus en la mètopa següent. A més, la parella divina es representa també al centre del fris i al frontó. La placa VIII està molt deteriorada; només s'endevinen un bust a l'esquerra i un escut al quart superior dret. La part inferior d'un quitó està tallat al fons de la mètopa sota el bust. La identificació de Zeus s'hi justifica per la ubicació de la mètopa al centre de la façana est. També aquest déu és situat en la posició central del fris i del frontó.[156] En la mètopa IX, la figura de l'esquerra és probablement un gegant, amb la mà dreta sostenint una maça (o una torxa de bronze) que s'hi afegí després, perquè hi ha un buit de fixació. Es protegeix el braç dret amb una pell d'animal. El seu adversari li clava el genoll dret a la cuixa. La posició del braç dret del déu, que subjectaria una espasa, recorda la d'Harmodi en el grup dels tiranicides. La identificació d'Apol·lo s'hi va fer sobre la base del fris i el frontó, on el déu se'n troba al costat dret.

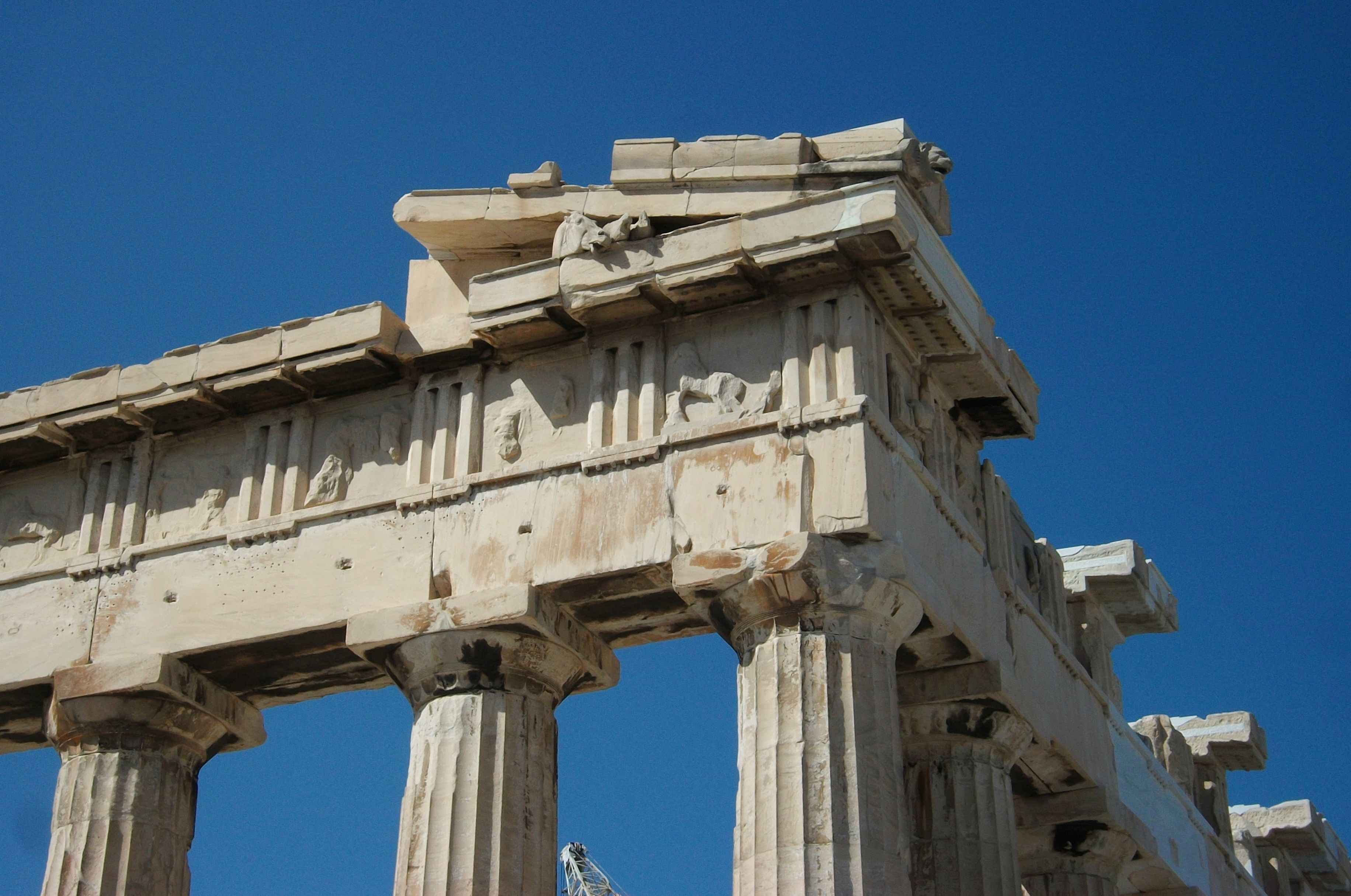
Detall de les mètopes X a XIV de la façana est del Partenó

La mètopa X també mostra un carro tirat per dos cavalls. Al fris, les acompanyants d'Apol·lo són Àrtemis i Afrodita, amb la qual cosa alguna d'aquestes dues dees podria ser l'auriga del carro. Si s'assigna a una d'elles en la placa X, llavors l'altra correspon a la XII, i viceversa. En la mètopa XII, una figura femenina a la part esquerra es desplaça cap a la dreta. Duu un peple i li penja el mantell del braç esquerre. Es conserva molt poc del gegant per poder determinar-ne la identitat, sols el bust i un fragment del cap. Ací també es proposa Àrtemis i Afrodita, considerant que s'ha identificat Eros en la mètopa XI, entre ambdues. Aquestes dues deïtats, que al fris estan assegudes al costat d'Apol·lo, no han pogut ser diferenciades l'una de l'altra. Si Àrtemis se situa a la dreta del seu germà, Eros també es col·loca a la dreta de sa mare, impedint que es puga obtenir una pista decisiva sobre la seua persona.

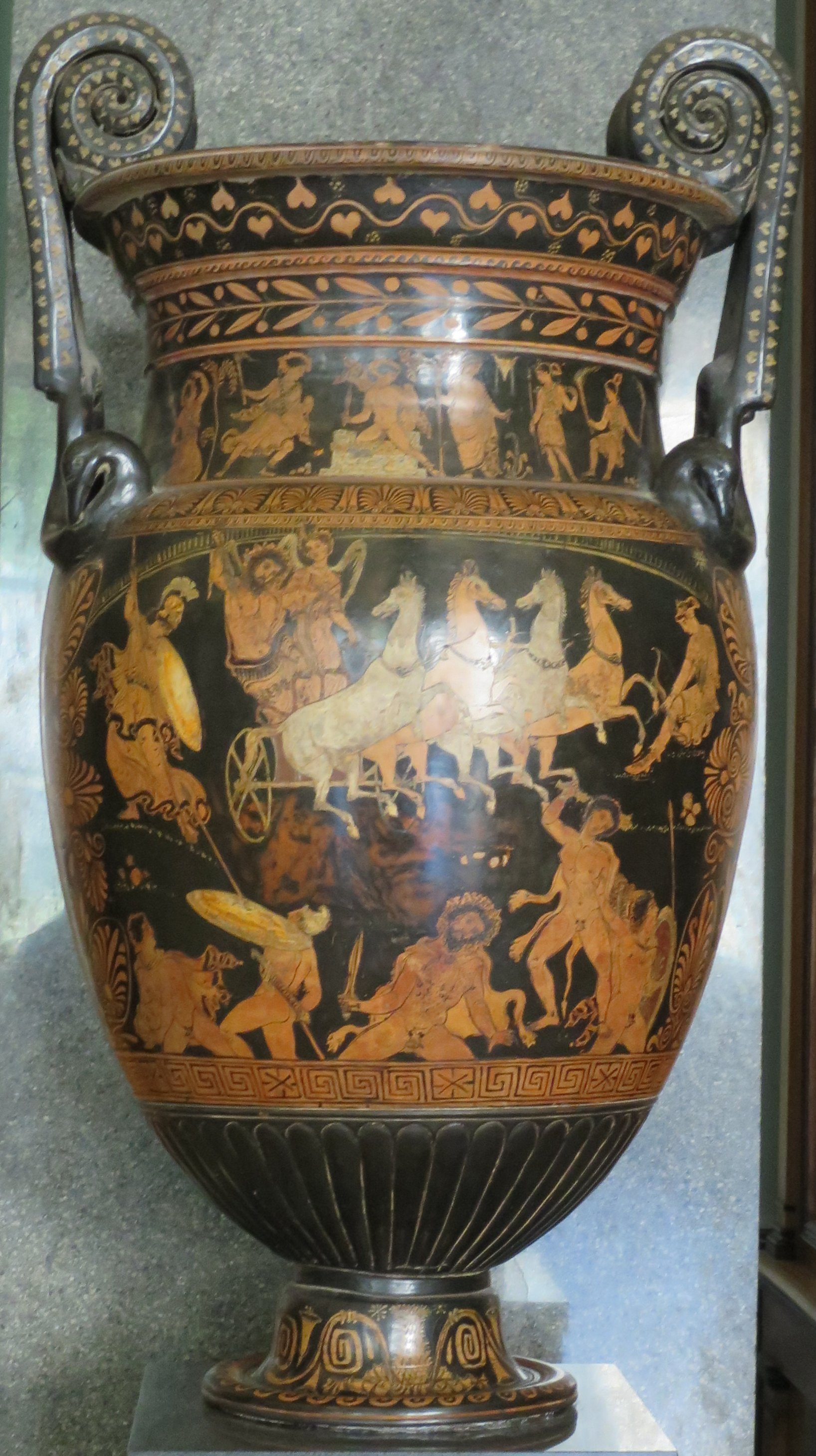
Gigantomàquia, pintor de Licurg, crater del 350 ae aprox., Museu de l'Ermitage

L'altra mètopa amb tres personatges és l'XI. A la dreta, un gegant està agenollat. La figura central estava tallada amb un alt relleu tan profund que ha desaparegut, i encara se'n debat la identificació. A l'esquerra hi ha una figura més petita, que podria ser un adolescent. Els buits de fixació de l'esquena i dels malucs fan pensar en la presència d'un buirac, la qual cosa determinaria que es tracta d'Eros. Se l'associa amb Afrodita, en la mètopa precedent o següent. Tiverios estableix el vincle entre Eros i Afrodita per proposar-ne Ares com la figura central. Una altra identitat proposada és la d'Apol·lo, relacionada amb la mètopa IX: si Hèracles apareix en la IX, llavors Apol·lo és en l'XI, i viceversa. També se suggereix que en siga Hèracles, perquè habitualment s'associa a Eros, de qui seria pedagog. Un altre argument a favor és la simetria entre aquesta mètopa i la IV. Si Atena es representa en la IV, llavors el seu protegit Hèracles n'apareixerà amb tota seguretat en l'XI. A penes es conserva res de la mètopa XIII: a l'esquerra, una espatlla, un bust i els malucs d'una figura que ha caigut a terra; a la dreta, l'espatlla, bust i les restes d'una cuixa i d'una cama d'un altre personatge que domina al primer, disposant-se probablement a aixafar-lo amb una roca. S'hi sol proposar Hefest.
Dos cavalls salten en diagonal de dreta a esquerra en la mètopa XIV. A la cantonada inferior dreta, al costat d'un panxell, s'aprecia clarament un peix, d'on podria deduir-se que el déu del carro fora Posidó.[164] La proposta d'Hèlios, però, hi és la més habitual. Segons el relat del Pseudo-Apolodor, Zeus detingué el moviment del sol i de la lluna perquè Atena anara a cercar Hèracles a l'Hades, perquè la presència de l'heroi era necessària per a la victòria. Segons Katherine A. Schwab, aquest episodi es narraria en les mètopes IV i XI, les úniques que tenen tres personatges en lloc de dos. La XIV, amb el carro d'Hèlios emergint de l'oceà, seria la manifestació de l'engegada del temps de nou. A més, aquesta mètopa es correspon amb l'I, en la qual figura un carro que podria ser el d'Atena, amb el carro de Selene en l'extrem del frontó est.

### Façana sud

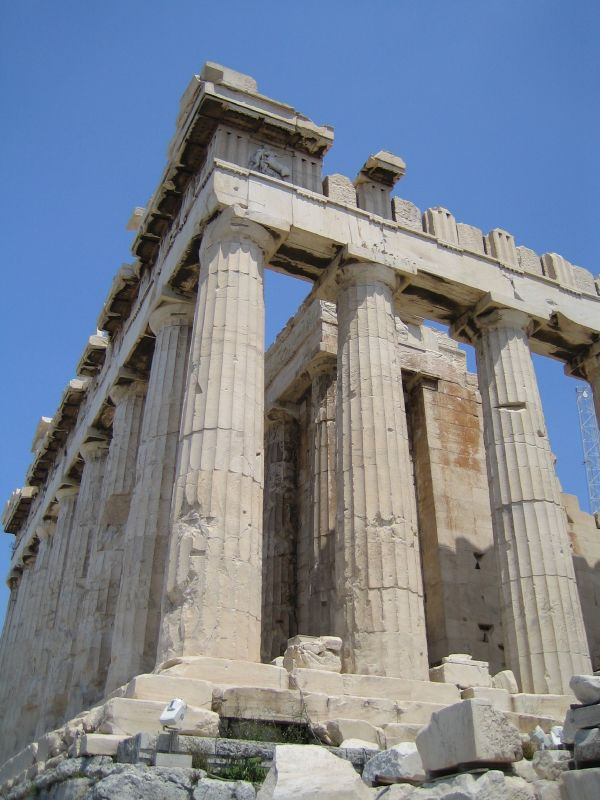
Cantó sud-oest del Partenó. La mètopa sud I és visible a la part superior de les columnes

Les mètopes que es conserven en aquest costat del Partenó representen el combat entre els centaures i els làpites, probablement en les noces de Pirítous, rei de Tessàlia, amb Hipodamia. Làpites i Centaure eren mig germans i fills tots dos d'Apol·lo. Per això conviden els centaures a la cerimònia, que van baixar de la muntanya Pelió per a l'ocasió. Els efectes de l'alcohol s'hi feren notar i els centaures raptaren les dones i els adolescents que hi eren. Els làpites van acudir en el seu auxili i la baralla arribà a tal punt que hagueren de continuar-la en l'exterior. El fet que les dones estiguin presents en aquesta centauromàquia (igual que al frontó oest del temple de Zeus a Olímpia) permet identificar aquest episodi concret

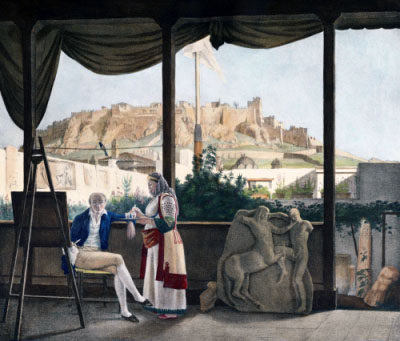
El 1819, Louis Dupré retratà Louis-François-Sébastien Fauvel a la seua casa davant l'Acròpoli. A la dreta es representa un motlle d'algeps de la mètopa sud XXXI, destruït juntament amb la casa el 1825

L'existència d'aquest tema en un edifici atenés que honora la ciutat no és sorprenent, ja que Teseu era el millor amic de Pirítous i estigué en les noces i durant el combat. Segons Pausànies, aquest episodi ja s'evocava en un fresc de Micó de l'Heròon de Teseu, datat del 470 ae i encara no trobat. Aquesta obra influí molt en els pintors d'atuells i els escultors de les mètopes del Partenó. A diferència d'altres representacions, els centaures no són bàrbars sinó éssers originaris del món grec. A més, els artistes amagaren la singularitat de la seua doble naturalesa. La part animal i la humana no són autònomes, sinó que estan ben connectades i són funcionals. Es tracta, doncs, d'un combat entre grecs, és a dir, entre humans i centaures, que són més propers a un ésser humà que a un monstre. Les mètopes podrien ser una metàfora dels conflictes que enfrontaven els grecs entre ells; els ciutadans atenesos podrien haver comprés el tema de la centauromàquia d'una altra manera. El comportament dels centaures que no respecten el caràcter sagrat de la cerimònia podria estar connectat amb el sacrilegi dels perses quan destruïren els santuaris de l'Acròpoli.s
Les mètopes de la façana sud són alhora les millor conservades i les que es van destruir més íntegrament. Les que s'han mantingut en millors condicions són les dels extrems, les que Lord Elgin arrencà per dur-les a Londres. Les mètopes centrals (costat sud XIII a XXI) van desaparéixer completament en l'explosió del polvorí de 1687. Només n'han perdurat els dibuixos atribuïts a Jacques Carrey, datats de 1674. En aquestes il·lustracions no figura cap centaure, la qual cosa suposa un problema d'interpretació del tema general de la façana. Els fragments trobats després d'excavar en l'Acròpoli han esclarit una mica l'assignació de l'episodi de la centauromàquia.

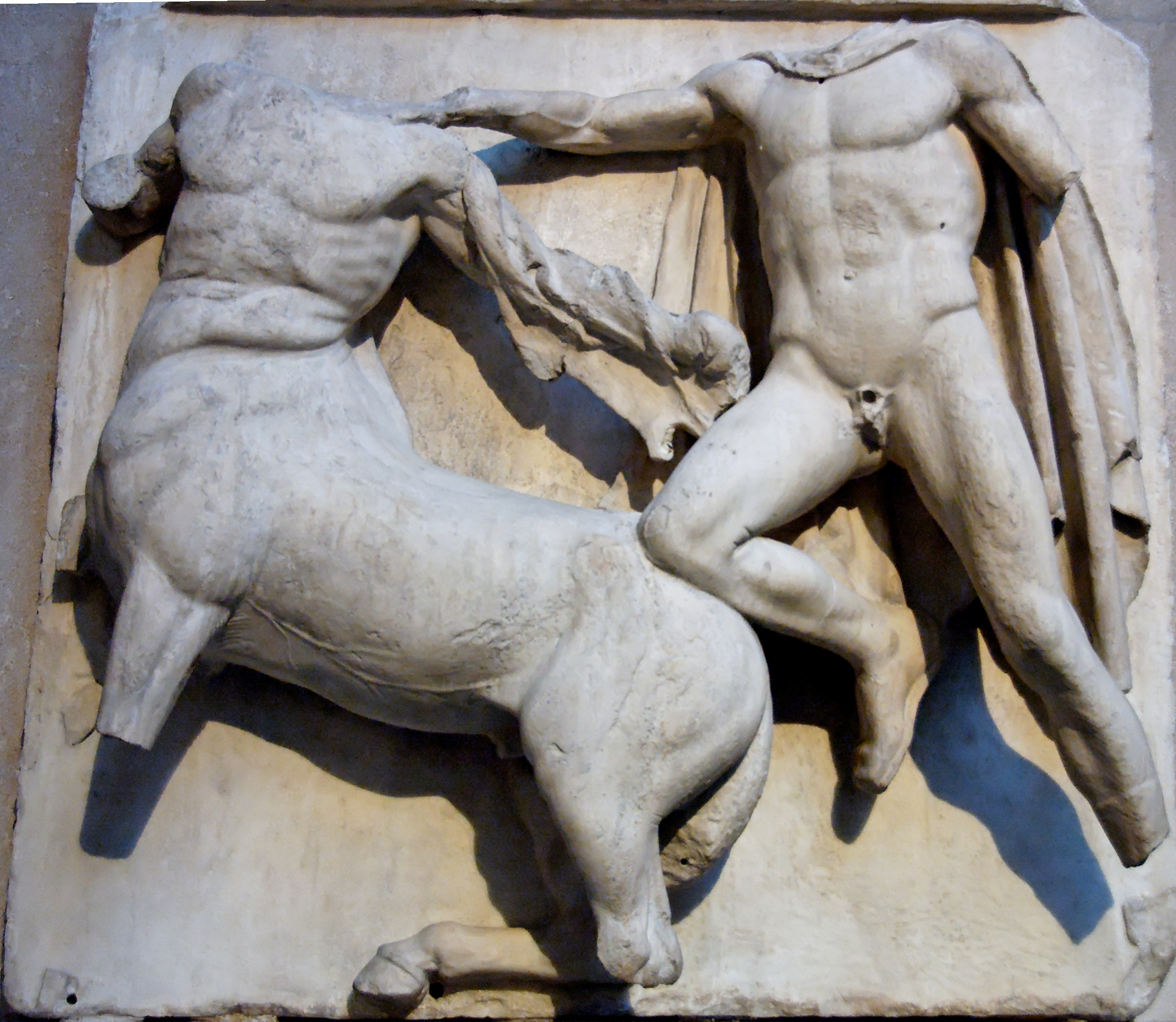
Mètopa sud III

La mètopa I és una de les poques que romanen en la seua ubicació originària al Partenó, al cantó sud-oest. A la dreta, un centaure furióst escanya amb el braç esquerre un làpita amb túnica situat a l'esquerra. Es disposa a assestar un colp mortal al seu adversari humà amb un objecte sostingut amb la mà dreta, potser un tronc d'arbre que hauria estat pintat al fons de la mètopa. El braç dret del làpita ha desaparegut. Un buit al nivell de l'engonal del centaure, però, podria indicar que el làpita estaria travessant al seu contrincant amb un objecte metàl·lic llarg, que podria ser una llança. La mètopa següent, la II, té una composició al revés. Un centaure en segon pla té les potes davanteres agenollades, mentre que un làpita en primer pla l'escanya amb el braç esquerre, alhora que li clava el genoll esquerre a l'esquena. En la mètopa III, un làpita amb túnica, a la dreta, ataca un centaure per darrere. Li salta sobre l'esquena i l'agafa del coll. Les beines eren probablement de bronze, ja que els buits de fixació són encara visibles.

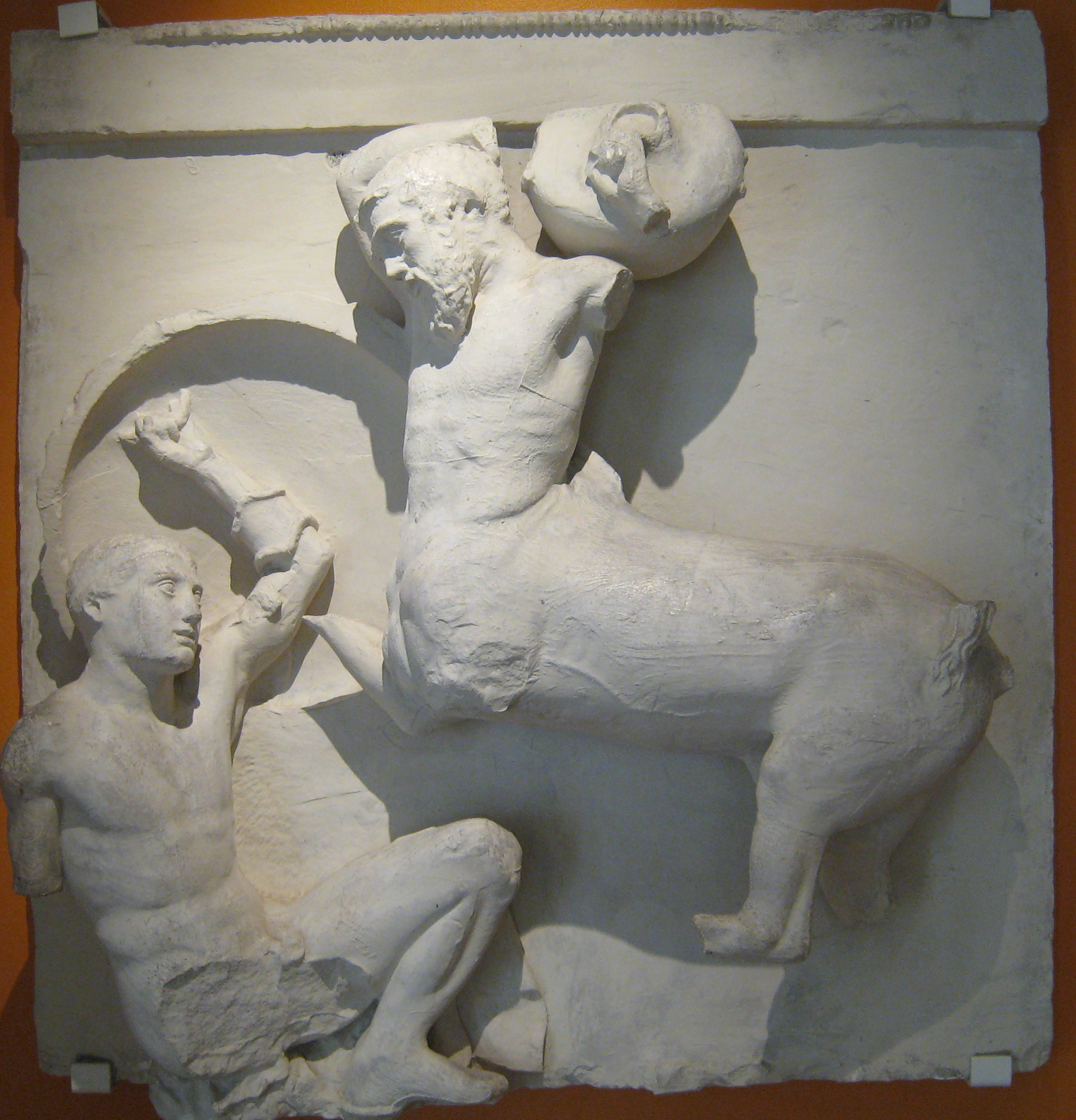
Mètopa sud IV, amb els caps restituïts

En la mètopa IV, un centaure situat a la dreta es disposa a esclafar un làpita estés al sòl a l'esquerra. L'humà es protegeix amb un escut, l'únic element d'armadura del conjunt conservat a la banda sud. El centaure aprofita per a intentar atordir-lo d'un colp amb una hídria. Aquest atuell permet determinar la cronologia dels fets narrats en les mètopes sud, de manera que aquesta escena encara estaria succeint a la sala del banquet. La mètopa es troba encara al Museu Britànic. Se n'endugué els caps el 1688 un danés al servei de Francesc Morosini, de l'armada veneciana, i ara s'exposen al Museu Nacional de Dinamarca de Copenhaguen. El dibuix de 1674, atribuït a Jacques Carrey, mostra que encara tenien els membres sencers en aquella època. La composició general és més coneguda amb els caps. En la mètopa V només queda el centaure a l'esquerra, tot i que es coneix l'existència del làpita gràcies al dibuix atribuït a Carrey. Els caps ja havien desaparegut llavors. El centaure, encabritat, subjecta el làpita per la part superior del cos i tira amb força cap enrere, i aquest intenta fugir.

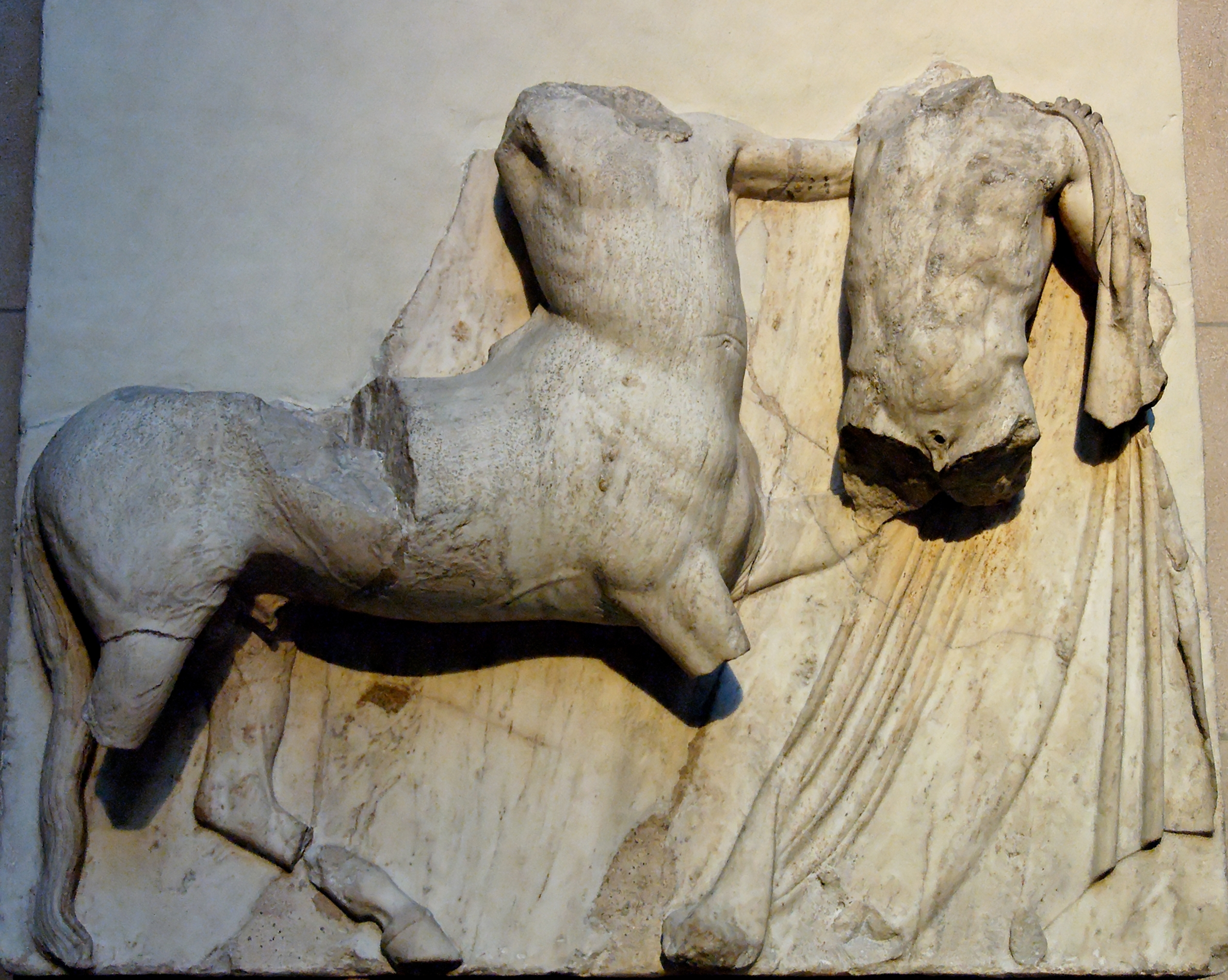
Mètopa sud VI

En la mètopa VI, un vell centaure està situat a l'esquerra. A la dreta es contraposa un jove làpita amb una túnica. La composició manca de creativitat, com si l'escultor tingués més interés a destacar la diferència d'edat que l'acció. El cap del centaure, present en el dibuix atribuït a Carrey, desaparegué posteriorment. Per contra, el cap del làpita, que romania al seu lloc el 1674, fou trobat al 1913 prop de Varvakeion, és a dir, als peus de l'Acròpoli. Ara es conserva al Museu de l'Acròpoli d'Atenes, mentre que la mètopa encara és al Museu Britànic.

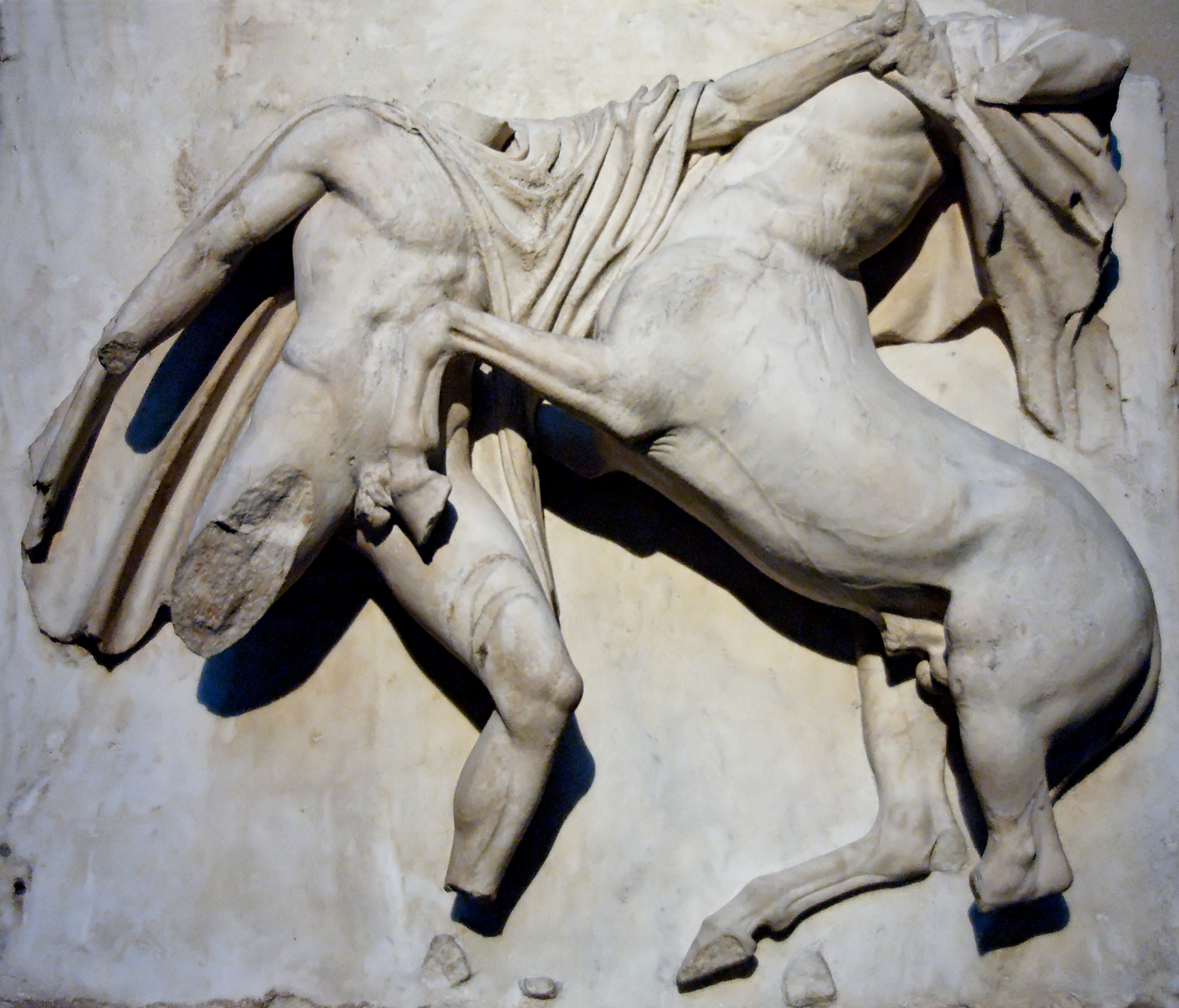
Mètopa sud VII

A l'esquerra de la mètopa VII apareix un làpita, de vegades identificat amb Pirítous, que assesta en diagonal un colp de puny a la cara d'un centaure, que s'enfureix i és allunyat a l'extrem dret de la mètopa. El seu cap sobrepassava la vora superior de la placa. A la mà dreta, el làpita devia sostenir una espasa, que seria de metall i que després desaparegué. El centaure, a diferència dels altres, duu un teixit vaporós a l'esquena. La mètopa és encara al Museu Britànic, i els caps estan situats en llocs diferents: el del làpita al Louvre i el del centaure al Museu de l'Acròpoli.
La mètopa VIII va sofrir enormes danys durant l'explosió del Partenó al 1687. A l'esquerra, un làpita arraulit intenta protegir-se de l'atac del centaure, i fins i tot sembla suplicar pietat. El braç dret li ha desaparegut totalment. Només se'n conserven el mantell del làpita, que li cau per l'espatlla fins a la cuixa, i la part inferior de la pell d'animal que porta el centaure al braç dret, que podria ser d'una pantera. El dibuix atribuït a Carrey mostra que el centaure tenia els braços aixecats, empunyant potser un tronc d'arbre. Els músculs abdominals del làpita estan molt marcats, però l'estil és molt inexpressiu, recorda l'estil sever de principis del s. V ae. Per tant, l'escultor que feu aquesta mètopa podria haver estat de més edat que els seus col·legues, o bé més conservador, o ambdues coses alhora.
La mètopa IX encara és al Museu Britànic, però els caps del làpita i del centaure, que el dibuix atribuït a Carrey mostrava com a existents, s'exhibeixen al Museu de l'Acròpoli, així com alguns fragments d'una espatlla i un braç. A la dreta, el centaure atrapa la cuixa del làpita amb la mà esquerra, i el desequilibra. L'atordeix amb un colp d'un objecte que sosté damunt del cap. El làpita cau sobre una hídria i tracta d'alçar-se agafant amb la mà esquerra els cabells de l'adversari i recolzant-ne la dreta a terra, com pot observar-se en el dibuix de Carrey.
En la mètopa X, considerada de menor qualitat, es representa la causa del combat: una dona és raptada per un centaure. Subjecta la làpita entre les cuixes de les potes davanteres, i aixeca el peple de la figura femenina amb la dreta. També la pressiona amb el braç esquerre. Sostenia el canell dret de la làpita amb la mà dreta, encara que aquest gest ha desaparegut en l'actualitat. Ella intenta fugir sense èxit. A vegades s'ha identificat amb Hipodamia o amb la seua dama d'honor. De la mètopa XI només queden fragments i el dibuix atribuït a Carrey. En aquest, un centaure a l'esquerra, enfurit, es disposa a colpejar un làpita, que hi apareix nu i cobert amb una capa. Al braç dret porta un gran escut redó. A voltes s'ha identificat amb Teseu.
La metopa XII és una altra de les cinc on un centaure ataca una làpita. La dona, a l'esquerra, intenta alliberar-se del control de l'animal, però només els dits dels peus toquen el terra L'escena s'identifica a voltes amb Hipodamia segrestada per Eurició. La composició de la mètopa té una simetria inversa respecte a la X. Així, les tres mètopes sud X, XI i XII se solen llegir en conjunt: el centaure i la dama d'honor, el centaure i Teseu, i Hipodamia i Euritió.
Les mètopes següents, de la XIII a la XXV, només es coneixen pels dibuixos atribuïts a Carrey. Se n'han trobat alguns fragments, la qual cosa ha permés reconstruir-les. Com aquestes plaques sols representen batalles entre làpites i centaures, presents en les escenes XXII a XXV, s'han proposat diverses interpretacions per a les mètopes XIII a XXI, potser sense relació amb l'episodi de les noces d'Hipodamia i Pirítous. Erich Pernice i Frantz Studniczka han considerat que fora el mite d'Erictoni i l'aixecament de l'estàtua de culte d'Atena. Charles Picard comparteix la teoria del mite d'Erictoni, però suggereix més aviat la creació de les Panatenees. Erika Simon pensa que és la història d'un altre làpita, Ixíon, pare de Pirítous. Martin Robertson s'inclina pel mite de Dèdal, amb les localitzacions geogràfiques del viatge: de la mètopa XIII a la XVI a Atenes, de la XVII a la XVIII en Cnossos, i el retorn a Atenes per a les plaques XIX a XXI. Burkhard Fehr considera la hipòtesi de l'oposició entre la bona esposa Alcestis (la dona d'Admetos) i la mala esposa Fedra (la dona de Teseu). Segons opina Hilda Westervelt en la seua tesi defensada al 2004, podria tractar-se del relat complet de les noces d'Hipodamia i Pirítous. Al centre se'n representaria la marxa de l'esposa des de la casa paterna a la de l'espòs, la processó seria després interrompuda pels centaures ja embriacs, i després succeiria la baralla en les mètopes exteriors.

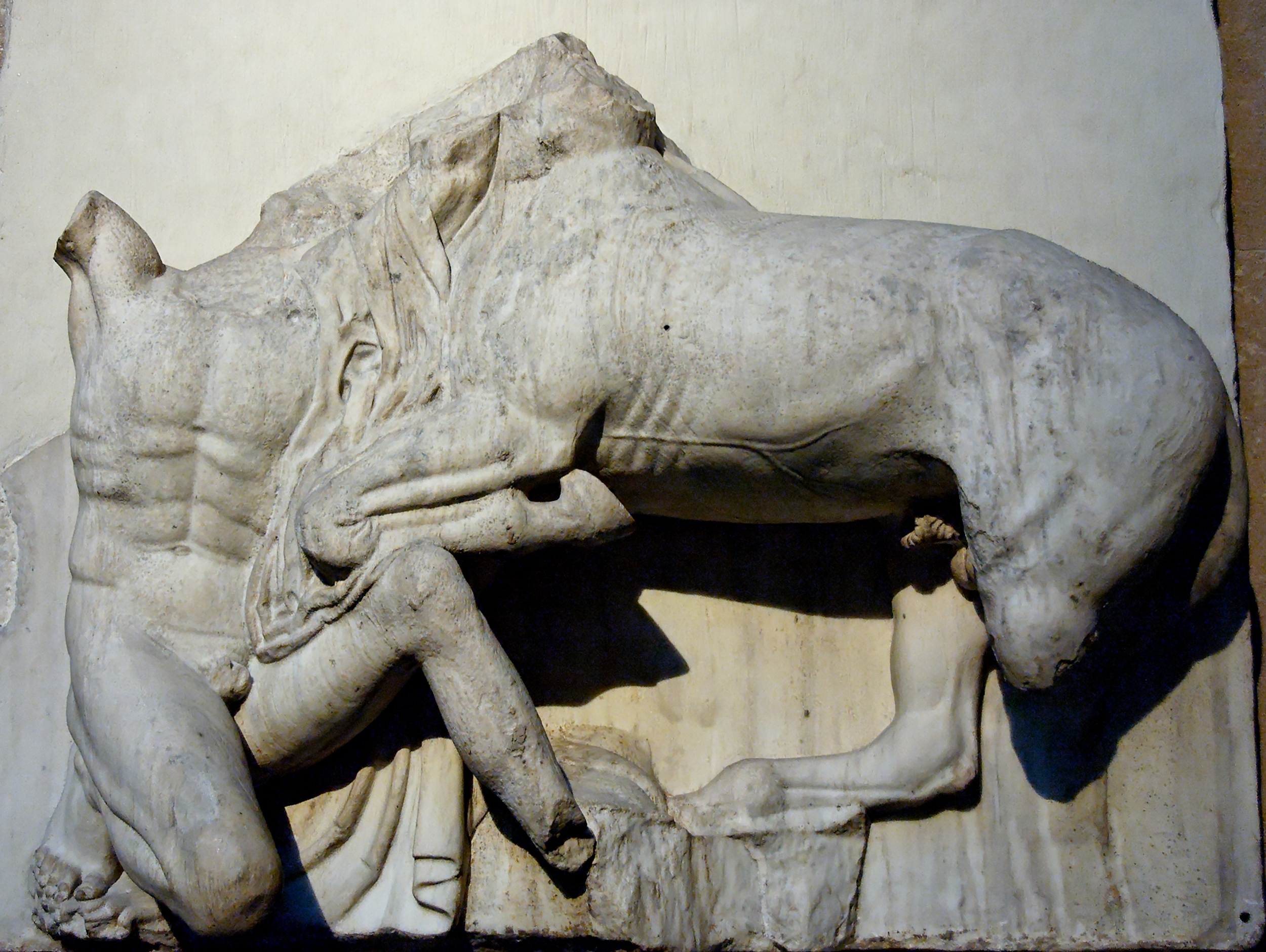
Mètopa sud VIII
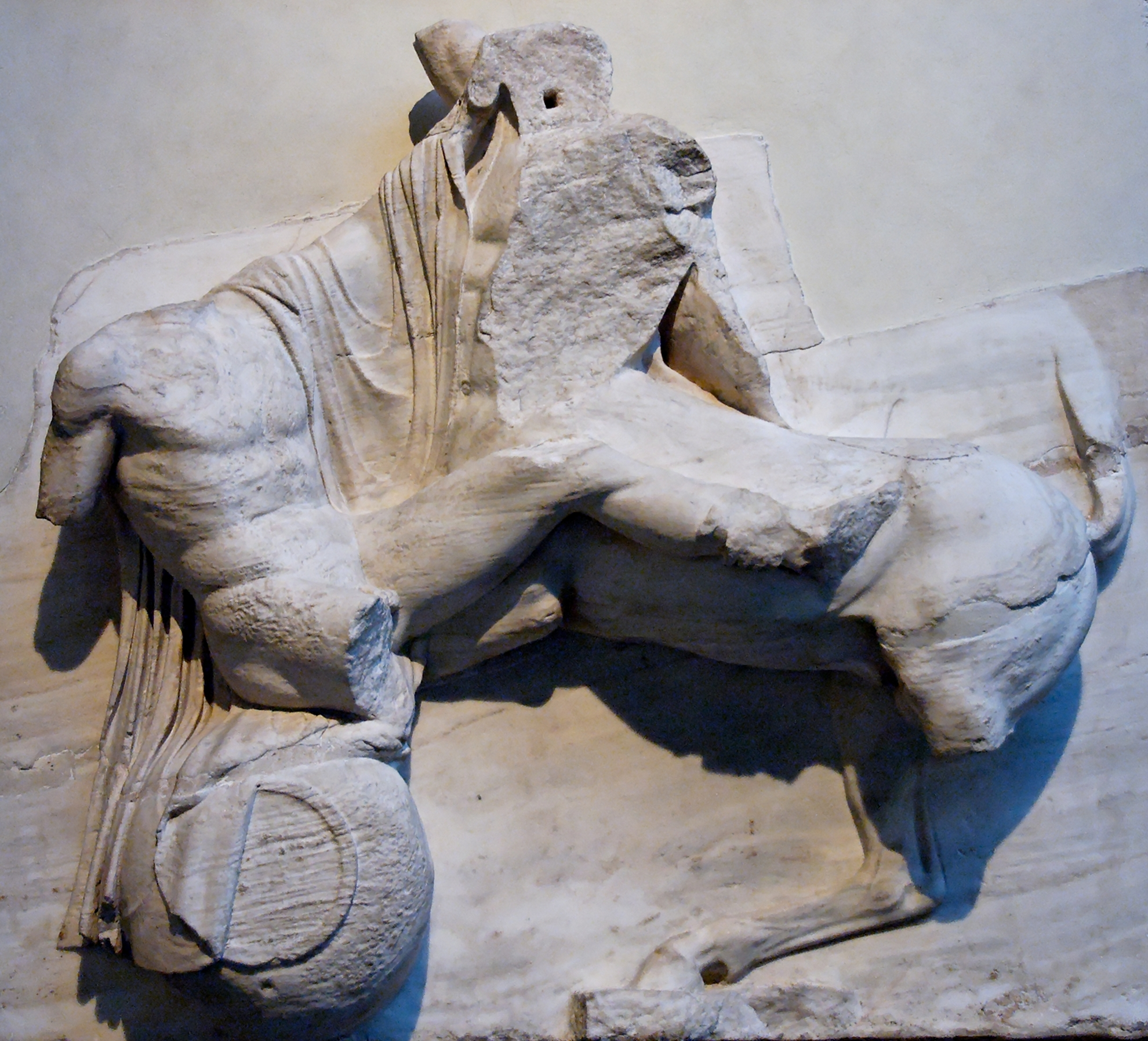
Mètopa sud IX
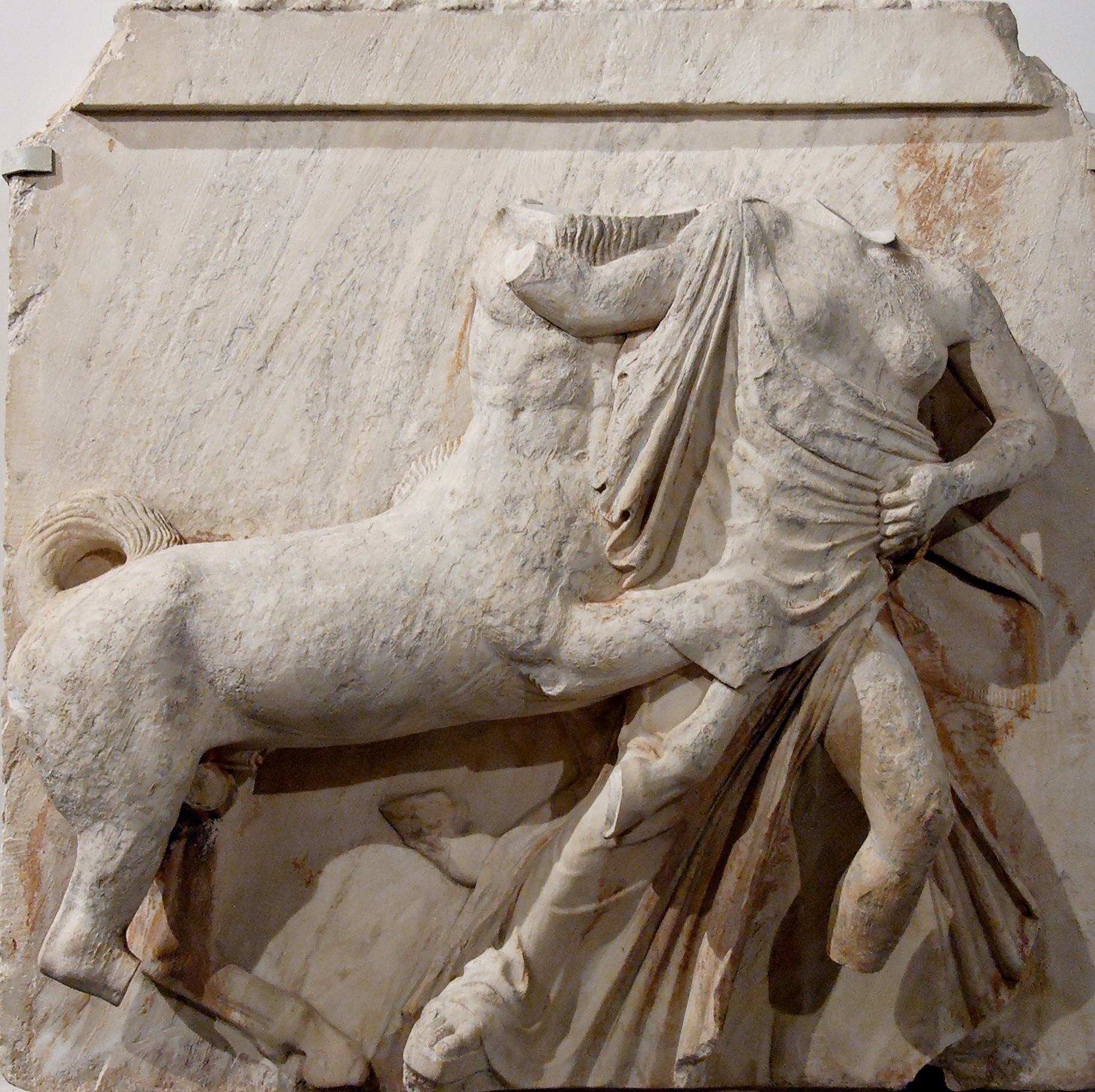
Mètopa sud X

| Mètopa                                                             | Sud XIII Figura femenina (esquerra) Figura masculina de tors nu (dreta) | Sud XIV Figura masculina nua (esquerra) Figura femenina portant un objecte a cada mà (dreta) | Sud XVUn auriga i el seu carro                                   | Sud XVI Dos figures masculines nues; la de l'esquerra és a terra | Sud XVII Figura masculina nua (esquerra) Figura femenina portant un objecte (dreta)    | Sud XVIII Petita figura humana (esquerra) Dues figures femenines (corrent ?) (centre i dreta)         | Sud XIXDos figures femenines                                              | Sud XXDos figures femenines;la de l'esquerra sembla tenir un rotllo de text                                                                                                  | Sud XXIDos figures femenines envoltant una petita estàtua sobre un pedestal              |
| ------------------------------------------------------------------ | ----------------------------------------------------------------------- | -------------------------------------------------------------------------------------------- | ---------------------------------------------------------------- | ---------------------------------------------------------------- | -------------------------------------------------------------------------------------- | --- | ------------------------------------------------------------------------- | --- | ---------------------------------------------------------------------------------------- |
| Segons Brøndsted 1826-1830 1826-1830 continuat per Michaelis, 1871 | Demèter i Triptòlem                                                     | Epimeteu i Pandora                                                                           | Erictoni                                                         | Eumolp o Imarad i Erecteu                                        | Erictoni i una sacerdotessa d'Atena o una canèfora                                     | Una de les filles de Cècrops                                                                          | Pàndrosos i Telete o Temis                                                | Sacerdotessa o una jove portant els textos de la llei | Parturienta, estàtua de culte d'Artemisa i sacerdotessa                                  |
| Segons Pernice, 1895                                               | Pandros i Herse                                                         | Erisícton i Aglauros                                                                         | Erictoni                                                         | Amficcíon i Erictoni                                             | Erictoni                                                                               | ? | Sacerdotessa                                                              | Dona portant unes cintes per adornar el xóanon d'Atena Polias | Dues dones envoltant al xóanon d'Atena Polias                                            |
| Segons Studniczka, 1912                                            | La Pítia i Ió                                                           | Xutos i Creüsa                                                                               | Auriga del carro del personatge de la dreta de la mètopa XVI sud | Eumolp o Imarad i Erecteu                                        | Herald i músic amb cítara                                                              | Filla de Praxitea                                                                                     | Praxitea i una de les seves filles triada per al sacrifici                | Dues dones oferint un sacrifici | Dues dones fugint dels centauros i refugiant-se al costat del xoanon                     |
| Segons Picard, 1936                                                | Una filla de Cècrope                                                    | Aglauros i un dels seus germans                                                              | Descobriment de la cistella d'Erictoni                           | Asterió i Erictoni                                               | Erictoni i músic amb lira                                                              | Preparacions dels misteris                                                                            | Sacerdotessa i el seu ajudant                                             | Presentació d'un rotllo de textos i sacerdotessa | Retorn a la centauromaquia; xoanon d'Artemisa                                            |
| Segons Becatti, 1951                                               | Pandros i Cècrope                                                       | Erisícton i Aglauros                                                                         | Auriga del carro d'Erecteu                                       | Imarad i Erecteu                                                 | Erecteu amb una ofrena d'un garrí i Apol·lo                                            | Una filla d'Erecteu                                                                                   | Praxitea i una de les seves filles triada per al sacrifici                | Filomela i Procne | Retorn a la centauromaquia; Sofrosina i Hibris                                           |
| Segons Fehl, 1961                                                  | Centauromàquia; creada per l'arribada del carro d'un heroi              | Centauromàquia; creada per l'arribada del carro d'un heroi                                   | Auriga del carro d'Hèracles o de Teseu                           | Làpita ferit per un centaure i arribada d'Hèracles o Teseu       | Centauromàquia; dues joves                                                             | Centauromàquia                                                                                        | Centauromaquia                                                            | Centauromaquia; cerimònia de les noces de Hipodamía i Pirítous | Dues dones joves fugint dels centauros i refugiant-se al costat d'una estàtua de culte   |
| Segons Jeppesen, 1963                                              | Afrodita i Butes                                                        | Apol·lo i Creüsa                                                                             | Erictoni i un cavall de carreres                                 | Èrix vençut en pugilisme per Hèracles                            | Erecteu i Apol·lo                                                                      | Ctònia i les seues germanes                                                                           | Demèter i Core                                                            | Procne i Filomela | Dos làpites fugint dels centaures i refugiant-se al costat d'una estàtua de culte        |
| Segons Brommer, 1967                                               | La Pítia i Ió                                                           | Xutos i Creüsa                                                                               | Mètopa relacionada amb Erecteu                                   | Eumolp o Imarad i Erecteu                                        | Músic amb aulós o portador d'un odre de vi i músic amb cítara                          | Filla d'Erecteu                                                                                       | Praxitea i una de les seves filles triada per al sacrifici                | Rebuig de totes les interpretacions donades fins al moment, encara que cap proposició d'interpretació per a la mètopa ni per a l'objecte subjectat per la dona de l'esquerra | Dues dones fugint dels centauros i refugiant-se al costat d'una estàtua de culte         |
| Segons Simon, 1975                                                 | Nodrissa d'Hipodamia i servent de vi                                    | Butes i una jove portadora d'ofrenes                                                         | Hèlios                                                           | Sacrilegi d'Ixíon                                                | Hermes amb una ofrena d'un porcell per a l'expiació d'Ixíon i Apol·lo amb una cítara   | Petita estàtua de divinitat; Aidós i Nèmesi fugint davant l'atrocitat comesa per Ixíon                | Nèfele i Peito o Afrodita                                                 | Ápate o Ate i Hera | Dues dones fugint dels centauros i refugiant-se al costat d'una estàtua de culte de Hera |
| Segons Dörig, 1978                                                 | Herse i Cècrope                                                         | Erisícton i Aglauros                                                                         | Bòreas segrestant a Oritia                                       | Erecteu i Eumolp                                                 | Processó cap a l'estàtua de culte present en la mètopa XVIII sud durant les Panatenees | Estàtua de culte i dues amigues d'Oritia fugint davant de Bòreas després que aquest l'haja segrestada | Procne i Filomela                                                         | Zeuxipe i Ctònia | Dos joves lápites fugint dels centaures i refugiant-se al costat d'una estàtua de culte  |
| Segons Harrison, 1979                                              | Coronis, una de les nodrisses de Dionís, i Dionís                       | Rapte de Coronis per Butes                                                                   | Hèlios                                                           | Sacrilegi d'Ixíon                                                | Noces de Pirítous: histrió vestint una pell d'animal i músic amb lira                  | Noces de Pirítous: nena i dues ballarines                                                             | Noces de Pirítous: mare i germana de la núvia (Hipodamia)                 | Noces de Pirítous: germana i mare del nuvi (Pirítous) | ?                                                                                        |
| Segons Fehr, 1982                                                  | Fedra espiant a Hipòlit                                                 | Fedra tracta de seduir a Hipòlit                                                             | Hipòlit dirigint-se cap a la mort                                | Asclepi assassinat per Zeus                                      | Hermes portant un odre de vi i Apol·lo amb una cítara                                  | Les Moires                                                                                            | Alcestis i una nodrissa                                                   | Preparació del jaç funerari d'Alcestis: una nodrissa i Alcestis | Dues dones fugint dels centaures i refugiant-se al costat d'una estàtua de culte         |
| Segons Robertson, 1984                                             | A Atenes: Pèrdix i Talos                                                | A Atenes: Dèdal i una jove portant l'invent de Talos                                         | A Atenes: Hèlios                                                 | A Atenes: Ícar i Dèdal                                           | A Cnossos: Dèdal i Teseu amb cítara                                                    | A Cnossos: Ariadna i dues estàtues creades per Dèdal dansant amb música de Teseu                      | A Atenes després de la tornada de Dèdal: invent de la filosa i del teixit | A Atenes després de la tornada de Dèdal: invent de la filosa i del teixit | Tornada a la centauromàquia; estàtua de culte d'Atena                                    |

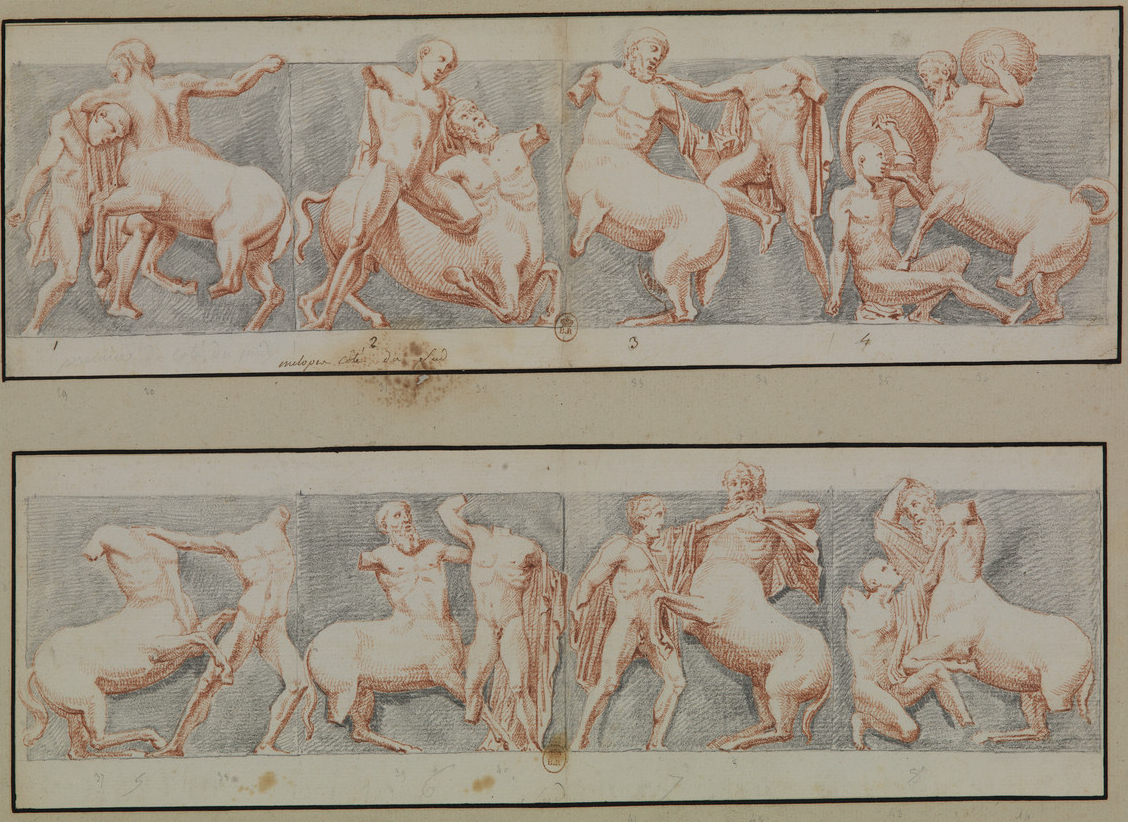
Dibuix atribuït a Jacques Carrey: mètopes sud I a VIII.
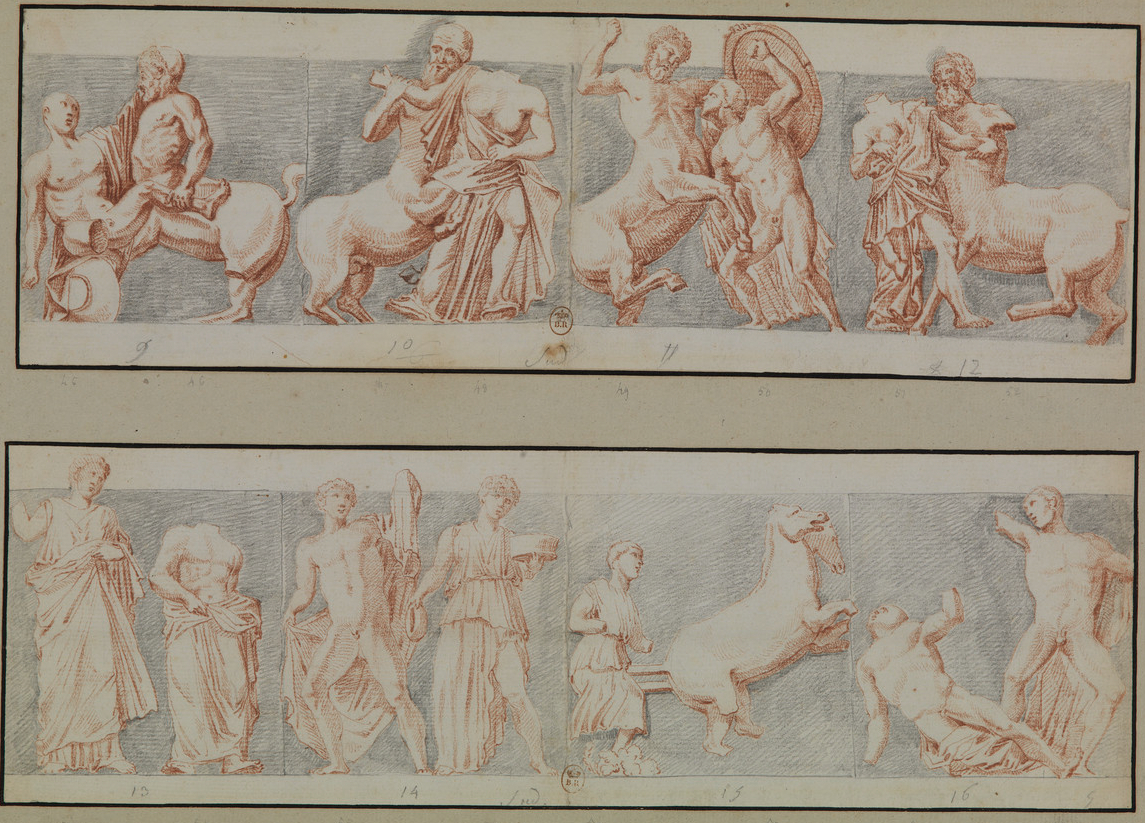
Dibuix atribuït a Jacques Carrey: mètopes sud IX a XVI.
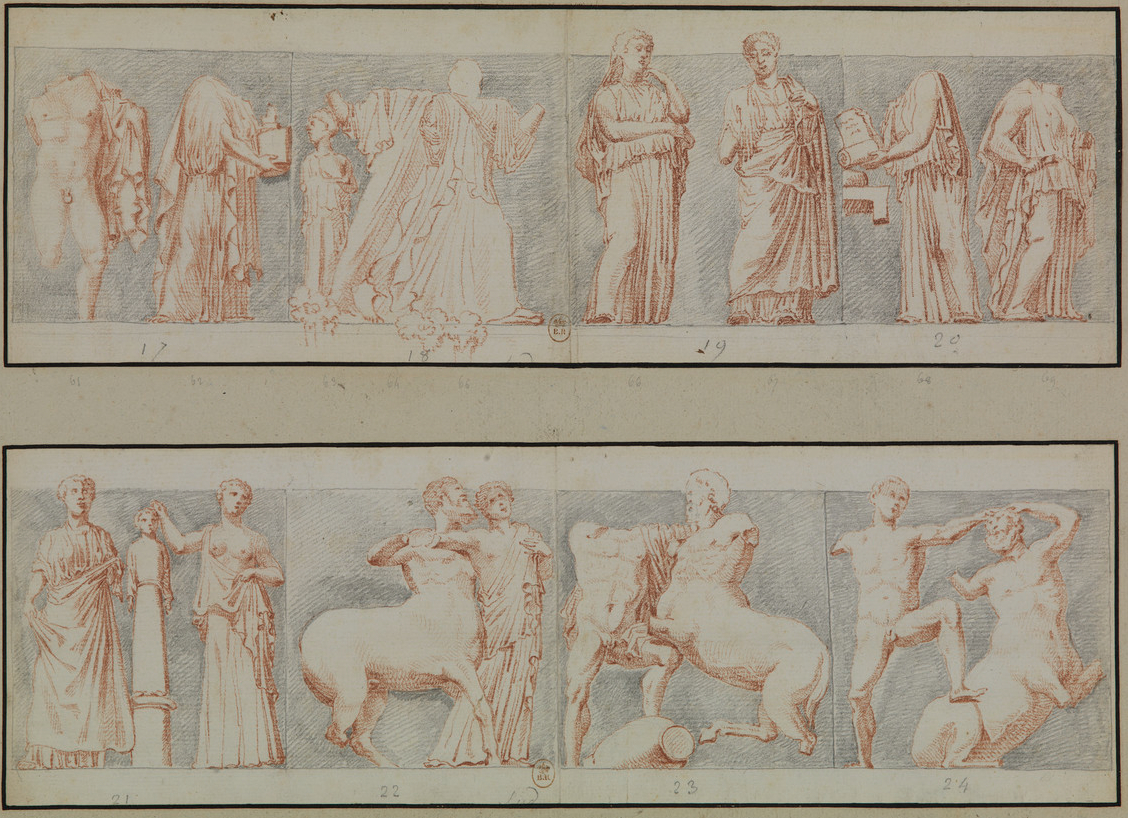
Dibuix atribuït a Jacques Carrey: mètopes sud XVII a XXIV.
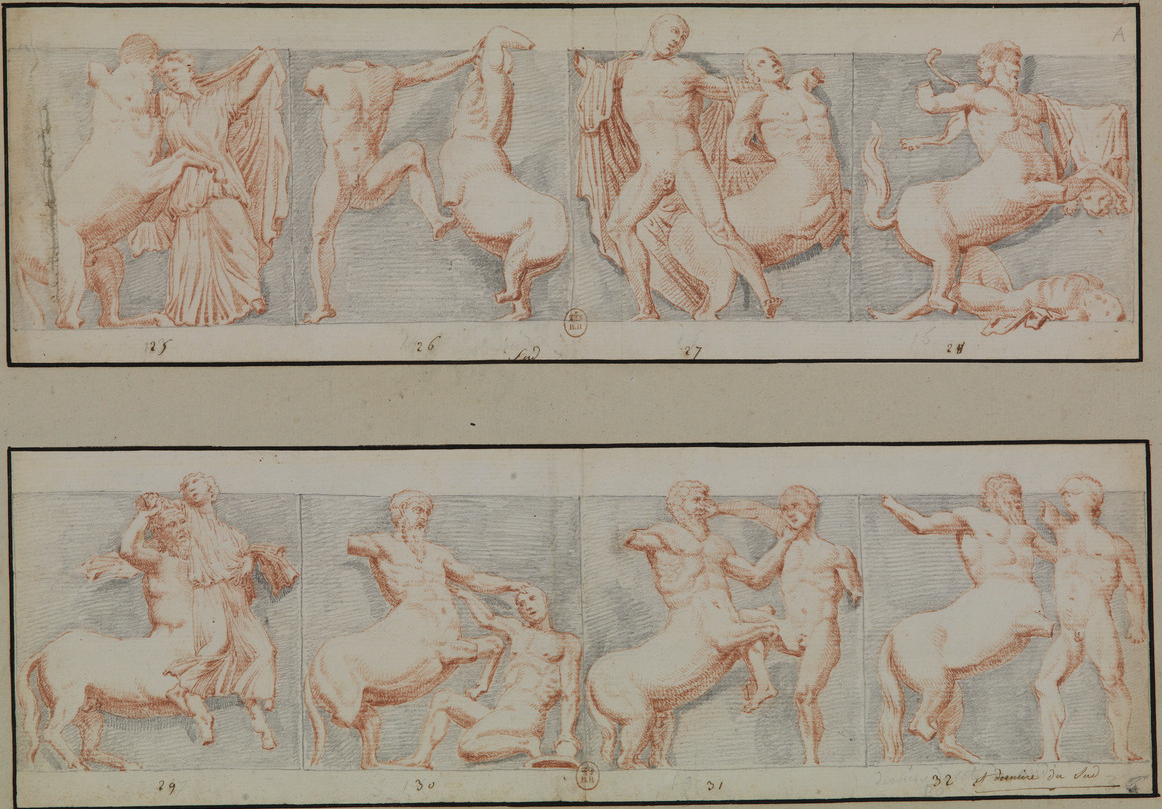
Dibuix atribuït a Jacques Carrey: mètopes sud XXV a XXXII.

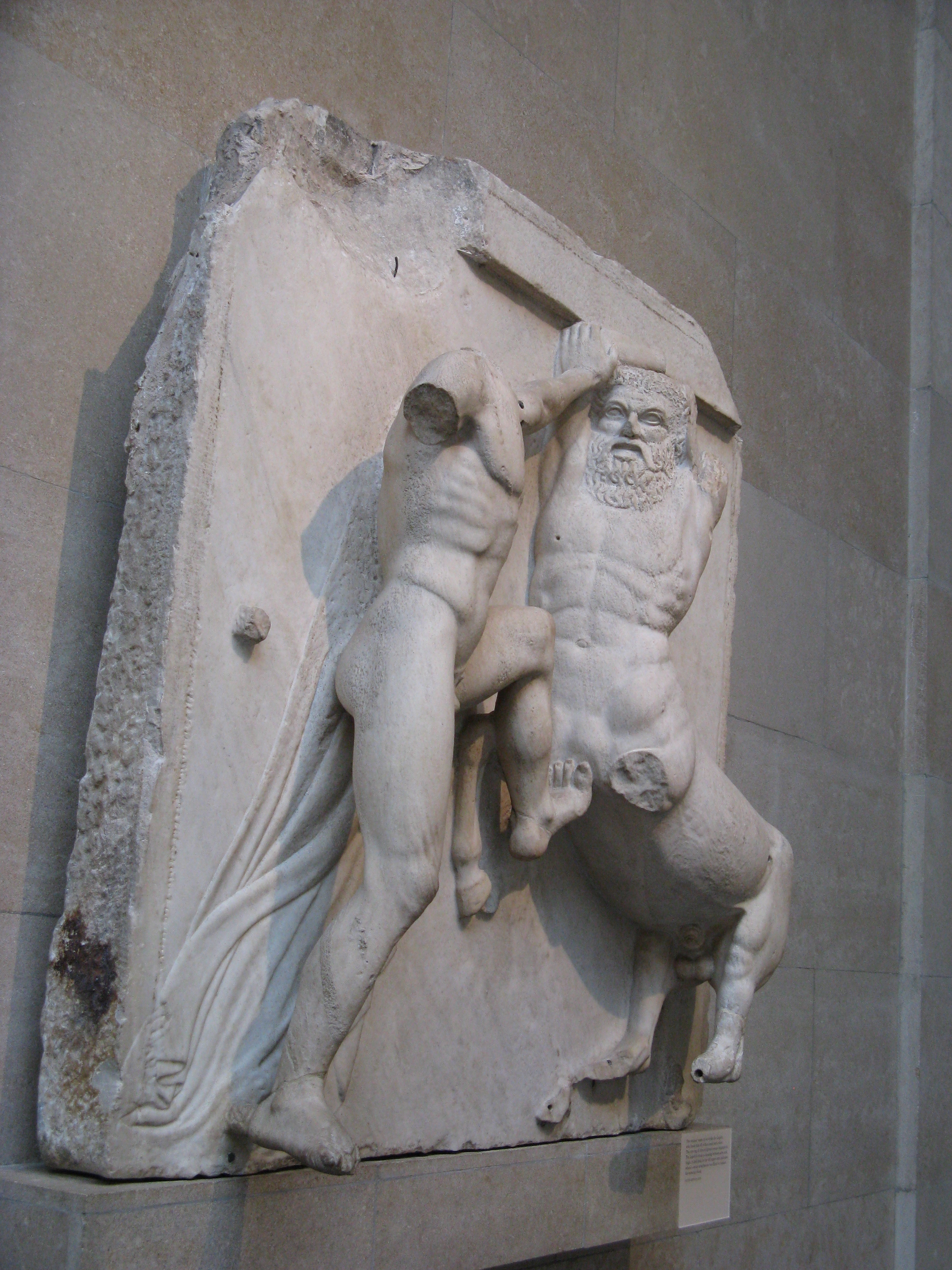
Mètopa sud XXVI

La mètopa XXVI, la degué esculpir un dels artistes menys experts. Els moviments són poc naturals, el rostre del centaure estàtic i l'estil sever en escultura ja estava antiquat a mitjan s. V ae. El cap del centaure reposa sense coll sobre les espatlles. A més, una part del vestit del làpita va desaparéixer en una època molt antiga. El guerrer humà, situat a l'esquerra, dona una potada al pit del centaure amb el peu esquerre, i agafa amb la mà esquerra el colze dret de l'adversari. El centaure sembla sostenir sobre el cap un objecte pesat, que podria ser un bloc de pedra o un altar, i es disposa a llançar-lo al seu contrincant. Sembla que sota les cames dels dos personatges podria haver existit un pou, un element decoratiu que significaria que el combat seria a l'exterior, igual que l'hipotètic tronc d'arbre de la mètopa I.

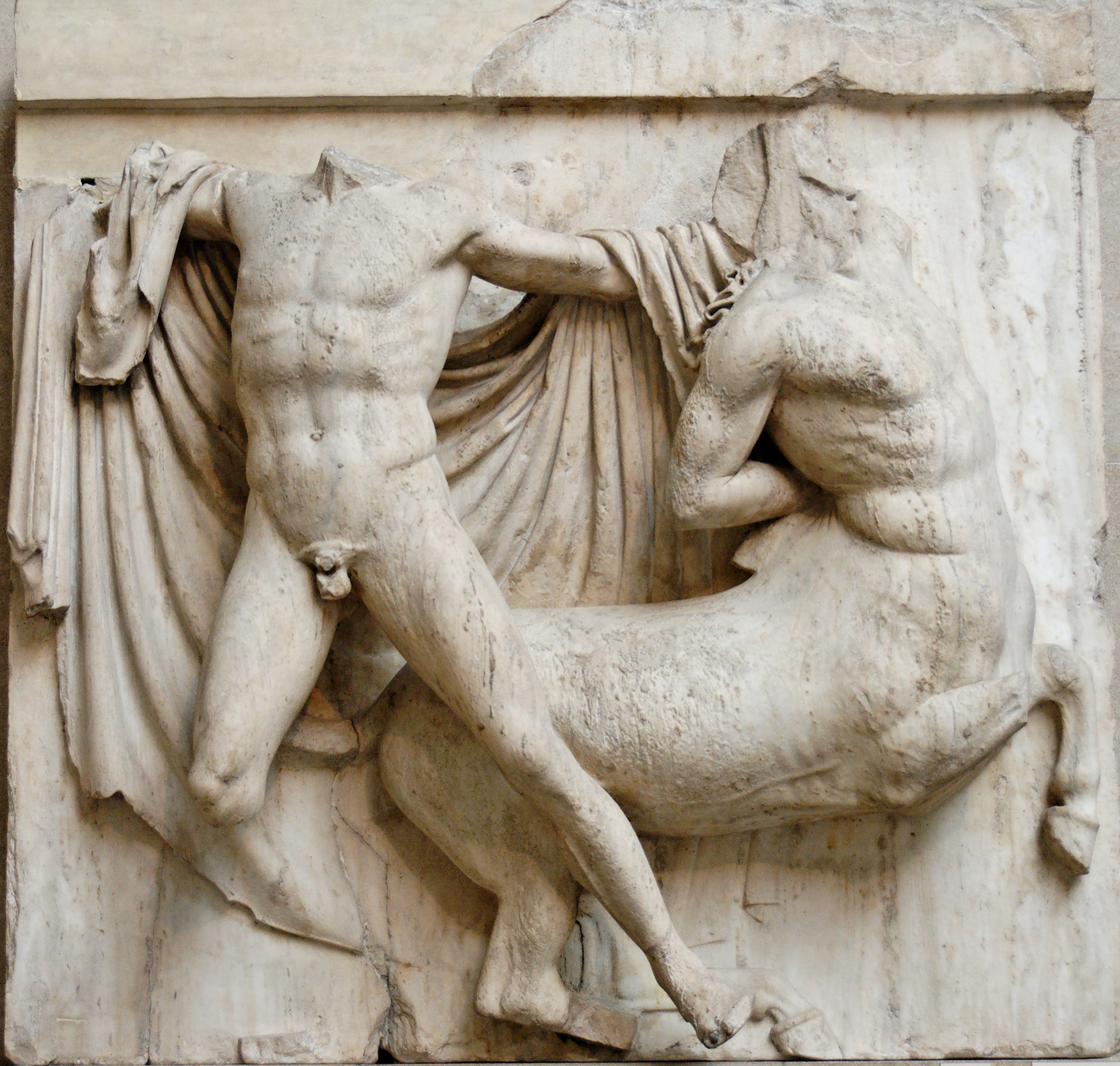
Mètopa sud XXVII

En la mètopa XXVII el centaure, ferit, vol fugir al galop. Es tapa amb la mà la ferida rebuda a l'esquena, o bé utilitza ambdues mans per intentar extreure l'objecte causant de la lesió. El làpita, que podria ser Teseu, vol impedir que fuja agafant-lo pel coll amb la mà esquerra. Amb la dreta, pren impuls per assestar-li un nou colp, amb una llança o un estoc. La túnica li rellisca des de les espatlles a terra. Els rostres dels dos personatges estan girats cap al centre de la mètopa. Els caps desaparegueren després dels dibuixos atribuïts a Carrey. La mètopa es troba encara al Museu Britànic, mentre que el cap del làpita es conserva al Museu de l'Acròpoli d'Atenes. Aquest es considera que podria també provenir de la mètopa IX. El dibuix de Carrey mostra un centaure sense barba, cosa que duu a diverses hipòtesis: el dibuixant no hauria vist que la barba s'hauria trencat, o bé l'escultor antic creà amb aquesta mètopa un nou cànon de representació dels centaures, mostrant-los més joves.
Aquesta mètopa XXVII es considera de les més reeixides. L'acabat de l'anatomia és perfecte, i la tensió del moviment és visible en el cisellat dels músculs de la cama i del tors del làpita. La túnica té tal alt relleu que se separa gairebé per complet del fons. La cua del centaure continua un dels plecs del mantell, i degué estar pintada d'un color diferent perquè ressaltés. El moviment de la capa recorda el de la figura M del frontó del temple de Zeus a Olímpia, tradicionalment identificada amb Teseu. La composició és subtil, amb dues tensions oposades que recorden les típiques del grup central d'un frontó, semblant al moviment d'Atena i Posidó al frontó del Partenó. També recorda la mètopa oest IV del temple de Zeus d'Olímpia, amb l'escena d'Hèracles i el bou de Creta. Aquesta disposició es troba també al coll d'un crater de volutes, atribuït al pintor dels Sàtirs llanuts, conservat a Nova York. Tot i que l'escultor no és conegut, degué ser dels més talentosos que treballaren al Partenó.

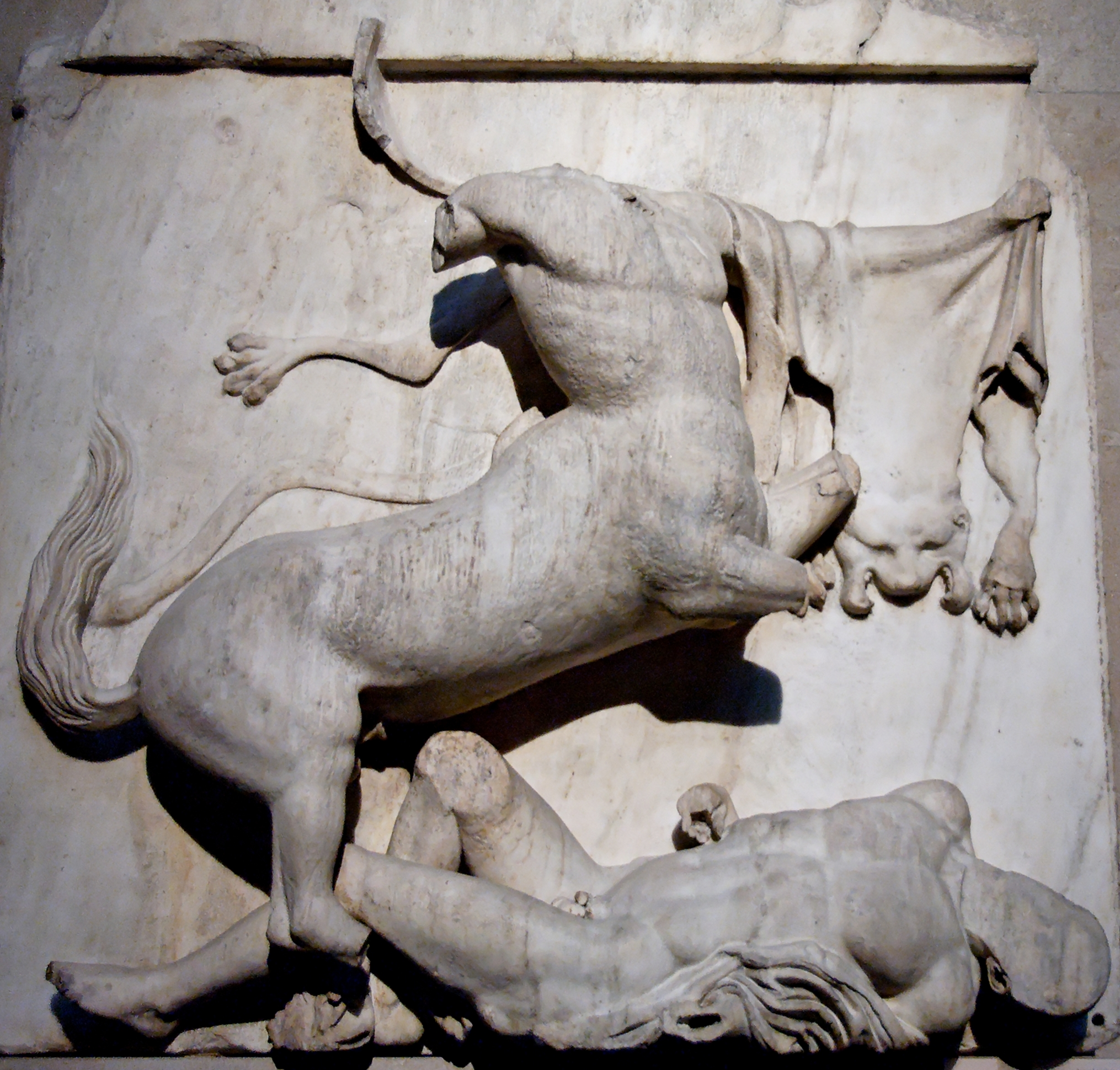
Mètopa sud XXVIII

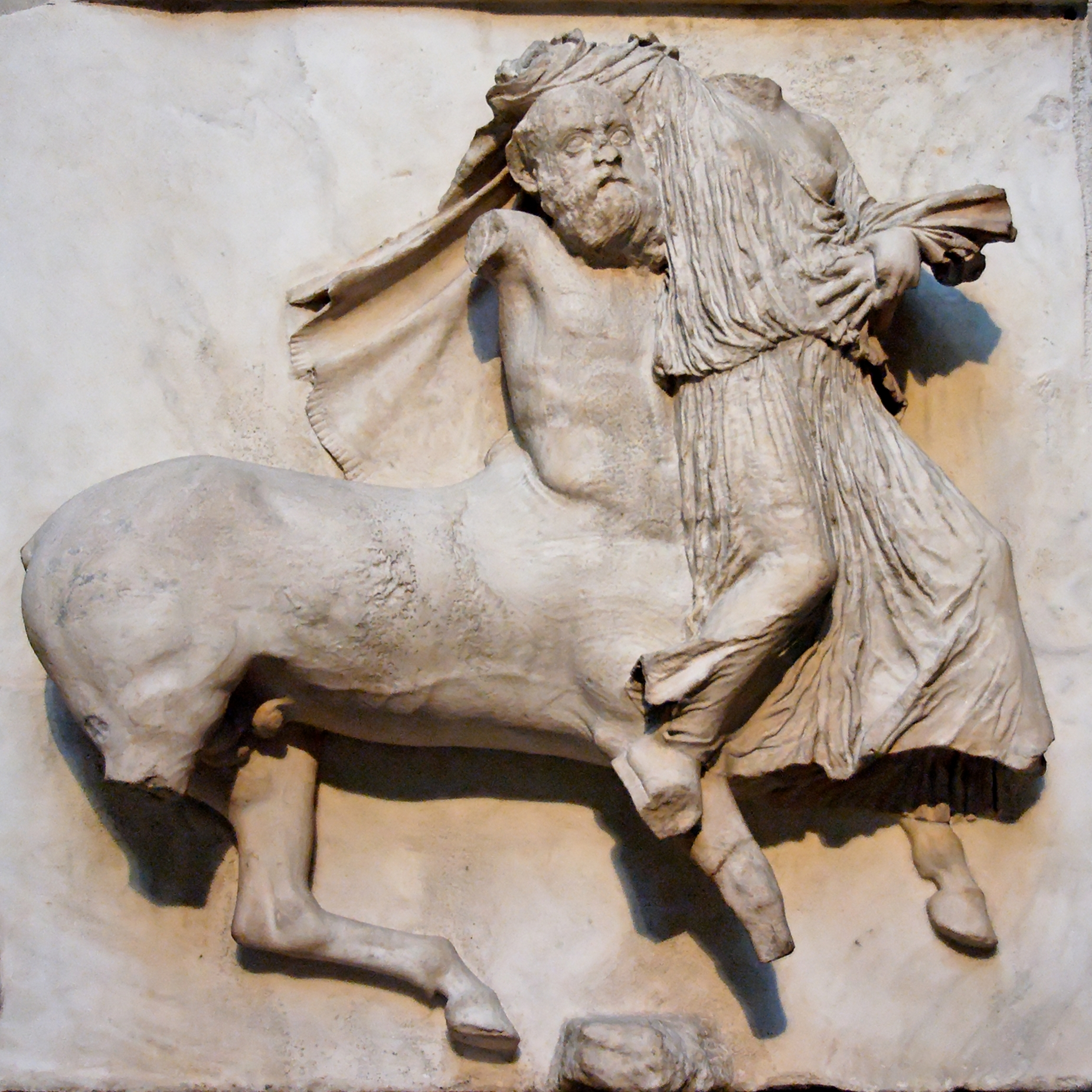
Mètopa sud XXIX

La mètopa XXVIII té un estil bastant semblant a la seua contigua, la XXVII. Un centaure s'encabrita damunt d'un làpita, estés a terra. Al braç esquerre porta una pell d'animal, potser una pantera, per protegir-se. A la mà dreta sostenia un gran atuell. El braç i l'àmfora han desaparegut, encara que en queda un fragment sobre l'espatlla del centaure. Martin Robertson suggereix que l'home del terra podria ser Dèdal. La mètopa XXIX és una de les cinc que es conserven que no representa el combat sinó la seua causa: un centaure rapta una dona làpita. El dibuix atribuït a Carrey mostra que la mà dreta de l'animal subjectava el canell dret del personatge femení. La qualitat de l'escultura és molt heterogènia. El rostre del centaure és estàtic i inexpressiu, i la postura de la làpita molt forçada. Per contra, el drapat del quitó és de molta qualitat, al nivell del d'Iris al frontó oest. També ho és la sanefa de la túnica del centaure, comparable a la del fris del Partenó..
En la mètopa XXX el làpita, situat a la dreta, està agenollat. El centaure li clava les peülles de les potes davanteres a les cuixes. El moviment encara és visible en les extremitats de l'esquerra, mentre que el costat dret ha desaparegut. La mètopa XXXI també va ser esculpida en estil sever, un estil una mica antiquat per pertànyer a la segona meitat del segle V a. C. El centaure, situat a l'esquerra, agafa el làpita pel coll. Sosté entre les potes davanteres la cama dreta del seu adversari, que li clava el genoll al pit. El làpita estira dels cabells el centaure. Les postures són estàtiques i l'anatomia té un acabat de poca qualitat. El rostre del centaure és més grotesc que expressiu. La qualitat del treball deixa molt a desitjar: el braç dret del centaure es va trencar i s'hagué de reemplaçar per un d'unit amb clavilles.
En la mètopa XXXII, el làpita situat a la dreta s'avança cap al centaure de l'esquerra, que intenta protegir-se. En el dibuix atribuït a Carrey, els braços del centaure i l'esquerre del làpita encara existien, així com el cap d'aquest últim, que el 1674 encara romania al seu lloc. Un detall al front feu suposar que podria haver portat un casc corinti. La posició del cos i dels braços recorden la d'Harmodi en el grup dels tiranicides. A això s'uneix el fet que és l'última mètopa del cantó sud-est, prop de la façana més sagrada. Per aquestes dues raons, a voltes s'ha identificat el personatge amb Teseu, fundador de la Democràcia atenesa.

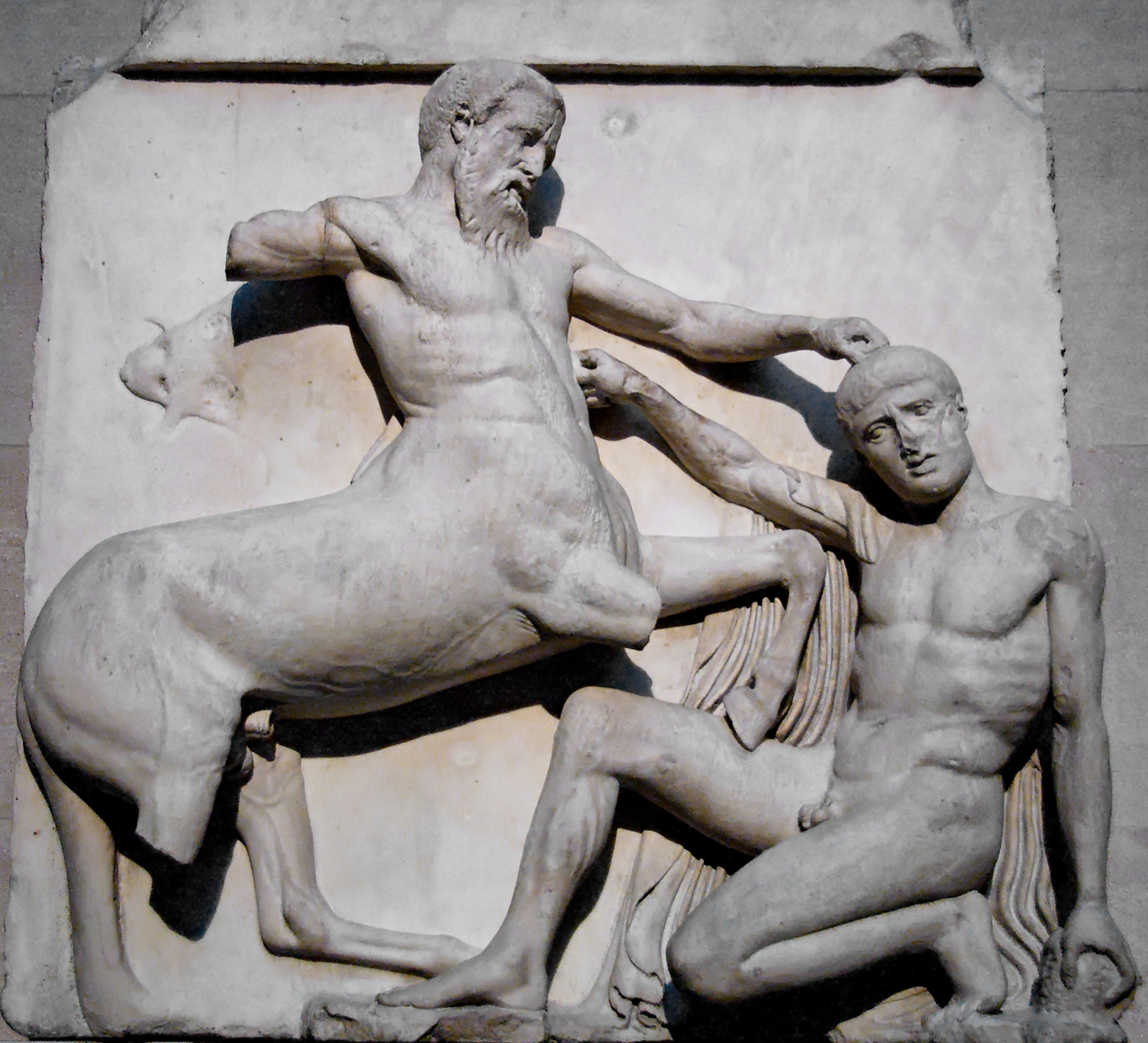
Mètopa sud XXX
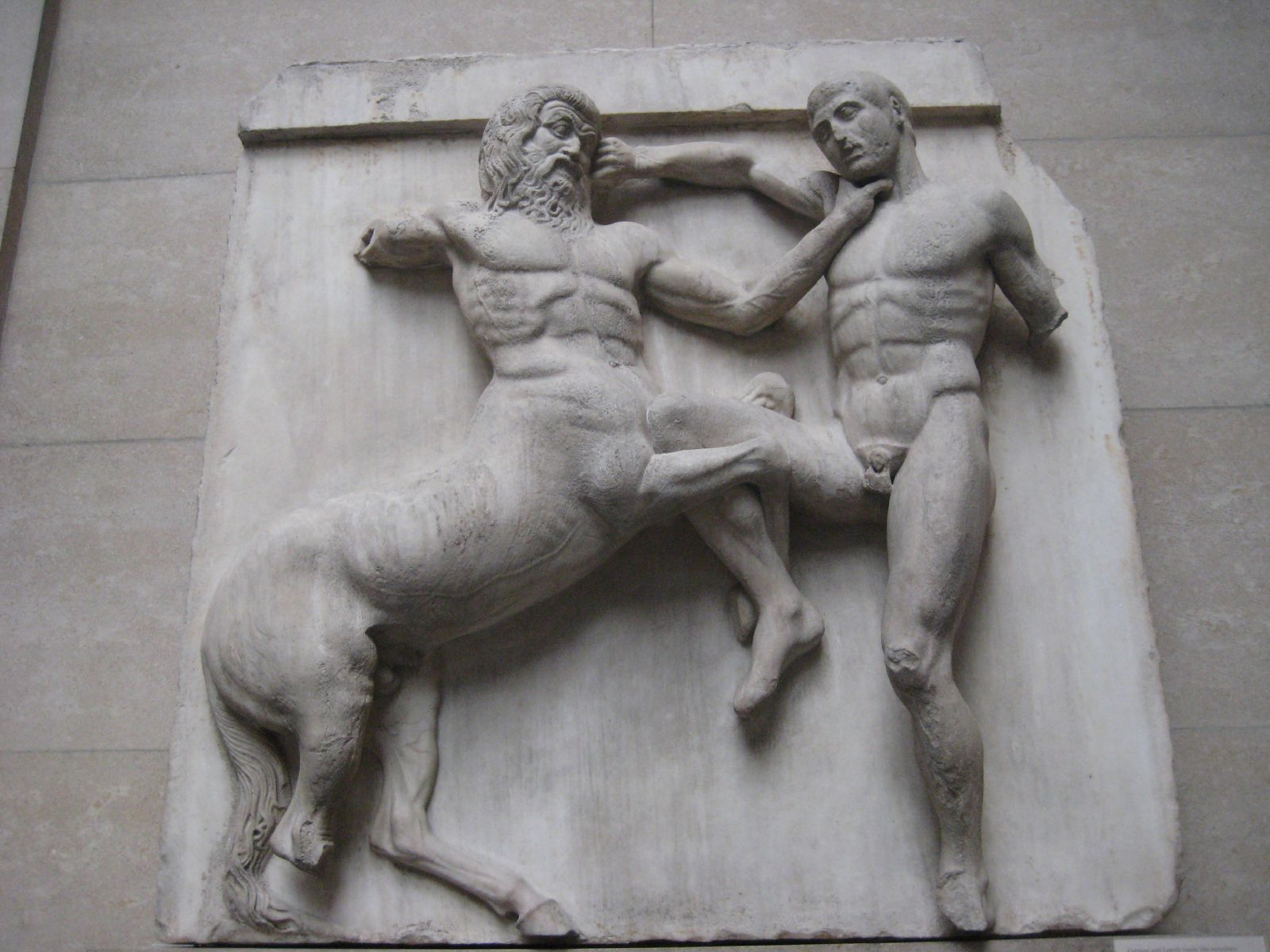
Mètopa sud XXXI
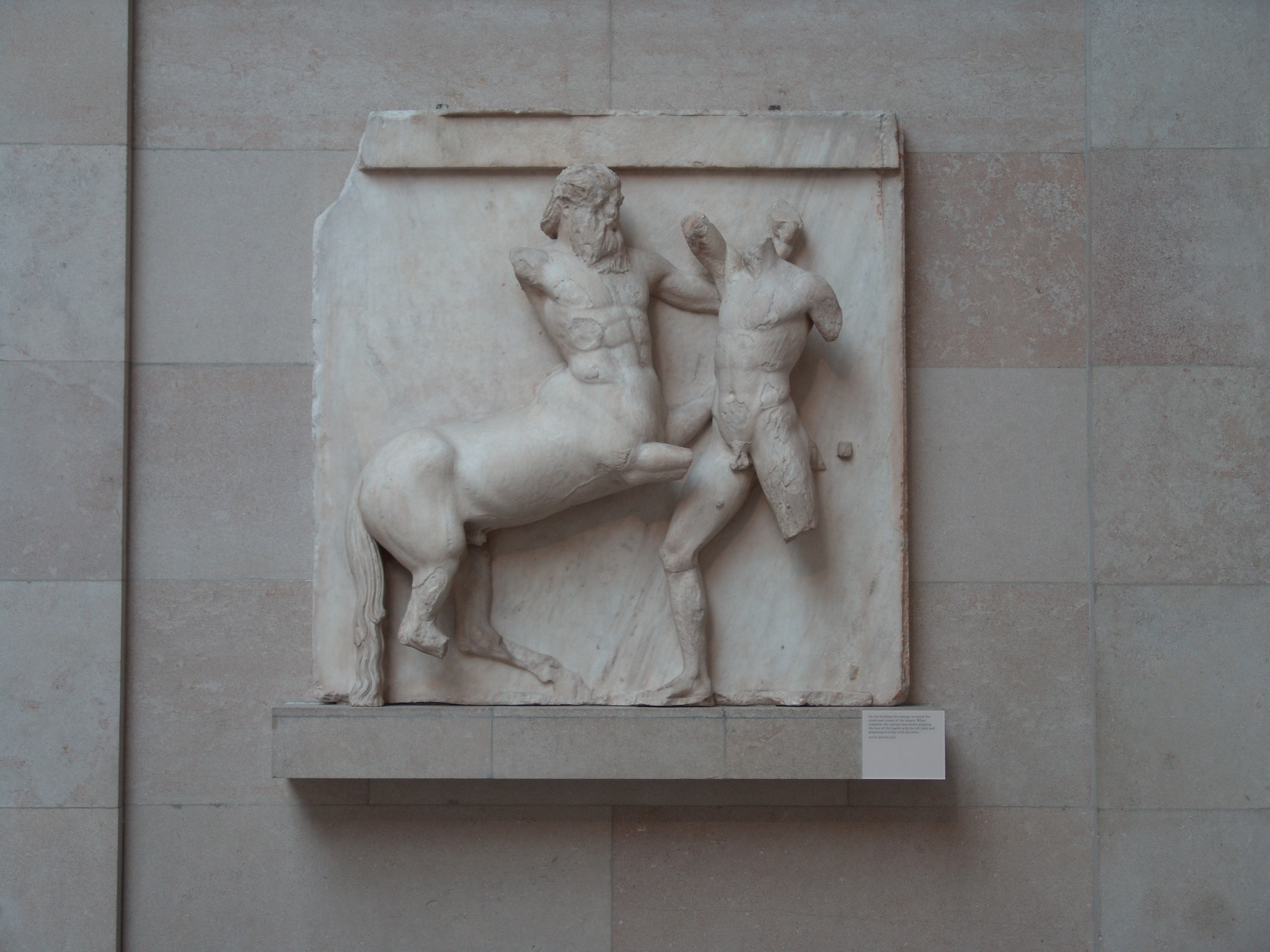
Mètopa sud XXXII